# 裴多菲·山多尔
裴多菲·山多尔（匈牙利語：Petőfi Sándor，匈牙利語發音：[ˈpɛtøːfi ˈʃaːndor]，出生名；1823年1月1日—1849年7月31日），匈牙利爱国诗人和民族英雄，自由主义革命者，匈牙利文学最著名和最杰出的人之一。他被认为是匈牙利民族文学的奠基人，在其短暂的一生中，他创作了近千首诗歌，其中800余首流传至今，其作品被译为多种语言。
他在18岁时中断学业，成为一名演员，并开始创作诗歌。自1844年起，他定居佩斯，到1846年与朋友们组织了一个文学社团。尽管年龄尚小，他便已经闻名全国。作为“三月青年”的领导人之一，他参与了1848年3月15日的革命，并成为这场革命的象征人物。这位年仅26岁的诗人随后投身于自由战争。据当代史学界的观点，他为祖国、为匈牙利的自由献出了生命：1849年7月31日，在谢盖堡战役后的混乱撤退中，他阵亡了。当时，被斯卡里亚京将军战死而激怒的哥萨克乌兰残酷地屠杀了被追击的匈牙利士兵，裴多菲也在这场屠杀中遇难。然而，他失踪的具体情况至今仍不明确。
裴多菲是匈牙利浪漫主义的集大成者，他将此前诗歌中从未涉及的主题引入匈牙利文学：家庭抒情首次在他的作品中出现；在他的爱情诗中，首次描绘了夫妻之间的婚姻之爱；在他的田园诗中，匈牙利大平原上的“荒原”（puszta）也得到了恰如其分的描写。他是第一位在始终歌颂“世界自由”的诗人，由他开启了匈牙利文学中全新的声音。他用通俗、朴素的语言与所有人对话，因为他将民众的语言引入了文学，并将思想内容置于形式之上。
他的诸多诗歌在匈牙利几乎耳熟能详。他的叙事长诗《勇者约翰》被改编成歌剧、木偶剧、动画片以及摇滚歌剧。他最知名的诗作是《民族之歌》，这首诗不仅是1848年革命至今仍具有影响力的象征信息，也是匈牙利爱国诗歌的杰出代表。在匈牙利以及喀尔巴阡盆地的匈牙利人聚居区，有着诸多纪念他的象征——多座博物馆和纪念馆，以及无数以他命名的街道、雕像和纪念牌匾。
在国外，裴多菲至今仍是最为人所知的匈牙利诗人。他是众神偏爱的匈牙利人。他得天独厚，拥有成为伟大诗人的一切条件：才华、历史背景与命运。他只活了二十六年，却留下了一部具有世界文学水准与规模的作品总集，这部作品标志着匈牙利民族文学的一个时代转折点。——内梅特·G·贝洛

## 生平

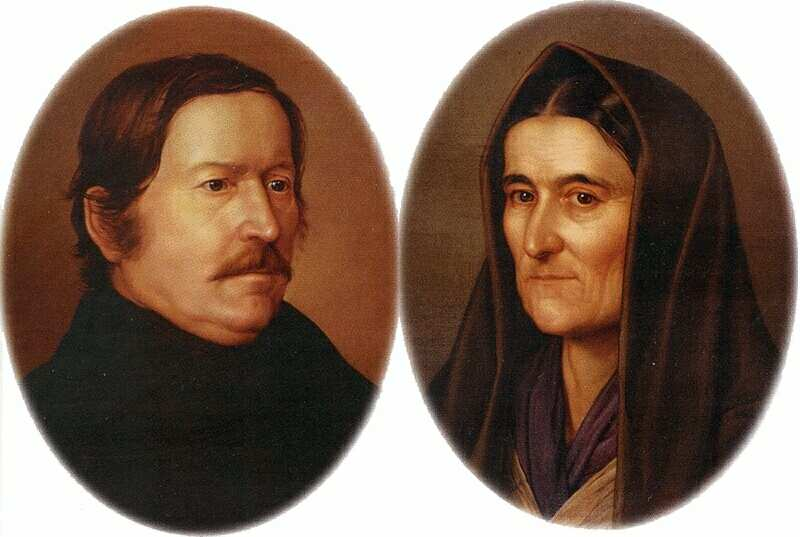
裴多菲父母的画像，欧尔洛伊·彼得里奇·索毛绘制

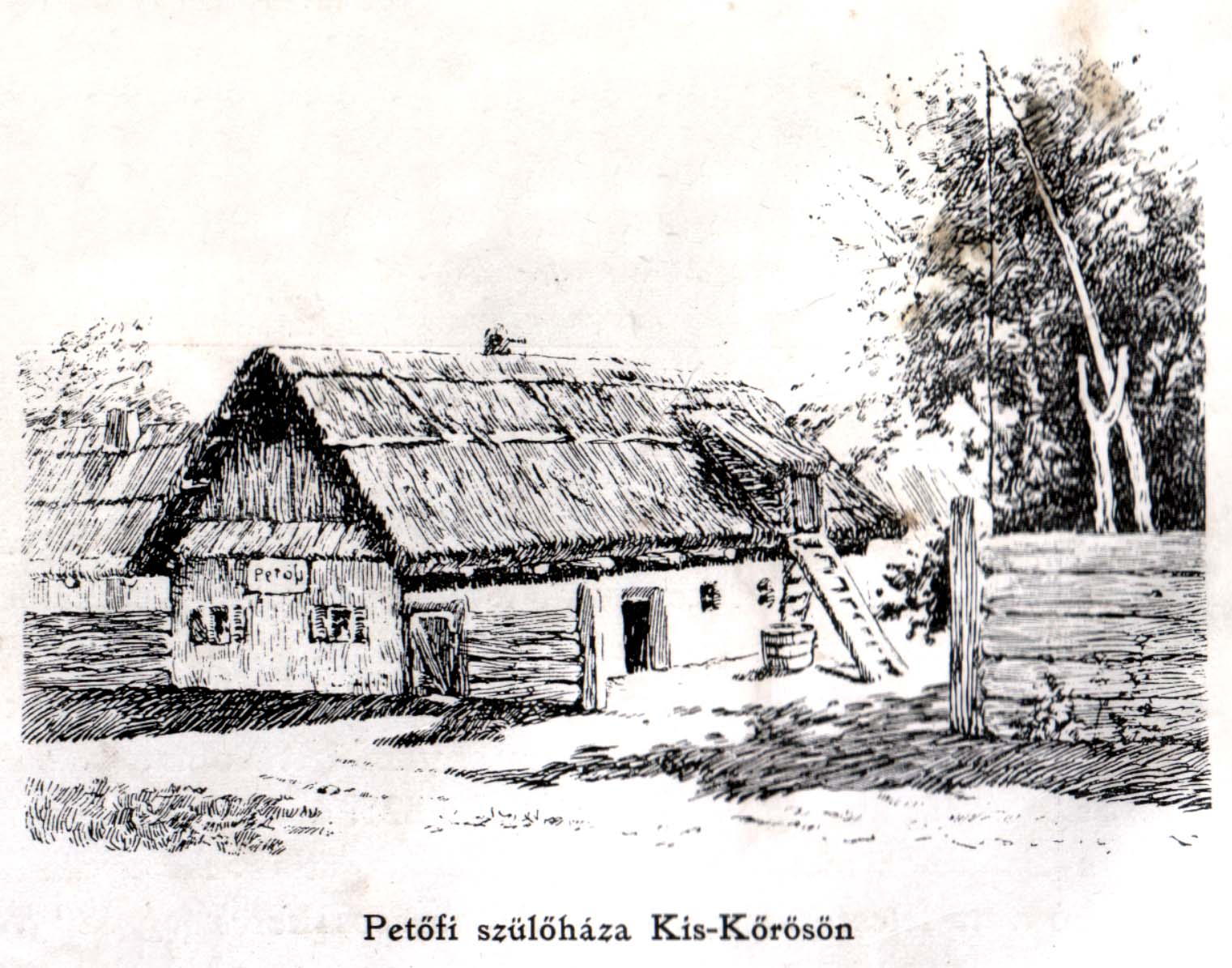
裴多菲故居，位于小克勒什，出自裴多菲相册（1907年）

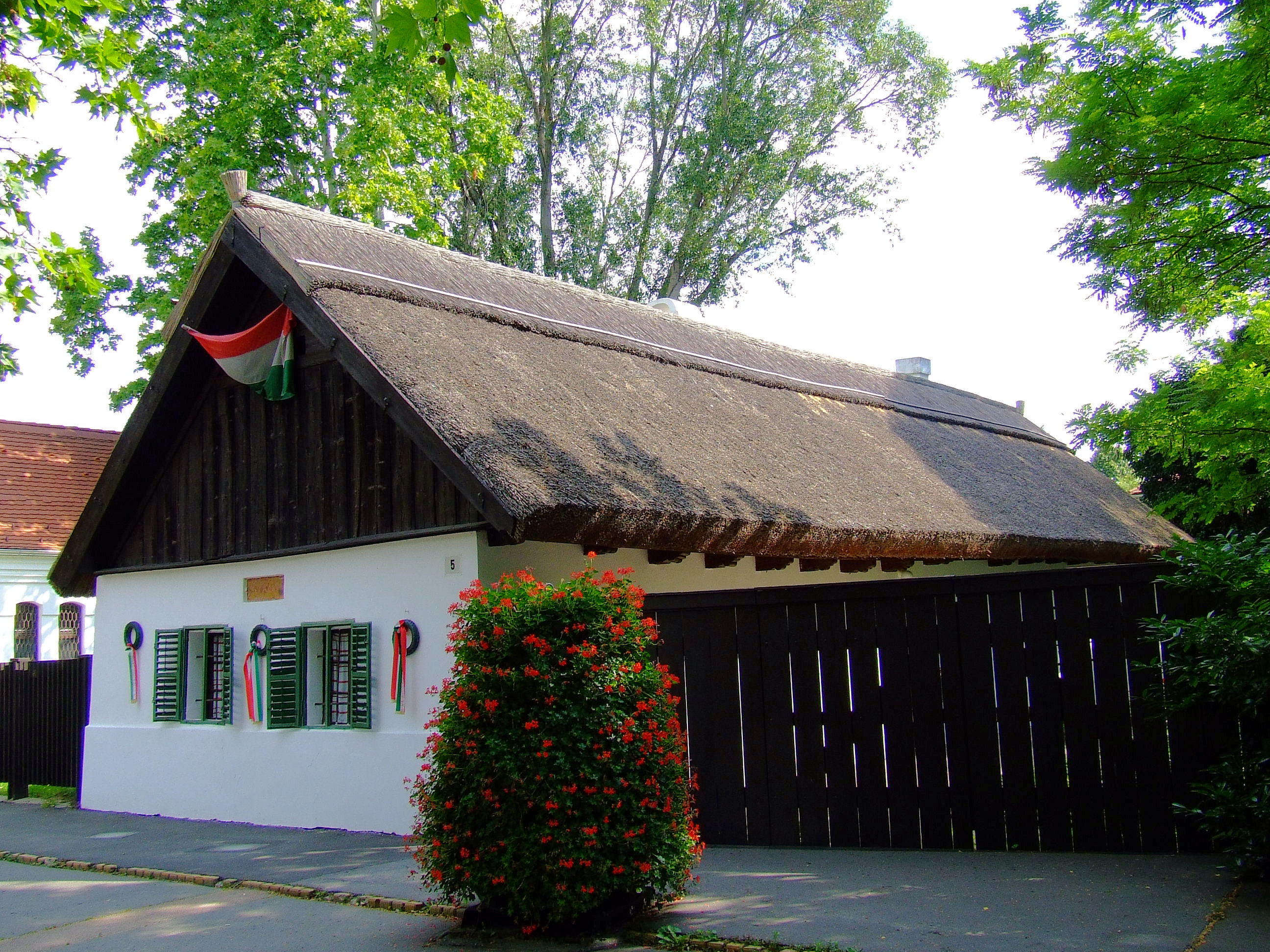
裴多菲故居，位于小克勒什，摄于2007年

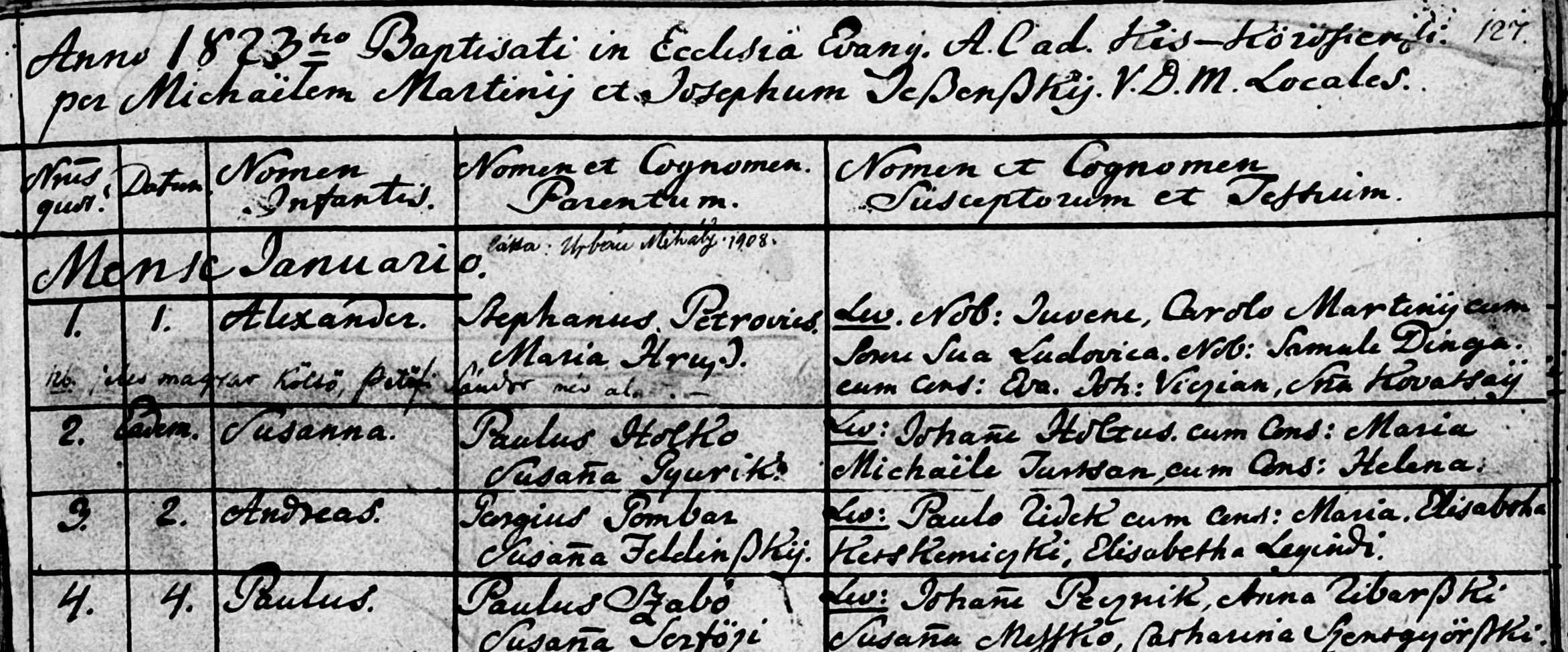
裴多菲的洗礼记录（当时使用拉丁语姓名Alexander Petrovics），出自小克勒什路德宗教会教区洗礼登记簿第四卷（1814年—1838 年）第 127 页上

### 出身与童年
裴多菲的父亲名为裴多菲·伊什特万（1791年8月15日于考尔陶尔—1849年3月21日于佩斯），是一位屠夫，出身于上匈牙利的斯洛伐克家庭（这与公众中流传的塞尔维亚血统的说法不同），但其自认为是匈牙利人。其父的匈牙利斯洛伐克血统被认为较为可信，一方面因为其信奉路德宗，而塞尔维亚人通常是东正教徒；另一方面是基于基什·约瑟夫和亚库什·拉约什的研究，他们将裴多菲的父系血统追溯至1685年，至尼特劳州的沃焦茨。也就是说，裴多菲家族和其母系一样，均源自上匈牙利——其母系来自图罗茨州的奈茨帕尔。裴多菲的祖父名为裴多菲·托马什，1770年时26岁，从奥索德迁居他处。
在父系方面，裴多菲家族的祖先名为裴多菲·马尔通，他于1667年5月30日从匈牙利国王利奥波德一世处获得了贵族身份，该封爵令于1668年3月30日在尼特劳正式公布。这份贵族证书直到1835年时仍保存在裴多菲的父亲手中。裴多菲本人也知道自己的贵族出身，但他在成年后作为一名民主主义者，公开声明自己不享有也不行使贵族权利，完全将认同自己为人民的一部分。
其外祖父赫鲁兹·亚诺什时一位富有的“救赎农”（即通过赎买获得土地的农民），是凯奇凯梅特备受尊敬的市民。裴多菲的母亲赫鲁兹·玛丽亚（1791年8月26日于奈茨帕尔—1849年5月17日于佩斯）在出嫁前曾在毛格洛德的路德宗牧师马丁尼·米哈伊家中担任洗衣工和女仆。她的母语是斯洛伐克语，直到成婚后才开始使用匈牙利语。根据奥洛尼·亚诺什的回忆，“她的匈牙利语并不总是清晰，但她始终坚持讲匈牙利语。”
裴多菲·伊什特万与赫鲁兹·玛丽亚很可能是在毛格洛德相识的，二人于1818年9月15日在奥索德举行了婚礼。婚礼由路德宗牧师米库拉什·达尼埃尔主持，两人也均是路德宗信徒。当时，裴多菲·伊什特万在索包德萨拉什租赁了一家酒馆和屠宰场经营，后来于1821年搬到小克勒什。1822年至1824年间，他租下了小克勒什的屠宰场，并与妻子一同住在那里，于是他们的第一个孩子——裴多菲·山多尔便在此出生。
裴多菲·山多尔出生于1822年12月31日夜至1823年1月1日凌晨。他于1月1日按照路德宗仪式在小克勒什受洗。据一位回忆者说，这个孩子出生时非常虚弱，“曾用酒精给他洗澡，以求保住性命”。他唯一的弟弟名为裴多菲·伊什特万，生于1825年。
裴多菲的父亲在小克勒什租赁的屠宰场收益颇丰。三年租期结束后，1824年10月14日，他承租了规模更大的基什孔费莱吉哈佐的屠宰场，并携全家迁居当地。此后，家庭的经济状况更加稳固，裴多菲也度过了一段快乐而幸福的童年时光，这段回忆始终令他心中充满甜蜜的感情。裴多菲在其1848年创作的诗作《在我的故乡》（Szülőföldemen）中称这座城市为自己的出生地，这句话后来引发了小克勒什与基什孔费莱吉哈佐两地之间，以及诗人传记研究者之间的诸多争议。起初，家中生活相当富足。裴多菲·伊什特万是个精明的商人，除了经营屠宰场，还租赁并经营了一家酒馆。在相当一段时期内，基什孔费莱吉哈佐是他们家族经济上升的中心。作为家长，他在基什孔费莱吉哈佐和索包德萨拉什各经营一家屠宰场，拥有多处不动产，在自家土地以及租赁的土地上从事农耕。

### 出生地点与时间争议
关于裴多菲出生地的争议始见于1857年，在此之前，大家普遍接受他出生于索包德萨拉什，即便是在费伦奇·雅各布和达尼埃利克·约瑟夫于1856年编撰的《匈牙利作家传记集》中也如此记载。而小克勒什作为裴多菲可能的出生地，正是在1857年首次被提及。此后，费雷吉哈佐、孔圣米克洛什和多瑙韦切也作为候选地点被提出。当时的亲历者对裴多菲的出生地也各执一词。费伦齐·佐尔坦认为他出生于费雷吉哈佐，久洛伊·帕尔在1854年也表示裴多菲是在费雷吉哈佐出生的。裴多菲的好友约卡伊则时而称他的出生地为索包德萨拉什，时而称为小克勒什。裴多菲的戏剧伙伴苏派尔·卡罗伊称裴多菲出生于费雷吉哈佐。他的朋友和同学有的说是索包德萨拉什，有的说是费雷吉哈佐。据奥洛尼·亚诺什所知，裴多菲只是在小克勒什受洗，并非出生在那里。其弟裴多菲·伊什特万在1867年称也不排除哥哥可能生于费雷吉哈佐。1872年，瓦劳迪·安托尔回忆称，裴多菲曾多次亲口告诉他自己出生于小克勒什，并补充说；“他从未撒过谎，哪怕只是开玩笑……他一贯说自己出生于小克勒什。”久洛伊·帕尔认为支持裴多菲出生于小克勒什的证据还包括一批文件，表明裴多菲之父裴多菲·伊什特万曾租赁当地的屠宰场，且裴多菲的父母在1821年至1824年居住于当地。然而，这一说法与1823年的人口登记记录相互矛盾，当年裴多菲·伊什特万在索包德萨拉什被登记。1922年，退休的佩奇教育总顾问考托瑙·盖佐在其文章《裴多菲的出生地在哪里？》一文中则支持索包德萨拉什的说法。尽管如此，文学史界最终还是将小克勒什定为裴多菲的出生地。支持小克勒什的还有一种推测：在冰雪覆盖的大平原上带着新生儿长途跋涉45公里是不现实的，由此其父母可能在分娩前几天就已前往小克勒什。
1857年，裴多菲的弟弟裴多菲·伊什特万从布尔诺寄出了一封信，在信中写道：“沙尔卡尼·亚诺什先生完全正确，因为洗礼登记簿不可能有误。山多尔于1822年12月31日午夜12点整出生于小克勒什。”此外，还有一种推测认为，邀请教父教母也需要一定的准备时间，这也进一步表明，裴多菲很可能确实是在1822年12月底出生的。
1935年，教师基什·贝洛在一批110年前的文献中发现了一份由小克勒什市议会于1823年1月5日为屠夫学徒米哈利克·捷尔吉开具的文件，当时此人在裴多菲·伊什特万手下担任助手。基什还发现，小克勒什1824年的财政支出账簿中记载，裴多菲·伊什特万自1822年至1824年拥有为期三年的屠宰场租约。基什认为，这些证据足以证明，在裴多菲出生时，他的家庭确实住在小克勒什。

### 求学岁月
裴多菲是一个活泼、机灵、有些倔强但心地善良的孩子。他的父亲对他严格管教，而母亲则以温柔引导。在力所能及的范围内，他的父亲尽力为子女提供最好的教育。年幼的裴多菲总共就读过九所学校，五岁起便开始上学。他最初在费雷吉哈佐开始上学，但只是作为旁听生，1828年年初短暂地在当地的罗马天主教小学就读。在此之前，他就已经接受了识字和绘画教育，并且后来也一直对绘画怀有兴趣。之后，他在凯奇凯梅特学习了三年：1828年5月10日，父亲首次将他送入当地的路德宗小学；次年，即1829年5月10日，他升入二年级；1830年5月15日又升入三年级。在这所小学，他已经接触到了一些拉丁语课程。他当时寄宿在哈贝尔·约瑟夫家中，此人是老裴多菲在费雷吉哈佐和凯奇凯梅特两地屠宰场的合伙人。每逢假期，裴多菲就会回家或前往小克勒什探亲。
1830年，裴多菲的父母在费雷吉哈佐居住六年后，搬回了索包德萨拉什。他们凭借在费雷吉哈佐积累的收入，在那里购置了可观的资产，包括房屋和土地。裴多菲在凯奇凯梅特的第三学年甚至未能完成，1831年初，他的父亲将他带回了索包德萨拉什。在那里，当地的路德宗校长乌伊洛基·伊什特万为他和其他孩子开设课程，为他们升入初中做准备。
1831年9月28日，裴多菲的付钱将他送往外多瑙地区的沙尔圣勒林茨，就读于当地的路德宗中学，他在那里以捐读生的身份学习了两年。他的老师莱尔·安德拉什尤其热衷于教授拉丁语和书法，而裴多菲在这两门课上都表现出色。他很喜欢这所学校，度过了一段快乐的童年时光：父母对他照顾周到，他寄宿在当地最体面的几户人家中，尽管他从小便性情多感，喜欢沉浸于情绪中，但也乐于参与同龄人，特别是比他年长一些的学生们的各种游戏。在此地，他结识了好友沙什·伊什特万。第二学年，他寄宿在民办教师内梅特·费伦茨家中。这几年中，他在当地结交了许多朋友，因此他后来曾多次重返此地及邻近的博尔亚德。
1833年，为了让裴多菲学习德语，他的父亲将他送往佩斯，托付给居住在希普街的鞋匠大师施塔克·亚诺什。8月27日，他被送入位于干草广场（今戴阿克·费伦茨广场）的路德宗德语中学，在1833—1834学年就读于该校的第二捐读生班。他当时寄宿在一位名叫彼德罗维奇的骑兵差役亲戚家中。此时，他的学业成绩已不如以往。由于表现不佳，父亲于1834年将他转入佩的皮亚里斯中学，在那里他进入语法学一年级。这个班级以德语学生为主但裴多菲在其中最擅长的是匈牙利语，而且在全班同学中，他的书写和绘画技艺也是最出色的。然而，他在学业上仍未见起色，1835年夏天，他仅以“合格”成绩完成第一学年。在这一时期，他的兴趣已逐渐转向戏剧表演；此外，他所在的班级人数过多，也影响了学习。由于身在佩斯，他有大量机会练习德语。暑假期间，他大多时间住在教父马丁尼·卡罗伊——一位律师——位于小克勒什的住所中。
他的父亲当时已经在考虑让裴多菲退学，但1835年还是再次将他送入自己宗派所办的奥索德初级中学，进入语法学二年级。在这个小城里，由于班级人数不多，裴多菲又一次以端正的行为和勤奋的态度脱颖而出，到了第二和第三学年，他的进步更加明显。作为语法阶段的学生（“句法生”），他开始热情地练习拉丁诗歌格律。他情感丰富，诗人的抱负逐渐觉醒。他喜欢阅读校内小图书馆里的诗歌与历史作品，尤以贺拉斯的颂诗为最爱。然而，当一个戏班来到奥索德时，他又萌生了成为演员的念头。裴多菲的老师科伦·伊什特万立即将此事通知了他的父亲。得知消息后，父亲大发雷霆，狠狠惩罚了他一顿。在奥索德求学期间，他寄宿在诺伊曼夫人家中，最后两年还与弟弟一同住在那里。
在奥索德期间，裴多菲的初恋之火悄然点燃——他爱上了坎克里尼·埃米莉亚，并为她写下了情诗。他也在这里结识了几位挚友，包括诺伊曼·卡罗伊、德默克·埃莱克和埃斯泰尔加伊·米哈伊，彼此建立了深厚的友谊。他还参与过几次无伤大雅的学生恶作剧。1837年圣诞节，他与三位同学一同前往彭茨，探望在那里任律师科斯托拉尼家女管家的姑母——赫鲁兹·安娜。

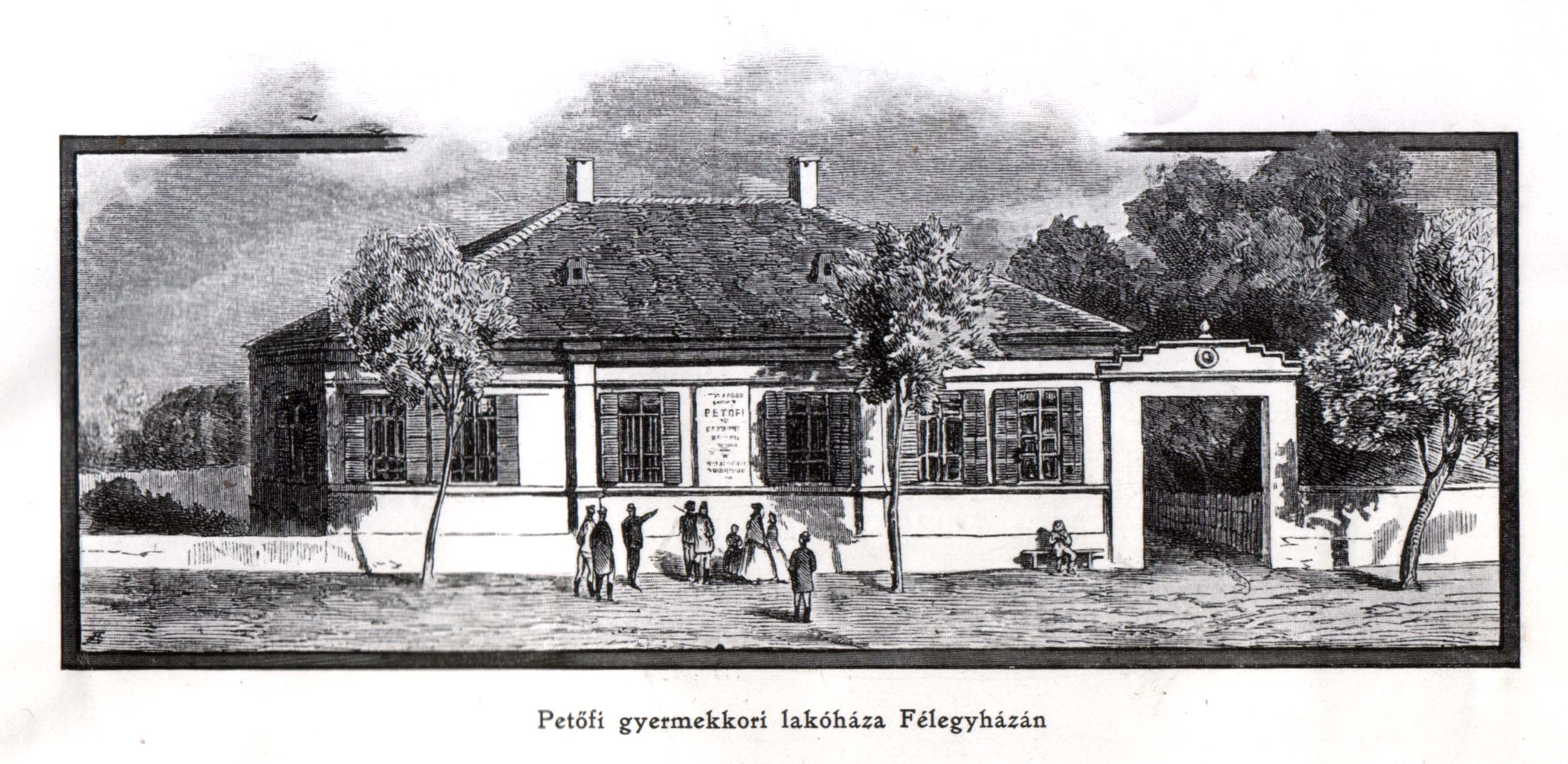
裴多菲在基什孔费莱吉哈佐的童年故居

1838年6月30日，裴多菲以“第一优等生”的身份离开了奥索德初级中学。他已经能够流利地使用德语和拉丁语，尤其擅长匈牙利语写作。在毕业那年，原本由科伦·伊什特万撰写的年终告别诗，这次特意交由裴多菲来完成。这首由54行六步格诗句组成的作品得以保存至今，是目前所知裴多菲最早的诗作，题为《1838年之离别》（Búcsúzás 1838-ik évben）。
在《旅行札记》（Úti jegyzetek）中，裴多菲这样回忆他的奥索德岁月：
奥索德！你只要从我口中听到这个词一次，立刻就能猜出我曾在这里学习了三年……或者该说：在这里上学了三年。而这是多么充满事件的三年啊！1.在这里，我开始写诗；2.在这里，我第一次坠入爱河；3.在这里，我第一次想成为演员。写诗，是爱情的结果。想成为演员，虽然也有其根源，但更像是后果——重要的后果，而且是悲伤的后果。
在1845年所写的《旅行札记》中提到的裴多菲的初恋，正是当时年仅十五岁的坎克里尼·埃米莉亚——她是奥索德一位路德宗鳏居牧师的女儿，当时也是裴多菲的同班同学。埃米莉亚小姐大致与裴多菲同龄。到了晚年，她对报纸上围绕这位自己记忆中已渐模糊的奥索德同学所引发的轰动感到相当不快，因此并不愿多谈裴多菲。她本身并不喜欢诗歌，但还是保留了裴多菲写给她的名字日祝词（névnapi köszöntő）。不过，她并未将其珍视，最终那首诗也遗失了。她的墓地位于塔皮欧塞莱公墓。
然而，随着这一切的结束，裴多菲那段幸福的童年也就画上了句号，接踵而至的是青少年时期漫长的动荡与痛苦岁月。他的父亲在19世纪30年代于索包德萨拉什逐年积累了相当的财富，但自1838年起却连遭重创：1838年的洪水淹没了他的土地，冲毁了房屋；一名受托人背信弃义，不仅非法处理了一处租赁权，还通过诉讼手段对其造成了经济损失，最终部分财产在1839年被拍卖。更糟糕的是，一位向他借款并由他作保的亲戚破产了，也将老裴多菲拖下了水。到了1840年，他几乎一无所有。接踵而至的打击让这位本就严厉的父亲变得更加暴躁，对儿子的一点点错误也无法容忍。更为雪上加霜的是，他能为儿子提供的支持一年比一年少。对裴多菲来说，即使在正常环境下，这一时期也注定充满危机——因为他的精神才华已逐渐超越学校所能提供的狭隘框架。
自1838年8月31日起，裴多菲就读于谢尔迈茨巴尼奥学院，被编入五年级，成为修辞学一年级学生。在这里，他开始关注民族运动和文学斗争，并在这个由多民族学生组成的环境中（包括在部分教师中也可见泛斯拉夫倾向）坚定地自认是匈牙利人，并热切地加入了学生中自发组织的“高贵的匈牙利社团”这一自学社团。尽管只是初入学的修辞学学生，他却不是以“新生”身份，而是作为正式会员被接纳，这使他如鱼得水，屡次以诗作与评论登场发表。他在1838年10月31日朗诵了诗作《恰克》（Csák），11月7日又朗诵了《致负心人》（A hűtelenhez），后者的手稿保存在谢尔迈茨巴尼奥路德宗学院的成绩簿中，是目前已知裴多菲最早的亲笔手稿，现藏于匈牙利路德宗国家博物馆。而他于1839年2月16日的作品《诗人的悲愁》（A költő keserve）也曾被朗诵，但其手稿后来从成绩簿中被撕除。教师博莱曼·伊什特万当时就预言：“这孩子将来必成诗人。”而稍年长裴多菲几岁的社团会长塞拜雷尼·拉约什则成为激励他诗才的重要朋友。裴多菲在校期间的教师包括：博莱曼·伊什特万，教授诗学、拉丁语翻译、写作风格训练与地理；达尼埃尔·加布里埃尔·利哈尔德，用拉丁语讲授宗教学、古物学和匈牙利历史（因他不懂匈牙利语）。此外，他还继续学习和练习德语。
然而，在学校里，裴多菲的学习成绩却开始迅速下滑。他只专注于某些学科，并将更多精力投入到自我教育当中。他所承受的贫困也日益加重。他在校内的助膳所用餐，生活极为拮据。为了能够去剧院——他深深热爱戏剧——他甚至变卖了一些随身物品。正因如此，他的房东，竟向老师们（后来还向他父亲）诬告他行为放纵、酗酒成性。对此，裴多菲大为愤怒，愤而与房东决裂。1839年初，他搬到了朋友塞拜雷尼·拉约什附近，在寡妇费达克夫人家中租住了新住所。
裴多菲的期中考试成绩不佳，其中最为严重的是他在匈牙利历史课上被一位具有斯拉夫民族情感倾向的教师——达尼埃尔·利哈尔德判定为不及格。得知此事后，他的父亲写信给他，愤怒地表示不再承认他这个不成器的儿子，不愿再对他负责。在这种沉重的打击下，裴多菲于1839年2月15日愤然离开了谢尔迈茨巴尼奥学院。

### 流浪时期
离开谢尔迈茨巴尼奥后，年轻的裴多菲徒步前往普伦茨福卢，在那里过夜，第三天达成以为酒馆老板的马车继续上路，前往最近的驿站。接着，他经洪特内迈蒂、伊波伊沙格、瓦茨一路辗转抵达佩斯，大约在3月3日至4日期间，入住凯奇凯梅特宅邸。在此，他与父亲有过一次会面，但他随即逃离，化名罗瑙伊，在国家剧院谋得了一个群众演员的职位。他在剧院度过了约两个月的时间。5月时，一位亲戚——工程师沙尔科维奇·彼得将他带到欧什特菲奥索尼福，打算让他与自己的儿子一同就读于肖普朗学院。裴多菲在这里度过暑假，他的另一位亲戚，也是他一生挚友的欧尔洛伊·彼得里奇·索毛也同他一球在这里度过假期。在欧什特菲奥索尼福，裴多菲曾对当地一位地主家的女儿、美丽而富有的托特·罗扎产生过浪漫幻想，这段未竟的感情后来也出现在他的诗作之中。欧尔洛伊曾这样描写当时的裴多菲：“中等身材，瘦削，皮肤呈肉桂色，有一头坚硬如毛刷般的棕色头发；黑眼睛炯炯有神，眼白上布满血丝；嘴唇丰满带有倔强神情；上唇刚刚冒出几丝胡须；脖子细长，从下垂的双肩中裸露而出，一身灰色细线呢的外衣与裤子同色。”然而到了9月，工程师改变了主意，以“他终究成不了什么大人物，只会沦为喜剧演员”为由，弃之不顾，撇下了裴多菲。
被亲戚抛弃后，裴多菲不得不离开。他于1839年9月5日语欧尔洛伊和那位工程师的儿子一同前往肖普朗，但并没有进入理想中的学院就读，而是于9月6日毅然报名参军，加入了戈尔奈尔第48步兵团。他这样做并非出于追求荣誉，而是出于倔强和生活所迫。年仅16岁的裴多菲，穿着绿色领章、黄铜扣的军服，作为一名士兵默默承担着繁重的军务，毫无怨言。他仍与学生时代的朋友保持联系，在服役期间结识了帕克·奥尔贝特。他使用军营学校的图书馆，有时也参加匈牙利学生社团的活动，最主要的精神慰藉仍是写诗——尽管我们如今没能保留他在肖普朗服役期间的任何诗作。在困顿、粗粝的军旅生活中，支撑他精神的，正是那尚未熄灭的诗人使命感。他在绍普朗服役至1840年春，那年3月中旬，他所在的连队被调往布雷根茨，他对此十分欣喜，因为他梦想能一睹蒂罗尔甚至意大利的风光。但行至格拉茨后，他们得知部队实际被调往克罗地亚，他所属的连队也将在那里驻扎。这一消息令他大为沮丧。更糟的是，繁重的兵役损耗了他的健康：在格拉茨，他罹患神经性高热，卧病两月；在1840年秋季的军事演习中，他甚至咳血，因此被送往卡尔洛瓦茨的军医院治疗，整整住了几个月；之后又在萨格勒布患上斑疹伤寒，于9月再次入院。所有治疗都未见成效。他直到1841年1月20日才出院，但身心俱疲：枯燥艰辛的军旅生活、陌生压抑的语言与文化环境、父母贫困无助，尤其是父亲的不满与疏远、以及自己的病痛与前途渺茫——这一切都使他精神上陷入重度低谷。在这段黑暗时期，唯一给予他温暖的是他的军中好友库皮斯·维尔莫斯，裴多菲终生都对他怀有感激。最终，一位富有人道精神的军医——罗默医生，对这位有文化的青年产生了同情，主动出面，设法促成他退役。裴多菲因健康原因被判为不适合继续服役，于1841年1月31日正式退伍。根据1月15日的军医院体检报告，军方于2月23日正式批准他免除兵役，作为病残人员之一被送回肖普朗，并于2月28日发放退伍证明，彻底脱离军队生涯。
在朋友们的陪伴下，裴多菲的心情稍有好转。一周后，他启程前往帕波投奔当时正在那里读书的好友欧尔洛伊。在帕帕，朋友们为他置办了衣物，帮他找到了些收入来源。在陶尔齐·拉约什老师的支持下，即便没有成绩单且又接近学年末，校方仍破例将他作为旁听生录入第七班。但他在帕波仅停留了三周。在那里他仍然生活拮据，学习进展缓慢。有一次，他穿着退伍军装出现在课堂上，引来同学们哄堂大笑，授课教师也将他赶了出去。随后他前往波若尼，希望在那里与塞拜雷尼和几位旧友会合，但由于无法谋生，又继续流浪，寻求加入剧团的机会。他先徒步走到杰尔，却发现当地并无剧团，便又乘船到达佩斯，接着再次步行至多瑙韦切看望父母——此时他们租下村里的酒馆经营，但生活依然贫困。父亲希望他当屠夫，母亲则支持他继续求学，而裴多菲自己则一心想要走上演员之路，并渴望致富以救济双亲。然而，他无法说服父亲改变成见，最终听从母亲的愿望，于1841年4月再次徒步前往谢尔迈茨巴尼奥，取回证书。随后他在家乡又停留了几个月，继续写诗。但因新学年尚未开始，他决定趁此空档再次尝试从事演员工作。

### 第一次尝试表演

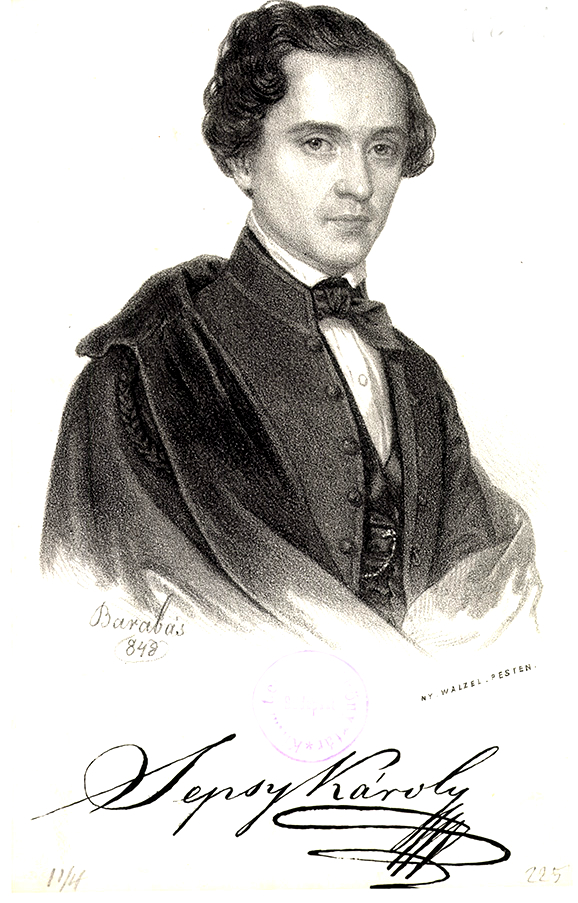
谢普希·卡罗伊是一位演员兼剧团团长。1841年，裴多菲在欧佐劳加入了他领导的剧团，开始了自己作为流浪演员的生涯。

1841年7月，裴多菲再度拿起流浪者的行囊，开始了他颠沛流离的旅途。他首先前往佩斯，随后抵达维斯普雷姆的巴拉顿菲赖德，之后渡过巴拉顿湖，穿越绍莫吉州，最终抵达欧佐劳。据多位传记作者记载，裴多菲在此地加入了谢普希·卡罗伊领导的一个由六人组成的小型剧团。这是一个贫苦拮据的流动剧团，常在托尔瑙和费耶尔两州的乡村演出。在这个剧团里，裴多菲不仅撰写演出传单并亲自派发，还负责舞台道具的准备工作，并开始登台演出——首次亮相是在喜剧《佩莱什克书记官》（A peleskei nótárius）中。然而，不久后剧团资源耗尽，在莫哈奇解散。此时裴多菲对戏剧生活已感到厌倦，遂决定信守对母亲的承诺，重新返回学业之路。他辗转来到肖普朗，继而前往波若尼，但在那里仍未找到可靠的生计来源，最终又返回了帕波。

### 在帕波学院
1841年秋天，裴多菲再度投身学业，而他在帕波度过的这一年，对其后来的文学活动乃至人生道路都产生了深远影响。他的老师陶尔齐·拉约什为他谋得了一份小工作——介绍他到律师霍瓦特·伊什特万家担任家庭教师，教授其女儿伦凯，以换取食宿和每月数福林的报酬。然而不幸的是，伦凯于1841年12月去世，裴多菲也因此失去了固定的膳食和收入来源。尽管如此，他仍在霍瓦特家中继续从事抄写工作，居住则是与好友欧尔洛伊一起寄宿在一位裁缝家中。他被学校录取为第七班（逻辑班）学生，并于1841–1842学年以良好成绩完成学业。他在匈牙利语、德语和地理这三门喜爱的学科中表现尤为出色，而对其他课程则兴趣缺缺，因而疏于学习。他在课余时间进行了大量的自学，尤其阅读了大量诗人作品，如席勒、雷瑙和海涅等德语诗人。而在匈牙利诗人中，他的了解更是远超同侪，尤为喜爱格沃达尼·约瑟夫与乔科瑙伊·维泰兹·米哈伊，而最深刻地影响他创作风格的，则是弗洛斯马提·米哈伊。在帕波的日子对他的成长极为有益，部分原因是他结识了一群志趣高尚的朋友，如莫尔·约卡伊、欧尔洛伊·彼得里奇·索毛、科兹马·山多尔等人。此外，这里还有凯尔卡波伊·卡罗伊、阿奇·卡罗伊、科尔马·约瑟夫等优秀学子。他们都积极参与了由陶尔齐领导的自修社团，而裴多菲很快便在其中作为诗人、评论者和朗诵者崭露头角——在55次集会中出席并发言达19次，还多次获得奖励，并在学年末的庆典上表现突出。在帕波，裴多菲也迎来了他人生中最早的文学喜讯：他将诗作《酒徒》（A borozó）寄给当时匈牙利最具影响力的评论家鲍伊佐·约瑟夫，此诗得以发表在匈牙利最重要的文学期刊《雅典娜》上。裴多菲正是从这首诗的发表正式开始计算自己的写作生涯。

### 采用笔名“裴多菲”
裴多菲（Petőfi）家族原本的姓氏是“彼得罗维奇”（Petrovics），这是一个在斯拉夫人中极为常见的形式，源于父名构成方式（即“彼得之子”）。由于这个名字过于斯拉夫化，裴多菲常常将其拼作，他认为这种形式更具马扎尔化风格。后来他选择了作为笔名，这其实是对原姓的直接转写。但他不满足于仅仅转写原名，而是想创造一个具有原创性的、真正匈牙利味道的名字。匈牙利文史研究员科龙保伊·拜尔陶隆认为，“裴多菲”这一名字很可能是受到弗洛斯马提·米哈伊1825年发表的史诗《埃格尔》中一位名叫裴多少尉的角色影响。该角色兼具英俊外貌、坚定举止、英勇无畏等特质，而19岁的裴多菲正希望将这些特征投射到自己身上，通过这个姓氏塑造自己的理想形象。虽然其父最初反对儿子更改姓氏，但到了1848年革命时期，他也开始使用“裴多菲”这一姓氏，接受了儿子的选择。
1842年5月，就读于帕波的裴多菲随几首诗作，致信鲍伊佐·约瑟夫，信中写道：
| Tekintetes Szerkesztő Ur! Ha csekély munkácskáim a megjelenésre érdemesek, kérem őket az Athenaeumban felvenni. Gyenge erőmet továbbra is ajánlva vagyok Tekintetes urnak alázatos szolgája Petrovics Sándor tanuló Pápán, maj.5.1842 | 尊敬的编辑先生： 倘若我这几首拙作尚堪发表，恳请贵刊《雅典娜》予以刊登。鄙人微力，尚愿继续献上。 谨致敬意， 彼得罗维奇·山多尔 学生 1842年5月5日，帕波 |

1842年7月，他仍在写给塞拜雷尼·拉约什的信上署名为：
| Édes Lajos Barátom! … Irtam Pápán Júl. 7-n. 1842. igaz barátod (jelenleg) Petrovics Sándor tanuló, (hajdan) Rónai színész, (jövőben) Sió színész és literator. | 亲爱的拉约什公 …… 写于帕波，1842年7月7日 你真正的朋友， （现在的）学生彼得罗维奇·山多尔， （过去的）演员罗瑙伊， （未来的）演员兼文学人希欧 |

1842年5月21日，裴多菲的诗作《饮酒者》（A borozó）在匈牙利当时最具影响力的文学期刊《雅典娜》上发表，这是他生平第一首公开发表的作品，署名仍为彼得罗维奇·山多尔。但到了同年11月8日，他发表于《雅典娜》的另一首诗《在我的祖国中》（Hazámban）上，署名已经变为“裴多菲·山多尔”。
| Kecskemét mart. 5-n 1843. Édes Barátom!… Pápán vagy két napig Domanovszky barátunknál laktam, kitől a többek közt hallám, hogy… szerelmi bajaid vannak; s te, barátom, ezt eltitkolád előttem… de bocsánat, bocsánat, édes barátom, hogy ezt várni mertem tőled; hisz én még nem tettem magam érdemessé bizalmadra. – Amit utósó leveledben a szinészetről írsz, helyeslem, s követni fogom: studium, fáradatlan studium! – Irám, hogy lemondok a verselésről? „nem tudják, mit beszélnek” valami ilyféle van a szentírásban. – Tehát kitaláltad volna a „borozó” szerzőjét, ha Petrovics alatta nem volna is? No ugy remélem, még könnyebben kitalálád, ki az a Petőfi Sándor, ugyan az Athenaeumban. Karácsonykor Pesten valék, s megismerkedém személyesen Bajzával és Vörösmartyval. – Vörösmartynak szembetűntek verseim, s amint Bajzától hallám, ő a Petőfi név alatt valami régibb irót vélt rejtezni. Fél napot tölték a régtől tisztelt, szeretett 2 férfi körében. Boldog fél nap! Szinésztársaim is olvasták az Athenaeumban Petőfi verseit; de ők nem hiszik, hogy én vagyok az. Egyébiránt nem sokat törődöm velök, kik többnyire asini ad lyram. Tisztelj meg, szeretett barátom, nem sokára leveleddel, mit legforróbban várok. De minél előbb, hogy még itt érhessen Kecskeméten. A levél cime legyen: Petőfi Sándor szinésznek, Szabó József társaságánál Kecskeméten. És ezzel csókol hű barátod Petőfi Sándor. | 凯奇凯梅特，1843年3月5日。 亲爱的朋友！…… 我在帕波的时候，在我们的朋友多马诺夫斯基那里住了两天，从他那里听说了……你有了情感上的烦恼；而你，亲爱的朋友，却对此对我守口如瓶……不过，请原谅，请原谅，亲爱的朋友，我竟敢对此心存期待；毕竟，我还未曾配得上你的信任。 ——你在上一封信中提到你对戏剧的看法，我完全赞同，也会遵从你的建议：学习，不懈地学习！——我写信说我要放弃写诗了？“他们不知道自己在说什么”，圣经中好像是这样写的。——所以说，如果署名不是“彼得罗维奇”，你也能猜出《饮酒者》是谁写的吗？那我希望你更容易猜到，那位署名“裴多菲·山多尔”并在《雅典娜》上发表诗作的人是谁。我圣诞节的时候在佩斯，还与鲍伊佐和弗洛斯马提见了面——亲身见识了这两位我一向尊敬与热爱的先生。真是幸福的半天！弗洛斯马提对我的诗印象非常深，据鲍伊佐说，他最初还以为“Petőfi”是某位老作家用的笔名呢。我的剧团同事们也在《雅典娜》上读了“裴多菲”的诗，但他们并不相信那是我写的。对此我倒也不怎么在意，毕竟他们大多是“牛对琴瑟”罢了。请你务必来信，亲爱的朋友，我热切地期待着。请尽快寄出，好让我在凯奇凯梅特还能收到。信件请写明地址：凯奇凯梅特，绍博·约瑟夫剧团，裴多菲·山多尔演员收。以此吻别 你的挚友 裴多菲·山多尔 |

在学校考试结束后，裴多菲与欧尔洛伊于八月下旬首先前往科马罗姆拜访了裴多菲的朋友约卡伊；三天后，他们搭乘轮船前往佩斯，接着又去了多瑙韦切——裴多菲父母的住处，父母对走上正途的儿子表示了极大的欣喜。在那里逗留了一周后，他们乘坐小船顺多瑙河再次前往佩斯。在佩斯，裴多菲在一家服装店里买了一件镶有黄色纽扣的燕尾服和一顶白色高礼帽。第二天，他们搭上一辆农夫的马车，前往迈泽拜雷尼——欧尔洛伊的父母家。他们途经采格莱德和索尔沃什，经过数日跋涉才抵达目的地。他们在那里度过了长假（九月至十月初）。裴多菲在德门剧团演出了《佩莱什克书记官》，饰演鲍楚尔·高日，并且还上台朗诵诗歌。十月初，他又与欧尔洛伊一同前往德布勒森，拜谒了乔科瑙伊的墓地。随后他与朋友道别，经霍尔托巴吉，绕经蒂萨菲赖德和亚斯贝雷尼，徒步穿越索包德萨拉什，返回多瑙韦切的家中。这段旅途的感受促使他写下了第一首风格接近民歌的诗作《霍尔托巴吉的酒馆老板娘》。而当他重返故乡时，又写下了诗篇《在我的祖国中》，该诗已使用“裴多菲·山多尔”的名字，于11月3日发表于《雅典娜》。该诗引起了弗洛斯马提的注意，他一度以为“裴多菲”这个名字是某位年长作家的笔名。

### 第二次尝试表演：作为巡回演员
他不愿接受靠父母微薄收入提供的资助，于是在十月准备前往帕波学院求学。抵达帕波时，他寄宿在多马诺夫司机·安德烈家中。律师霍瓦特·伊什特万曾承诺再次为他提供工作，但最终却雇佣了一个自家的亲戚。由于帕波无法维持生计，他决定放弃学业，追随自己内心的愿望成为一名演员。不过，在“造型协会”（即当地一个文化团体）中他留下了极好的印象，于是于11月12日被选为名誉会员。他在11月2日离开帕波，并于11月5日凭借苏派尔·卡罗伊的推荐，加入了由绍博·约瑟夫在塞克什白堡新组建的巡回剧团。11月10日，他以“博罗什詹”为艺名首次登台，此后又演出了多场，例如11月12日在《巴黎日记》中饰演一个学徒，并由此写下了诗作《我的第一个角色》。不过，他最常被安排担任提示员。那时他与演员内梅蒂·格奥尔基同住在圣伊什特万街（今奥洛尼·亚诺什街），寄宿在鞋匠马扎尔·格奥尔基的一栋平房中，两扇小窗面向修士学校街（今裴多菲·山多尔街）。他的薪水原定为每月28福林，但由于剧团运营不佳，团员们连一半薪水都很难领到。他并未取得什么轰动的成功，相反，由于鼻音过重，导演甚至不太愿意让他登台。他生活拮据，只能靠帕波的朋友寄来的接济维持生计，直到剧团状况有所好转。他与苏派尔关系甚笃，经常在其家庭聚会中朗诵自己的诗作，这多少减轻了他艰难的处境。11月18日，他的房东邀请他与苏派尔一家一起参加杀猪宴，借此机会他写下了诗作《在杀猪宴上》。
作为诗人，他取得了越来越大的成功。12月4日，他的第三首诗《逃亡者》也刊登在《雅典娜》上。正因如此，他在圣诞节时离开了塞克什白堡，前往佩斯，亲自拜访了弗洛斯马提和鲍伊佐，想听取他们对自己诗作的真诚评价。他自称为“珀内盖伊·基什·帕尔”，以便让两位前辈说出真实的看法。但在得到赞赏后，他便很快表明了自己的真实身份。他在他们之间度过了幸福而充实的半天。
裴多菲所在的剧团于1843年1月分裂为两部分，他于1月11日随其中一支前往凯奇凯梅特，坐在苏佩尔一家的马车上。当天晚上，他们在多瑙彭泰莱投宿。第二天，他们渡过多瑙河，途经多瑙韦切，当晚抵达索包德萨拉什，翌日中午抵达凯奇凯梅特。他在凯奇凯梅特的生活之所以较为愉快，是因为他的朋友约卡伊当时也在那里求学，并引荐他结识了阿奇·卡罗伊（并非他在帕波时的同学、修士阿奇·卡罗伊）。三人经常互访，互相朗读并评论彼此的作品。裴多菲还在此为约卡伊抄写了其剧作《犹太少年》，后者将其作为参赛作品投递至科学院。在这里，他仍旧与演员内梅蒂同住一间屋，甚至合睡一张床，寄宿在一位农妇家中，每人每月连食宿需支付10福林。尽管他热爱舞台，酷爱莎士比亚，并充满野心地研读莎剧角色，但始终只被安排出演配角。唯一一次获得重要角色是在他自己的酬谢演出中——3月23日，他成功饰演了《李尔王》中的弄臣，并因此演出获得10福林的报酬。然而，这次成功并未持续太久，因为剧团不久便宣告解散。
在凯奇凯梅特期间，裴多菲也向《雅典娜》寄去了多首诗作，并始终请求鲍伊佐给予最严格的评论。当年（1843年）五月，议会在波若尼召开；裴多菲抱着能在那里找到更好的剧团、从而更有发展前景的希望，离开了凯奇凯梅特剧团。途中，他于四月初在佩斯拜访了弗洛斯马提和鲍伊佐，并结识了《家国之光》（Honderű）的编辑彼得里切维奇·霍瓦特·拉扎劳、《传说》（Regélő）的主编高劳伊·亚诺什，以及弗兰肯堡·阿道夫。他还顺道去了帕波，在老友欧尔洛伊和多马诺夫斯基·安德烈家中短暂停留。之后于五月初前往波若尼，在途中又在杰尔拜访了小说家科瓦奇·帕尔。
在波若尼，裴多菲大失所望——剧团经理费克特·加博尔因为剧团人员已经超过所需，无法再接纳他。这使他再次陷入贫困的困境。为此，他在《国会通讯》的编辑扎博尔斯基那里找到了一些抄写的工作，仅凭每页25克拉伊采尔的微薄报酬勉强维生。6月1日，他写了一封带有抱怨情绪的信给鲍伊佐，并附上了几首新诗。在佩斯期间，他曾交给高劳伊四首诗，请他以“学生翁多尔”（Andor diák）为笔名在《传说》上发表，以便借鲍伊佐在《雅典娜》上每周评论栏目中的评语了解他的真实看法。然而，高劳伊却在发表时标注了裴多菲的真名。对此，鲍伊佐在自己的刊物上发表了一篇措辞严厉的声明，抗议这种擅自侵犯作者权利的行为。在波若尼，他结识了利斯尼奥伊·卡尔曼，后者于五月底以法学学员身份乘轮船前来参加国会。利斯尼奥伊邀请他到自己在“绿树旅馆”的住处同住，慷慨地分给他钱财，还为他提供衣物。利斯尼奥伊还带他结识了一批年轻作家，使他与德格雷·奥洛约什、拜莱茨·卡罗伊、沃乔特·山多尔及其兄弟伊姆雷、彭佩里·亚诺什和库蒂·拉约什建立起联系。利斯尼奥伊和沃乔特都十分乐意帮助他；当沃乔特前往佩斯探访未婚妻时，还在《雅典娜》作家圈中发起了一次募捐，为裴多菲筹得了30福林。更重要的是，沃乔特还设法达成了将裴多菲邀请到佩斯，给予他一个更体面的职位。

### 作为翻译
裴多菲的困境传到了鲍伊佐的耳中。鲍伊佐在自己的朋友圈中为他募捐，并很可能正是他促使纳吉·伊格纳茨向这位年轻诗人提供了一份翻译工作——为基什福卢迪协会的《外国小说丛书》翻译小说。大约在7月1日，裴多菲抵达佩斯。他首先将夏尔·德贝尔纳所著的法文小说《四十岁的女士》从德文译本翻译成匈牙利文，仅用三周就完成了翻译，并获得了100福林的报酬。随后，他又翻译了詹姆斯所著的英文小说《罗宾汉》，同样是从德文译本翻译而来，纳吉原本承诺支付300福林，最后实际付了他400福林。前一部小说因审查要求更名为《年长的女士》，于1843年出版，而后一部小说则在1844年初作为《外国小说丛书》第22至24卷出版。当时，他曾在多罗焦街的凯梅尼·米哈伊家中暂住了几天，之后搬到法学家费克特·拉约什家中，到了8月又在“国道街”（今博物馆环路）租下一间房，窗户正对国家博物馆。生活状况好转后，裴多菲的心情也变得开朗，经常出入剧院，早餐则到皮尔沃克斯咖啡店——那是青年作家的聚集地。8月底，老朋友欧尔洛伊也来他这里小住了几天。他在佩斯还遇到了老友沙什·伊什特万，当时他是一名医学生。除此之外，他还结识了不少新朋友，尤其是帕尔菲·奥尔贝特和劳考·古斯塔夫，几乎天天来访。尽管如此，他在首都的翻译工作进展依然缓慢，因此在凯梅尼的建议下，他于8月底前往小镇格德勒，在那里加快了工作进度。

### 第三次尝试表演
即便在此时，裴多菲依然渴望回到戏剧舞台。他刚完成翻译工作，便计划前往特兰西瓦尼亚，立志只有成为一名著名演员才回到佩斯。与朋友们道别后，他首先前往迈泽拜雷尼，在欧尔洛伊家中度过了一周。他们还曾一同前往久洛，游览当地城堡的遗迹。随后，他与泰谢迪克·拉约什一同前往德布勒森。1843年10月初，剧团经理科姆洛希·费伦茨虽邀请他加入剧团，但裴多菲只在德布勒森停留了一周，并仅登台演出了一次。原因是剧团经理提出一个条件：若要继续前往科洛兹堡随团演出，裴多菲必须在合唱队中参与唱歌，而他并无此方面的才能。因此，他便离开了科姆洛希，加入了一个小型剧团，希望能获得更好的角色。他随该小剧团于10月10日至13日间在迪欧塞格演出，随后大约于11月4日前往塞凯伊希德。但由于他病倒，在那里整整卧床三周，未能登台演出。11月24日，剧团解散。此时裴多菲的钱也几乎花尽，只得在11月24日至28日间，身穿夏装、虚弱病重地返回了德布勒森。
瓦劳迪·费伦茨在德布勒森从事演戏期间，曾与包括裴多菲·山多尔在内的三人合租一处房屋——当时裴多菲也在该地从事戏剧表演。他常提到，这位伟大的诗人性格爱抱怨、好争执，且难以与人相处。合租的室友们一个接一个地离他而去，因为实在无法忍受他的专断与跋扈——而讽刺的是，裴多菲自己恰恰是最激烈地抨击专制的人。

### 在德布勒森的困窘

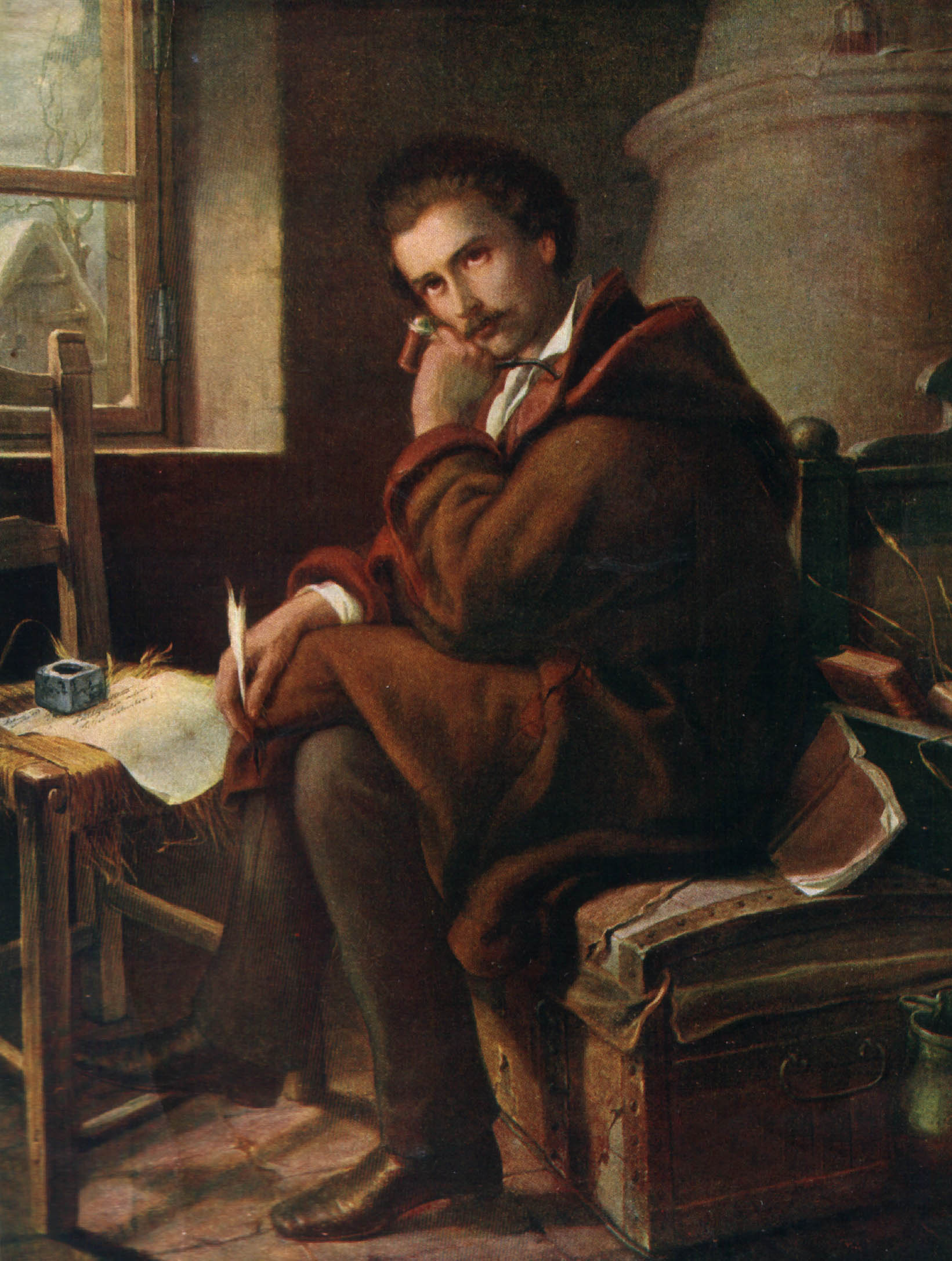
欧尔洛伊·彼得里奇·索毛：1844年在德布勒森的裴多菲·山多尔

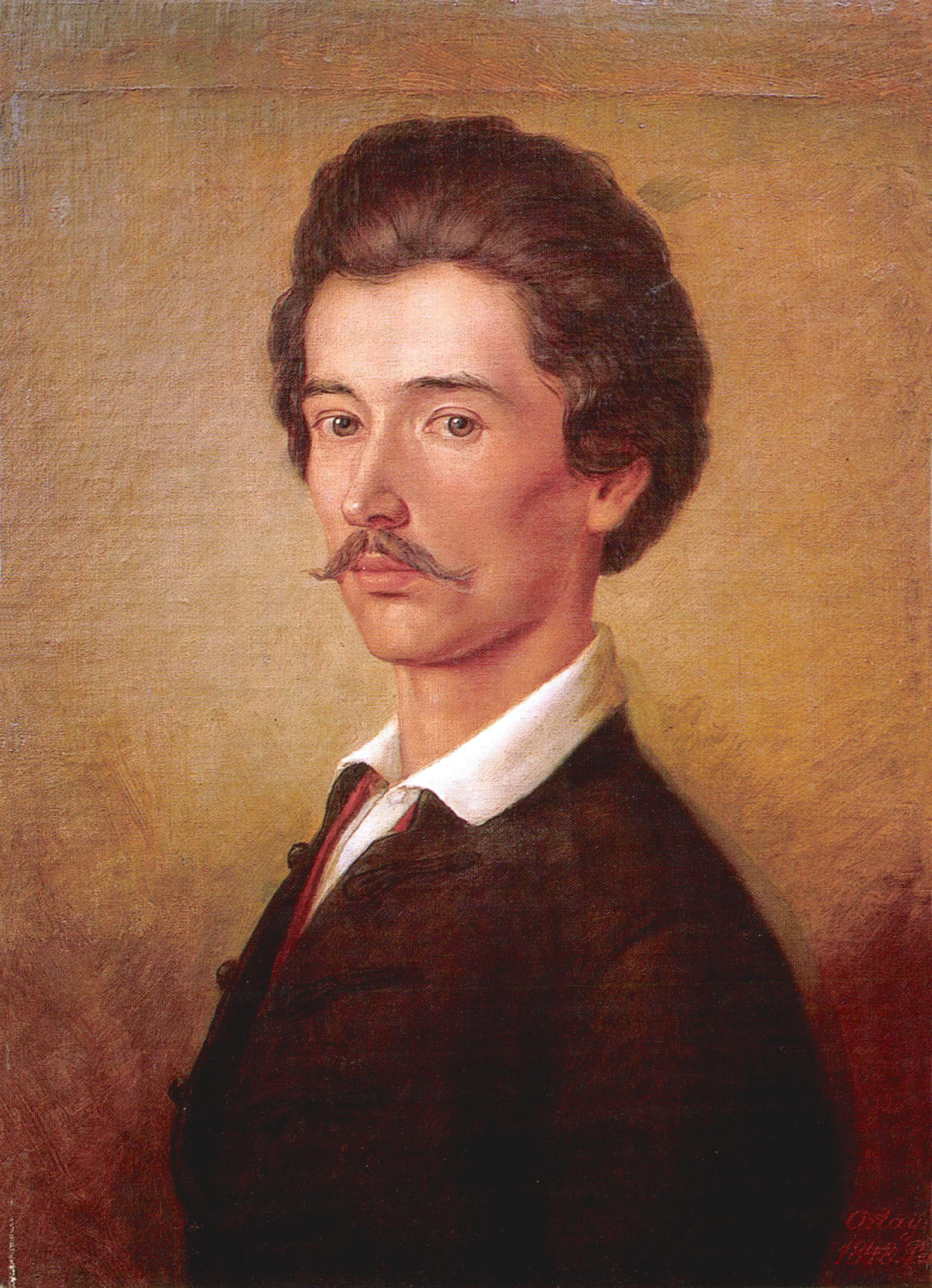
欧尔洛伊·彼得里奇·索毛：裴多菲·山多尔（1840年代）

随后，裴多菲辗转来到了德布勒森，日后他曾这样回忆这段经历：“唉，德布勒森……我在你这里吃尽了苦头。”他最初在当地市立剧团找到了一个职位，但不久便被另一个规模更小、很快就倒闭的巡回剧团吸引过去。最终，是他在肖普朗时结识的朋友——后来的幽默作家帕克·奥尔贝特——救了他一命。帕克当时在德布勒森从事法律与家教工作，看到裴多菲身体虚弱、陷入贫困，便为他提供了住所，并借钱给他，好让他得以前往佩斯。鲍伊佐也尽自己所能寄送了一些稿费，但这些支援依然杯水车薪。裴多菲几乎在一间终年无暖气的房间里熬过了整个冬天，饱受寒冷与饥饿的折磨。他寄住在福加什夫人家中——她是德布勒森剧院的售票员，家位于城边瓦拉德街新建的街区，窗外便能望见绞刑架。多亏了福加什夫人的好意，他还能得以前往剧院观看演出。
1843/44年的冬天，我是在这座“臃肿的城市”里熬过的——饥饿、寒冷、带病，寄居在一个贫穷却善良的老妇人家中，愿上帝保佑她。若不是她照料我，如今我写给你的这封信恐怕早已是从另一个世界寄来的了。那时我只是个无依无靠的小巡回演员，连上帝、连人类都不曾垂青、也不曾在意。——《旅行札记》
尽管生活困顿，他依然坚持不断自我提升。早在帕波时，他就开始学习法语，流浪途中不断磨炼，直至精通。他利用高等学院的图书馆，阅读维克多·雨果和皮埃尔-让·德·贝朗瑞的诗作原文；接触了法国浪漫主义作家，钻研戏剧学，借助蒂克的论述深入了解莎士比亚的艺术。他本人也创作了许多诗篇。
裴多菲将自己70至80首诗抄录在一本笔记本中。1844年2月11日至14日，在严寒的冬天，他绕过泛滥的蒂萨河，身穿破旧衣服，手持沉重的铅杖，携带一只破旧的帆布包，徒步出发，寻找作品的出版商。途中，一位好心的铁路售票员偷偷塞给他六枚二十克拉伊采尔硬币作为资助。裴多菲在福加什夫人那里留下了相当于120福林的债务，帕克·奥尔贝特为他作了担保。因为洪水泛滥，他无法朝蒂萨菲赖德方向行进，只得转向托考伊。在托考伊稍作休息后，他继续前往米什科尔茨。然后沿公路经迈泽克韦什德抵达埃格尔，受到埃格尔教区牧师兼诗人塔尔卡尼·贝洛以及热情的小神学生们的热烈欢迎。他们让诗人暂住几天，聆听他的诗作，还为他筹集了路费。裴多菲也在这温暖的氛围中振奋起来，并创作了诗篇《埃格尔之声》。埃格尔的小神学生们为他租了一辆马车，免去了他徒步的劳苦，送他前往佩斯。抵达佩斯后，他徒劳地寻找出版商，陷入绝望边缘，决定求助于弗洛斯马提，请他为自己的诗作作出评判。裴多菲说：“我站在绝境的边缘，鼓起绝望的勇气，前往匈牙利最伟大的人物之一那里，心情就像一个赌徒把最后的筹码押上生死一搏。”这位被裴多菲视为“匈牙利最伟大的人物之一”的大诗人细读了年轻诗人的诗作，给予了道义上的肯定，并热情推荐，将诗作的出版事宜提交给“民族圈”——一个代表佩斯进步市民阶层和知识分子的反对派组织。该组织成员包括弗洛斯马提、托特·加什帕尔、法伊·安德拉什、西格利盖蒂·埃德、演员伦德沃伊·马顿和统计学家费涅什·埃莱克。他们召开会议，决定于3月27日出版这部作品。裴多菲立即获得了75帕戈的预付款。此时，托特·加什帕尔，一位知名裁缝兼慈善家，也成为了他的赞助人，承担了诗集的出版费用，还预付了裴多菲60金币。裴多菲随即用这笔钱在45天的期限之前偿还了他在德布勒森福加什夫人那里所欠的债务，并将钱寄给了帕克。抵达佩斯后，他起初住在凯奇凯梅特街的住宅，但很快认识了瓦劳迪·安托尔，后者接纳他作为室友。鲍伊佐和弗洛斯马提推荐他给沃霍特·伊姆雷，后者暂时接管了其姐夫埃尔代伊·亚诺什在国外期间的《传说佩斯戏剧报》，并从7月初起将该报更名为《佩斯戏剧报》准备出版。

### 在布达佩斯取得稳定的作家职位
经历了诸多波折后，裴多菲终于得以安定下来，他做的第一件事就是赶回家与父母共度复活节。父母以难以言表的喜悦迎接了这位曾几乎失去的儿子（《付诸东流的计划》），父亲也彻底与他和解了（《我在家度过的一个晚上》）。几天后，他前往佩斯，但从四月中旬起，又在家乡多瑙韦切度过了整整两个月。这段时间，他在阅读、工作和田园般的闲暇中幸福度过，只有父母的贫困状况让他感到忧伤，但他已经看到不久的将来能帮助他们的希望。他与父亲之间的所有误会彻底消除，裴多菲多次有机会表达自己作为儿子的深情。正是在这段时间，他创作了多部家庭题材的作品。在他的诗歌中，儿子的情感占据重要位置；对母亲，他总是怀着无尽的温柔回忆；对父亲，则偶尔带有善意的幽默，更多时候则充满热情和自豪。这两个月在多瑙韦切的时光因为他对14至15岁的纳吉·茹日考的朦胧爱慕而变得更加难忘，这份感情激发了他创作了多首细腻婉约的诗篇。裴多菲并未住在父母家中，因为当时已贫困的父母只有一间小屋。老裴多菲请求当地一位富有的地主纳吉·帕尔，让他将两间房中的一间借给儿子居住。纳吉·帕尔欣然答应，诗人便入住了那间带有窗帘、软垫床和弹簧沙发的房间。这份非同寻常的舒适生活，在《午餐之后》一诗中有所描绘。房东的女儿便是那位金发碧眼的茹日考，裴多菲每日与她交谈、散步，彼此心中那份田园般的情感悄然滋长。就在此时，有一次旅行中，裴多菲救起了落水的校长胥奇·亚诺什——这位善于划桨的校长不慎落入了多瑙河。
这位年轻的副主编在一首诗中向自己的演员生涯作了最终告别：“迄今为止，我是塔利亚的祭司，今后我要当编辑助理了。再见了，传奇般的生活！冒险们，再会吧！”7月1日，他开始了编辑部的工作。尽管工作紧张繁忙，他依旧源源不断地创作诗歌——而全国上下，自乔科瑙伊·维泰兹·米哈伊以来，第一次为一位诗人侧目注目。他的成功也不断攀升。
裴多菲从多瑙韦切返回佩斯，正式上任担任副主编。他在沃霍特那里得到了食宿与每月15福林的薪水，作为交换，他必须为《佩斯戏剧报》的每一期撰写诗歌（每首另得2福林），编辑时事新闻、为投稿诗作撰写编辑评语，并且每天从佩斯步行至布达，前往由久里安和鲍戈租用的大学印刷所进行校对工作。这份工作谈不上光鲜亮丽，但至少稳定可靠。对裴多菲来说，能够留在佩斯、身处文学活动的中心，已然足够满意，尤其是在当时政治气氛日益活跃的背景下，文学圈充满讨论与交锋。当时沃霍特住在库奈沃尔德大楼（今布达佩斯科技大学原址），9月底迁入克尔贝尔大楼，该楼位于豪特沃尼街与马扎尔街的交叉口，居于二层，裴多菲也一直住在这里，直到1845年1月20日。每天上午他要么在编辑部工作，要么在房间中写作；下午则前往皮尔沃克斯咖啡店，那是年轻作家的聚会之地；晚餐常去“啤酒花餐馆”（Komló）。他在作家中最亲近的朋友是帕尔菲·奥尔贝特、帕克·奥尔贝特、沃乔特·山多尔、约卡伊·莫尔；演员中与埃格赖希·加博尔关系最好；而在外地作家中，则与通保·米哈伊和凯雷尼有深厚情谊；长辈中，他最尊敬并亲近弗洛斯马提和鲍伊佐。裴多菲在年轻作家圈中如鱼得水，他们欣赏他的才华，他也能无拘无束地与他们辩论。他有时也参与朋友们的聚会，但饮酒不多，尽管那段时期他创作了不少酒歌。1844年7月，他前往孔圣米克洛什旅行，拜访了邦科什·卡罗伊。除此之外，从那年下半年起直到1845年4月1日，他几乎没有离开过佩斯。他在旅途中还为埃尔代伊·亚诺什编辑的《民歌集》采集民谣，收录了若干首，甚至还有一首原创诗作也被选入。他最后一次登上舞台是在1844年10月12日，在埃格赖希·加博尔的庆功演出中，在民间剧《逃兵》中饰演盖迈希书记官。但因严重的怯场，他表演失败了。他本应说：“尤尔乔小姐是新娘吗？”却说成了：“尤尔乔小姐是新郎吗？”意识到错误后，他赶紧改口道：“盖尔盖伊少爷是新娘吗？”这番混乱引来陪审生们一阵善意的笑声和掌声，也标志着裴多菲的舞台生涯正式划下句号，他从此不再登台演出。
在生活趋于安稳的状态下，裴多菲的创作变得极为高产，他的新诗接连不断地发表，不仅见于《时尚报》，也出现在其他文学期刊上。随着个人阅历的丰富、人际交往的拓展，他诗歌的题材也随之扩展——不再仅限于民歌与酒歌，还热情关注社会和政治生活中的事件。他的诗歌在内容上愈发深刻，在形式上也日益纯熟，逐渐展现出独特的原创风格，摆脱了当时众多年轻作家模仿弗洛斯马提和鲍伊佐的写作套路。他作品中的朴素语调、自然表达与直接情感，以及想象力的自由与灵动，使他迅速成为读者——尤其是青年一代——喜爱的诗人。他的人气进一步巩固，是因“民族圈”出版了他的第一本诗集《裴多菲·山多尔诗选》，发表于1844年秋季集市期间，共收录了109首诗作。1844年10月27日，他的讽刺叙事诗《乡村铁锤》也出版了，借此讥讽当时流行的冗长浮夸的叙事诗风与小说语言。这部作品的价值主要体现在其语言风格与讽刺语调上。同年11月下旬，他在6天6夜之内完成了传世之作《勇者约翰》。他自称这是一部“民间童话诗”，因为部分素材取自民间故事，叙述风格也效仿民间童话，但他也吸收了外国传奇的元素，并以自己丰富的想象重构了整个故事。这首长诗获得了弗洛斯马提的高度评价；不过，裴多菲最初没能为其找到出版商，最后由沃霍特·伊姆雷以100福林的价格买下，并于1845年初正式出版。
主编沃霍特·伊姆雷出于商业利益的考虑，有意引导裴多菲的创作方向，以提升《时尚报》的读者关注度。裴多菲凭借其带有民间色彩的场景诗和生活画面迅速走红，成为炙手可热的诗人。然而，他本人早已希望超越这种既定风格。但当他试图突破大众所期望的表现范式时——例如在《乡村铁锤》中偏离主流趣味——却遭遇了尖锐的批评，并因此招致了一批敌人。

### 诗人困境与热恋岁月

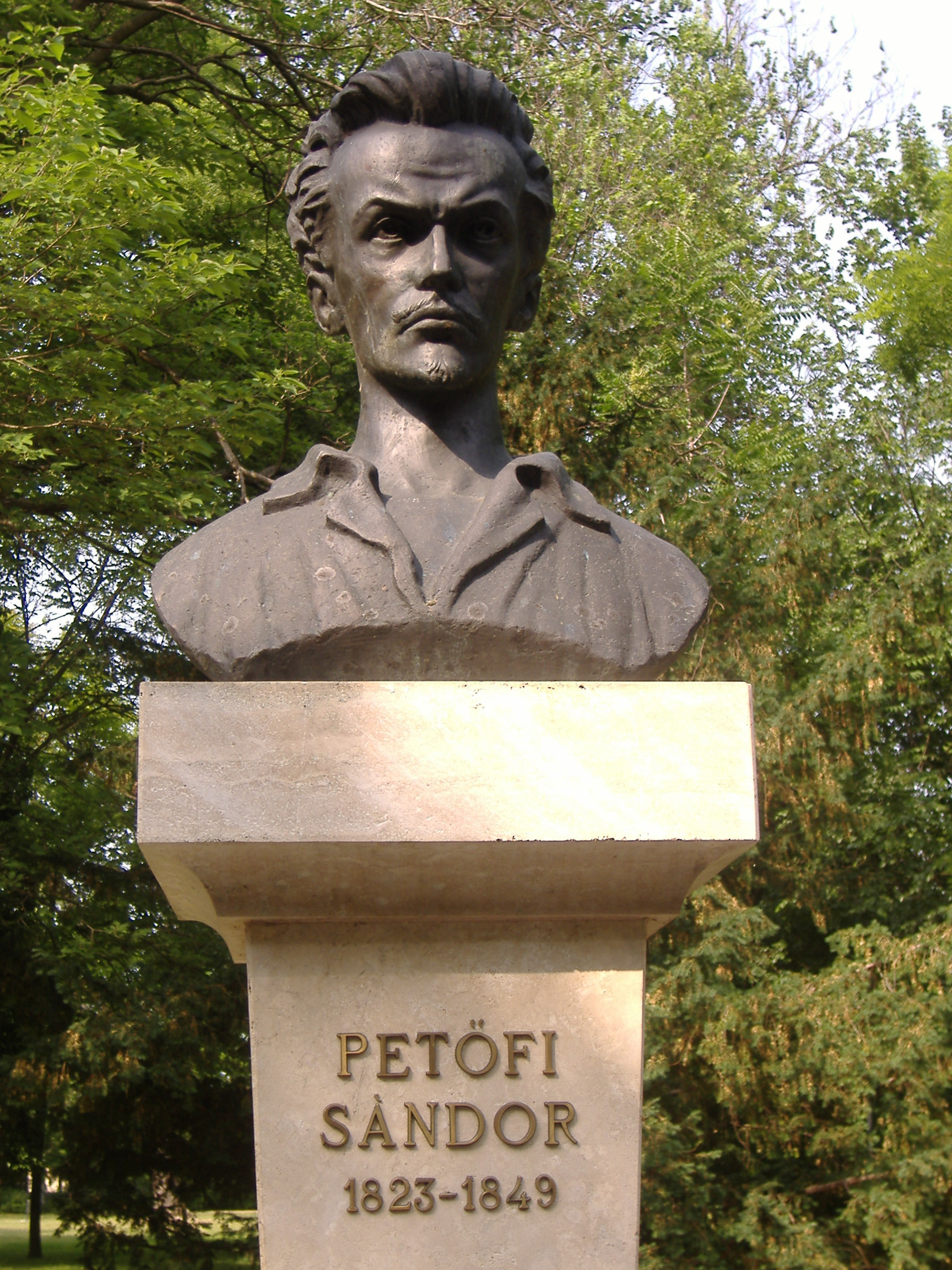
位于毛科的裴多菲像

裴多菲在1844年结识了乔波·埃泰尔凯。这位十五岁的美丽金发少女是沃霍特·伊姆雷的侄女，同时也是沃乔特·山多尔夫人的妹妹。裴多菲对她的爱慕之情萌发于1844年末至1845年初，他多次在沃霍特家中与她相遇，并对她怀有一种幻想式的情感。然而他始终未曾向她表达爱意，一方面是因为他在女性面前略显羞涩，另一方面他自己也未能清楚意识到是否真正爱上了她。直到1845年1月7日，埃泰尔凯突然去世，这份爱意才在他心中变得清晰无比。这段深切的哀痛激发了他的诗情，他在1845年1月间写下了一系列悼念她的诗篇，其中一些发表在当时的报刊上。后来，他将总数为34首的整组悼诗集结成册，于当年3月出版，题为《丝柏叶——献给埃泰尔凯墓前》。
1845年1月21日左右，裴多菲搬离了他在沃霍特·伊姆雷处的住所，作为客人搬入了沃乔特·山多尔家中，住进了已故埃泰尔凯的房间。此时沃乔特一家已迁往他们在塔皮欧沙普的佃租庄园，裴多菲也经常前往探访他们。就在这一时期，裴多菲与《家国之光》杂志发生了激烈的冲突。该刊主编纳道什考伊·拉约什于1844年12月21日在报上以侮辱性的语气刊登了对裴多菲第一本诗集及其作品《乡村铁锤》的评论，引发裴多菲强烈不满。此后，他毅然决然地断绝了与这本充满外国崇拜气息、反动保守、以权贵关系为荣的文学杂志的联系。同年11月，裴多菲还做了一件颇具“怪癖”色彩的事情：他向富有的银行家之女卡佩尔·埃米莉亚求婚。
在这一时期，裴多菲勤奋阅读米什莱、伏尔泰、博叙埃、乔治·桑、巴尔扎克、孟德斯鸠等人的著作，尤其偏爱贝朗瑞的作品，以及圣茹斯特所著的《革命的精神和法兰西宪法》，这些书籍是他最常阅读的读物。此外，他也十分喜爱莎士比亚。他还萌生了出国旅行的念头，希望能亲眼见到大海，然后去拜访他最钟爱的诗人贝朗瑞——后者对裴多菲的诗歌创作产生了最为深远的影响。
帕克·奥尔贝特直到1844年秋天才搬到佩斯。裴多菲常常去拜访他，还常与沙什·伊什特万一起在他家锻炼身体。裴多菲也喜爱击剑，这项技艺是向乔蓬·拉约什学的，并与瓦劳迪·安托尔一同练习。帕克在许多方面对裴多菲的私生活产生了节制性的影响：他常常嘲讽裴多菲的夸张言行，但在公众场合却坚定为他辩护。他还引导裴多菲关注英国幽默作家，尤其是狄更斯。裴多菲喜爱利斯尼奥伊，正是因为他性格中那种夸张的热情，也欣赏埃默迪·达尼埃尔的坚定性格。在他的好友中，那些不住在佩斯的人，他多与之保持书信往来，比如德默克·埃莱克、塞拜雷尼·拉约什、沙什·伊什特万和瓦劳迪·安托尔。他最爱的朋友是约卡伊·莫尔，正是他将裴多菲引入文坛，而约卡伊直到1844年才来到佩斯。在外地的熟人中，裴多菲也把凯雷尼·弗里杰什和通保·米哈伊视为好友。凯雷尼还邀请他去艾派尔耶什。于是裴多菲辞去了在沃霍特·伊姆雷手下的职务；不过，沃霍特出于对裴多菲诗才的认可，希望他成为自己刊物的专职撰稿人，并为每首诗承诺支付5银福林。裴多菲将自己未来几个月的诗稿交予沃霍特，这笔稿费也正好成为他旅途的经费。3月31日的告别晚会在“猎号餐馆”（Vadászkürt）举行，出席者包括帕克、演员埃格赖希·加博尔、埃默迪·达尼埃尔以及从外地赶来的沙罗希·久洛和塞迈雷·米克洛什。
1845年4月1日，裴多菲辞去了《佩斯戏剧报》的助理编辑职务，但作为诗人仍与杂志保持合作关系。他随后启程前往上匈牙利旅行，并在那里停留了三个月。这段旅程的经历，他后来在《旅行札记》中详细记述。在艾派尔耶什时，他与通保·米哈伊同住，后者当时在那里担任家庭教师。两人与凯雷尼·弗里杰什一起度过了一段愉快的时光，还合写了一首诗《林中小屋》（Erdei lak）。就在此地，裴多菲受到人生中第一次公开荣誉：福音派学院的学生为他举办了火炬音乐会以示欢迎。他与克雷尼一同前往塔特拉山旅行，在凯什马尔克拜访了洪福尔维·帕尔，随后独自前往伊格洛，在帕克·奥尔贝特父母家中度过了三周温馨的家庭时光。期间，帕克本人也回到了家，两人便一起游览了周边地区。5月24日，他开始返回佩斯。途中在罗日纽停留，并游览了著名的奥格泰莱克钟乳石洞穴。接着到达里毛索姆鲍特，当时当地贵族正在举行选举，裴多菲受到了多位名门望族的热情接待，如阿多尔然·博尔迪扎尔和库比尼·鲁道夫。最终，5月29日，格默尔州的贵族正式选举并宣誓任命裴多菲为该州的助理法官（táblabíró），这份荣誉让他感到非常欣慰。此后他住在库比尼在瓦尔盖德的家中，并游览了富莱克、加奇、阿伊纳奇克和绍尔戈的古堡遗址。在洛雄茨他又与朋友施特勒共度一周，还写诗赠予施特勒的未婚妻普洛奇·维尔马以及一位心灵高洁的美丽犹太少女。最后他途经包洛绍焦尔毛特和瓦茨，于6月24日回到佩斯。这次近三个月的上匈牙利之旅对裴多菲来说意义重大：一方面他收获了大量美好经历，处处受到热情接待，使他深受鼓舞；另一方面他将这些体验撰写成一系列散文，发表于《生活画报》1845年7月号中，标题为《旅行札记》。这组文章受海涅《旅行心影录》（Reisebilder）的形式启发，以鲜活、富于感情又充满机智的风格书写，是裴多菲最重要的散文作品之一。
1845年晚些时候，裴多菲在佩斯又出版了一部新诗集，收录了他于1844年与1845年所作的诗篇。同年夏天，他回到父母身边，在索尔克圣马尔通短暂停留。此时他的父母租赁了一家小酒馆谋生。裴多菲就在这里，用大约一周时间完成了一部名为《绿色马尔齐》（Zöld Marci）的民间剧，作为对埃格赖希·加博尔的酬谢演出剧本。然而，当作品提交给剧院的审查委员会后，遭到拒绝，未被允许上演。面对这一挫败，裴多菲极为失望，于是愤然将整部剧本烧毁。
1845年下半年是他爱情诗创作的第二个高潮期。《绿色马尔齐》的失败让他情绪十分低落，因此他在八月和九月多次前往格德勒，拜访路德宗牧师埃尔德伊·费伦茨以排遣忧愁，并在那里结识了美丽高贵的地主之女迈德年斯基·拜尔陶。她对诗人颇有好感，愿意与他交谈。诗人渴望爱情的心灵在这位少女身上看到了理想，误以为自己已坠入爱河。这段感情如同以往一样，更多的是幻想而非激情。当他向拜尔陶的父亲写信求婚却被拒绝后——对方以家族门第为由断然回绝——他在几个月内便从这段失落中完全恢复了过来。尽管如此，他在此期间（在佩斯、格德勒和索尔克圣马尔通三地）为迈德年斯基·拜尔陶所写的大约40首诗（全部采用相同的诗体和情感基调），无疑是当时爱情抒情诗的杰出代表。这些诗作于1845年秋以《爱情的珍珠》为题出版，随后出版的是他第二本诗集，题为《诗歌》。8月20日，他再次前往索尔克圣马尔通探望父母，并于9月8日左右返回佩斯。
尽管这位诗人的声望在日益广泛的圈子中不断上升，但在佩斯的定期出版物中，对他的批评声音也日益增多。权威极高的《雅典娜》（由弗洛斯马提等人主办）停刊了；在剩下的文学期刊中，裴多菲只与《佩斯戏剧报》签约，因此《家国之光》报从一开始就对他的崛起抱有敌意。一些人因为他自负的态度和古怪的性格而疏远他，另一些人则嫉妒他的成功，还有人则难以接受他诗歌中那种不拘一格的原创性，认为那是粗俗和草率的表现。于是，《家国之光》和《生活画报》上便展开了一场针对他的真正“攻势”，署名或匿名发表了大量带有人身攻击和恶意的文章。裴多菲则在《时尚报》上以诗歌和简短的评论进行辩护。攻击者中包括他的一位老朋友塞拜雷尼·拉约什，这导致两人陷入了激烈而痛苦的“笔战”。最为尖锐的攻击来自恰萨尔·费伦茨、纳道什考伊·拉约什和彼得里切维奇-霍瓦特·拉扎尔，他们努力嘲弄和贬低裴多菲。除此之外，纳吉·伊格纳茨也曾抨击他，高劳伊·亚诺什也更多地是持批评态度而非支持。这些嘲讽文章和讽刺小品让裴多菲深感痛苦，但并没有使他动摇或改变自己的道路。他坚信自己的方向是正确的，公众舆论的大多数也站在他一边，而且当时最杰出的作家和评论家——弗洛斯马提、鲍伊佐、塞迈雷·帕尔和托尔迪·费伦茨——也都为他写下了公正中肯的评论。
最近一段爱情幻想的破灭，以及大多不公正的新闻攻击，再加上通往荣耀与幸福的重重障碍，仿佛唤起了他往日痛苦经历的苦涩记忆，使他陷入了一种悲观情绪。这种心境笼罩了他的内心，特别是在1845年末和1846年初，其表现就是那一首首情绪多变、带有苦涩甚至有时带着玩世不恭色彩的短诗。他大多是在佩斯和索尔克圣马尔通写成这些诗作，并于1846年4月以《乌云》为题出版，共收录了66首诗。这一时期并非他诗歌创作的高峰，作品中感情与思索中充满了不属于他的陌生因素与夸张色彩。拜伦、雪莱和海涅的影响恰好与他当时的精神状态契合，一种厌世和玩世不恭的情绪主导了他。为排解爱情之痛，他再次以旅行作为消遣。1845年9月23日，他陪同沃霍特·伊姆雷前往埃斯泰尔戈姆；途中他们在波马兹停留一天，攀登了科山，欣赏了俯瞰首都的美景；9月24日，他又前往沙什·伊什特万处，中途经过索尔克圣马尔通，穿越多瑙城堡前往博尔亚德（今属克莱什德的一部分），在朋友父母家中过了葡萄收获季节，一直待到10月6日至7日，还去了乌兹德。随后他又返回索尔克圣马尔通，在父母家中一直待到10月16日左右。回到佩斯后，他与瓦劳迪·安托尔合租了一处住所。此期间，他《诗歌》的第二卷于11月16日出版。1845年11月20日至25日左右，他再次返回索尔克圣马尔通，一直居留至1846年1月4日。
他的心情逐渐好转，也重新找回了自己健康、正直的创作方向。与《乌云》几乎同时期，他还创作了小说《缢吏之缳》（1846年出版），随后又写出了戏剧《虎与鬣狗》。他原计划在佩斯春季集市这一有利时机期间，将该剧在国家剧院上演。带着这部作品，他于1月4日返回佩斯，第二天就将剧本提交给剧院的剧本审查委员会，该委员会于1月13日批准了上演。1月16日，裴多菲又回到父母所在的索尔克圣马尔通，在那里创作了长诗《仙境之梦》以及小说《缢吏之缳》。这两部作品都在2月20日前完成。3月20日左右，在厄特沃什·约瑟夫的斡旋下，他将小说以150福林的价格卖给了豪特莱本出版社，该书于6月4日正式出版。从1846年3月中旬到4月10日至12日左右，裴多菲一直待在佩斯。他急于返回，是因为《虎与鬣狗》原定于3月19日之前上演，然而由于剧作家斯西格利盖蒂·埃德的一部新喜剧性民间剧挤占了演出档期，该剧未能按计划上演，剧院甚至只愿意将其安排在订票演出系列中。对此，裴多菲表示强烈不满，并于1846年4月初收回了剧本。为排解烦闷，他再次回到父母身边，写下了奇幻浪漫的长诗《恋海》以及具有浓郁民间色彩的《野性皮斯塔》，后者成为他最喜爱的叙事诗之一。此后，他又长时间回到父母身边。当年春天，他的父母搬到了德姆舍德，租下了一个较小的庄园，裴多菲也在那里小住。在德姆舍德期间，好友帕尔菲·奥尔贝特也与他相伴。随后裴多菲返回佩斯。1845年秋，通保也来到佩斯，并于1846年1月从疾病中痊愈、出院后，也搬到瓦劳迪家中，与裴多菲成为了室友。
1846年3月至4月在佩斯期间，裴多菲结识了具有匈牙利血统的德语诗人卡尔·伊西多尔·贝克，由凯特拜伊·卡罗伊带他前来拜访的。尽管裴多菲对凯特拜伊并不十分欣赏，但他并不反对对方劝说贝克和杜克斯·阿道夫将自己的诗作译成德语。于是，裴多菲的诗歌最初的德语译本便刊登在了维也纳的《星期日报》上，包括《偷来的马》《我生于大荒原》和《大平原上的名城凯奇凯梅特》。据部分传记作家记载，裴多菲与贝克建立了亲密的友谊，他们几乎每天见面，常在“英国女王”餐厅共度夜晚。裴多菲为贝克翻译了约30首诗作，还专门用德语写了一篇自传，供德语出版之用，该文稿后来由费舍尔·山多尔保存。然而，这部德文版最终并未出版。事实上，正如贝克的回忆录所表明的，他与裴多菲的交情也不过是浮于表面的。五月初，裴多菲再次回到乡间，与帕尔菲·奥尔贝特一同前往德姆舍德，他的父母自圣乔治节起便住在那儿。他们在科瓦奇·亚努什处租了一间房，每月20福林，并在裴多菲父母家吃饭，费用由他们承担。就在此地，裴多菲写下了长诗《绍尔戈》，计划发表在《佩斯文集》上。

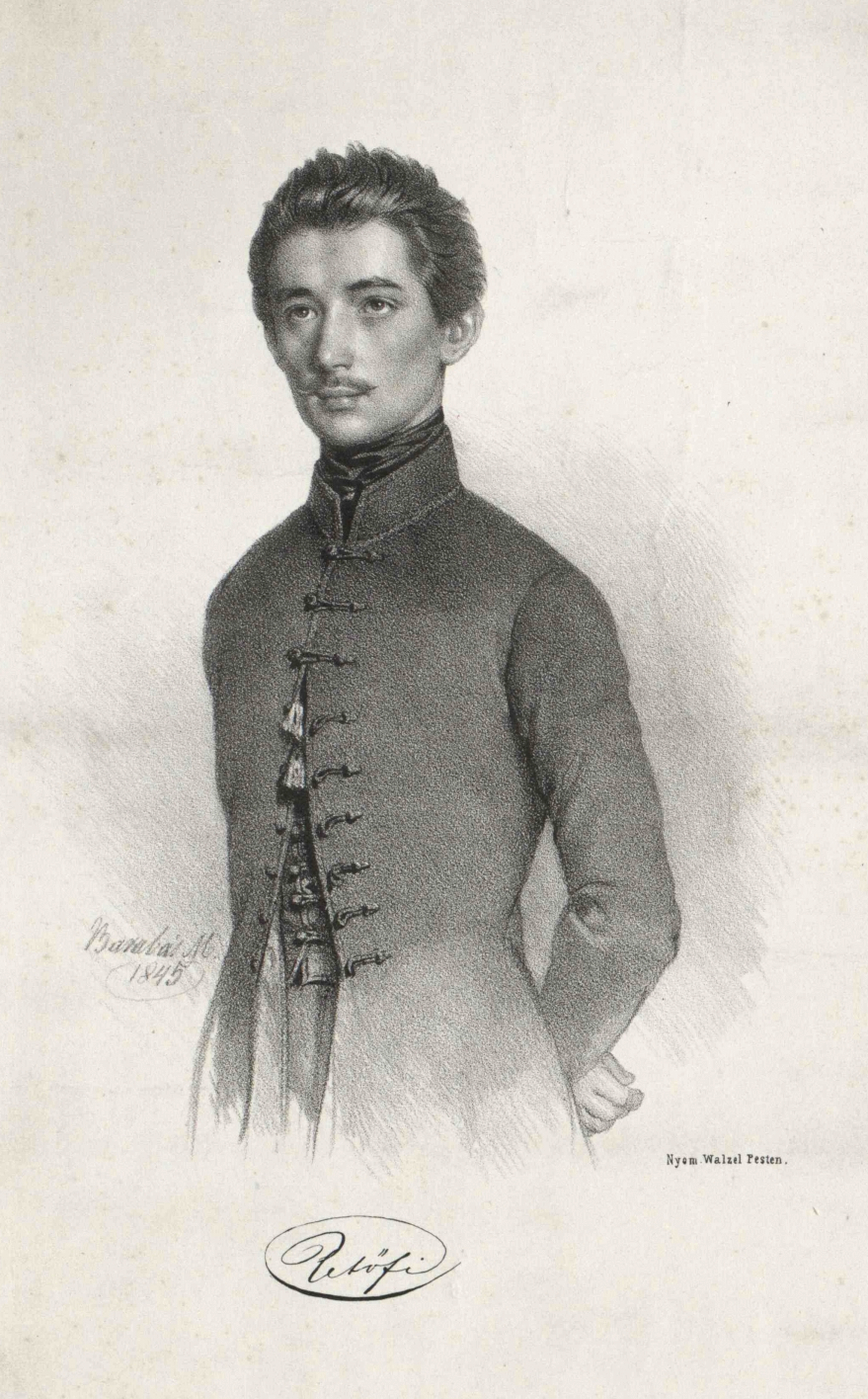
鲍劳巴什·米克洛什：《裴多菲·山多尔》，1845年。据约卡伊所言：“鲍劳巴什所绘的石版画肖像，刊载于《戏剧报》附刊中，画中裴多菲双手背后——这幅画像逼真得如同活人，无需再寻更佳之作。”

他在六月留在佩斯，并与埃米希·古斯塔夫就其全部诗作的出版事宜进行谈判。为此，鲍劳巴什·米克洛什再次为他绘制了肖像，这幅墨画后来由蒂罗勒·约瑟夫雕刻成钢版画。在瓦劳迪与鲁菲·伊达的婚礼上，裴多菲与约卡伊·莫尔原本将于7月29日在埃斯泰尔戈姆作为证婚人出席，但由于异教婚姻所涉及的障碍，婚礼未能如期举行。裴多菲整个七月和八月仍留在佩斯，与帕克·奥尔贝特合住，直到1847年春天。他们住在一间狭小而昏暗、面向院子的房间里。此时，梅西·安塔尔在这里教授他意大利语。那年夏天，大约在六月，他还拜访了位于佩采尔的塞迈雷·帕尔，后者以公开信的形式回复了裴多菲写给他的诗。

### 十人社
1846年年中，裴多菲退出了沃霍特·伊姆雷主编的《佩斯戏剧报》。他认识到，作者受制于编辑的专断，因此希望组织一个作家协会，不依附于现有报刊，自行创办刊物，并按照自己的文学纲领进行编辑。1846年春天，他与其他九位杰出的青年作家共同成立了名为“十人社”的团体。除了裴多菲外，成员还包括约卡伊·莫尔、通保·米哈伊、德格雷·奥洛约什、奥伯尼克·卡罗伊、帕尔菲·奥尔贝特、贝尔齐·卡罗伊、帕克·奥尔贝特、利斯尼奥伊·道莫·卡尔曼和凯雷尼·弗里杰什。该社团的目标是使纯粹文学获得独立地位，并通过他们自己的刊物推动一种既具有民族性又富于浪漫主义色彩的新文学方向，这种方向以民众语言为基础，旨在发展民族风格。1846年3月，这十人立下誓约，自当年年中起的一年内，只为他们即将创办的文学刊物《佩斯文集》撰稿，不再为其他刊物写作。年中时，他们的确停止了为各类刊物供稿，但沃霍特·伊姆雷对此进行了报复——他在7月刊登了十人中五位作家过去寄存于他处的作品。此事导致裴多菲与沃霍特决裂，并向其提出决斗挑战，然而沃霍特回避了这一挑战。然而，由于当局的怀疑态度，“十人社”并未获得创办新刊物的许可。于是，他们在1846年11月接受了《生活画报》主编弗兰肯堡·阿道夫的善意邀请，并宣布“十人社”解散。只有帕克和奥伯尼克在随后的一年中，完全未曾向任何戏剧刊物投稿。裴多菲则加入了《生活画报》。

### 与森德赖伊·尤利娅的相识与婚姻，文学的黄金时期
1846年秋天，裴多菲的生活与诗歌创作迎来了最重要的阶段。他结识了塞德赖伊·尤利娅，这段邂逅极大地丰富了他的个性，并开启了他诗歌创作的新黄金时期。随着爱情的萌发，他的爱国情感也愈发强烈，诗歌在爱情、爱国与政治等方向上全面展开，展现出前所未有的壮丽。同时，他旧有的主题与情感——如对父母的孝爱、对故土的眷恋——也依旧源源不断地激发着他的灵感。
八月下旬，裴多菲与奥伯尼克·卡罗伊一同从佩斯出发，开始了一次较长的旅行，计划前往克卢日，参加定于9月9日召开的特兰西瓦尼亚议会会议。但在此之前，他打算先游历萨特马尔、马劳毛罗什，然后再进入特兰西瓦尼亚。萨特马尔之行是应帕普·安德烈和里什科·伊格纳茨的邀请。他在八月末和九月初的几天里住在萨特马尔的帕普·安德烈家中；9月4日至5日，他们一同前往大卡罗伊，出席塞尔道海伊·帕尔被任命为代理郡州长的就职典礼；9月7日，诗人从所住的萨尔瓦什旅馆搬到州书记官里什科·伊格纳茨的家中。期间，他在旅馆里结识了泰莱基·山多尔伯爵，并与之结为朋友。
9月8日，在县级舞会举行之前的傍晚6点到7点左右，诗人第一次在泰赖伊家族的花园中见到了森德赖伊·尤利娅——一位年仅18岁的少女，父亲是森德赖伊·伊格纳茨，担任埃尔德德庄园的管事，同时也是卡罗伊·拉约什伯爵的监察官。当天晚上，在舞会上，他们被正式介绍给彼此，进行了较长时间的交谈。这次邂逅在诗人心中留下了深刻且决定性的印象。
在接下来的几天里，裴多菲在泰赖伊家中多次与尤利娅见面。当尤利娅与父亲一同返回位于埃尔德德的家中——他们住在那里的城堡中时，裴多菲也与两位朋友从萨特马尔前去拜访。尤利娅对这位已颇有名气的诗人主动靠近感到受宠若惊，也对他产生了兴趣。整个9月及10月初，裴多菲多次前往探访，他们的交往持续加深。尤利娅的兴趣逐渐发展为爱情，尽管她对诗人表现出些许情绪多变，并未明确回应裴多菲的表白。10月10日，裴多菲在埃尔德德依依不舍地与尤利娅告别，但尤利娅有意安排，于10月22日与父亲一同再次前往大卡罗伊，参加当地的官员改选大会，因她知道裴多菲也会在那里。尤利娅在大卡罗伊答应裴多菲，来年春天会给他一个最终的答复，但她已经给了他希望，这让经历过诸多情绪波动的诗人感到欣慰与幸福。10月23日两人再次分别后，裴多菲前往瑙吉巴尼奥和科尔托，探访泰莱基·山多尔伯爵。后者与豪劳伊·维克托一同接他前往庄园。尽管裴多菲是一位坚定的民主派，但他非常喜欢这位自由派、性格豁达的贵族，并在他那里度过了一段愉快的时光。
在科尔托期间，裴多菲借一次政治会议之机写下了他那首著名的爱国颂诗《在特兰西瓦尼亚》（Erdélyben）；不过，他在此期间创作的大多数诗作都是献给尤利娅的。他没有前往克卢日，因为原定召开的特兰西瓦尼亚议会被推迟了。于是，他于11月10日左右离开科尔托，经萨特马尔、大卡罗伊和德布勒森，返回了佩斯。
就在这一时期，发生了一件与尤利娅有关的插曲，后人对此多有误解，连不少传记作者也未能正确解释其始末。在德布勒森，裴多菲曾前往剧院观看演出。他一出现，观众便不由自主地爆发出掌声与欢呼。当时在当地演出的当红女演员普里埃莱·科内利奥没有按照剧本演唱原定插曲，而是改唱了裴多菲的一首诗歌。第二天，裴多菲突然得知一个消息：尤利娅想要嫁给别人。这令他骄傲而敏感的心灵极度震动，在情绪激动之下做出了突然的决定。他随即拜访了普里埃莱·科内利奥，向她求婚。当天晚上的演出期间，他更是催促她立刻结婚。科内利奥答应了，他便匆匆赶往路德宗牧师处请求主持婚礼，但由于缺乏必要的教会许可，牧师拒绝立即为他们证婚。第二天他又去找天主教神父，也未能如愿。于是，他只得返回佩斯，大约在11月20日抵达。从佩斯，他还给科内利奥写过信，但后者得知裴多菲真正爱的是尤利娅后，只冷淡地回信，二人的关系也就此终止。然而，这段插曲还是传到了尤利娅的耳中。她其实并未打算另嫁他人，因此此事令她十分痛心。裴多菲随后写信向尤利娅解释了事情的来龙去脉。两人最终重归于好——尤利娅将自己日记的一部分寄给了他，其中深情描绘了她对他的爱意。

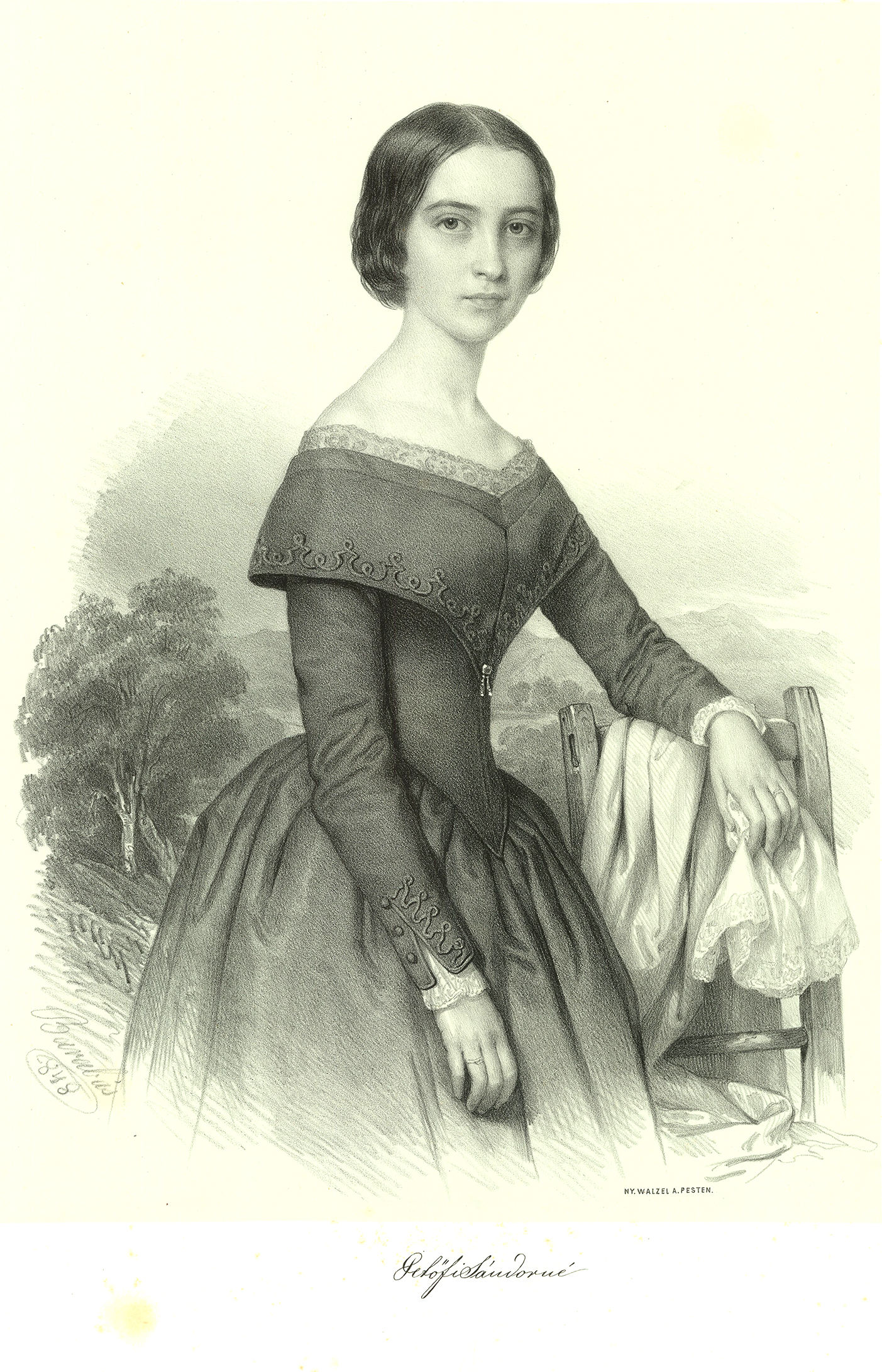
塞德赖伊·尤利娅

就在此时，即1846年12月，裴多菲在《生活画报》上发表了他致尤利娅的第一首诗——《离此遥远的是何物》（Mi van innen távol）。他们的恋情此后又经历了多次波折与演变。尤利娅在爱意不断加深的同时，也开始感到一丝不安；她对诗人那强烈的情感有所顾虑，但又无法对他保持冷漠。一则传言再次带来苦涩——有人在萨特马尔散布消息，说裴多菲夸耀地将尤利娅的日记展示给熟人观看。正是通过这件事，尤利娅的父母第一次得知他们的恋情。尤利娅那位严厉而现实的父亲对一个没有稳定职业的诗人根本无法接受，打算将女儿嫁给一位富有的地主。尤利娅虽然未答应这门亲事，但不得不向父亲保证，在一年内既不会见裴多菲，也不会给他写信。父亲以为裴多菲那种“风流浪子”的性格会让他在这一年里忘掉尤利娅，而女儿也会改变心意。尤利娅因此保持沉默，这又引发了许多误会。她只能通过好友泰赖伊·玛丽和两人共同的朋友沙什·卡罗伊与裴多菲偶尔传递只言片语，这些书信中情感愈加炽烈。终于，在1847年5月初，尤利娅通过泰赖伊·玛丽约裴多菲见面，准备澄清彼此的感情。裴多菲立即从佩斯写信给尤利娅的父亲，请求正式求婚。父亲答复说他对裴多菲并不了解，必须等试验期满一年后才能做出最终决定。裴多菲随后前往埃尔德德，5月16日至20日住在劳考·古斯塔夫家中，并亲自再次提亲，但遭到父亲严词拒绝，还引发争执。父亲明确表示，不敢把女儿的命运托付给一位诗人，并要求他不要再来拜访。同时他竭力阻止两人见面。然而，裴多菲与尤利娅坚持不懈，仍在庄园的花园中私下见面，并互誓终身。裴多菲甚至劝尤利娅私奔，但她未予同意。此后，裴多菲仍多次向父亲提出求婚，最终父亲以“一周期限”为借口想暂时搪塞他。5月20日，裴多菲前往瑙吉巴尼奥，在那里收到父亲的正式拒绝信。他随即返回埃尔德德，于5月26日再次庄重地提出婚事，而此时，父母这几天的劝说已告失败。最终，尤利娅的父亲表示，将女儿的命运交由她自己决定，但他不会操办婚礼，并要求女儿在他与裴多菲之间作出抉择。尤利娅选择了诗人，两人将婚期定在试验期满之日——1847年9月8日。在此之前，父母要求裴多菲不得前往埃尔德德，但允许二人通信。在婚礼上，尤利娅向父亲出具了一份保证书，声明将来所有子女将按天主教信仰抚养长大。
在此期间，裴多菲前往萨隆塔，拜访奥洛尼·亚诺什，并在他那里逗留了十天。这两位伟大的诗人是在《托尔迪》获得成功之后开始通信的，发起者正是裴多菲；而这次也是他们作为挚友的首次见面。为打发试验期的等待，裴多菲原计划从佩斯出发进行一次出国旅行，但这次旅行最终并未成行。
裴多菲在1846年某个时候与弗兰肯堡、彭佩里和利斯尼奥伊一同前往杰尔，在那里停留了两天。为表敬意，副州长鲍洛格·科内尔为这位诗人举办了一场晚会。也许正是在此期间，他与科瓦奇·帕尔博士商讨了在《我们的祖国》（Hazánk）杂志上合作的事宜。1847年1月7日，裴多菲的戏剧《虎与鬣狗》（Tigris és hiéna）出版。同年他与《生活画报》签署协议，自1月1日起不再为其他报刊撰稿。一般而言，他的诗作在《生活画报》上每两期刊登一次，每首诗稿的稿酬为一枚半金币。那一年，他为《生活画报》创作了两篇通俗叙事作品：《祖父》（A nagyapa），刊登于2月6日与13日两期；以及《灰姑娘与栗色少年》（A fakó leány és a pej legény），刊登于5月8日与15日。除了《生活画报》之外，裴多菲在1847年仅为杰尔的《我们的祖国》——由科瓦奇·帕尔主编——撰写诗作，每季度提供六首，共得稿酬45福林，一年合计180福林。1847年3月15日，裴多菲的《诗集全集》由埃米希·古斯塔夫出版，共印刷3000册。出版方支付给他500福林报酬，封面肖像由鲍劳巴什·米克洛什用墨笔绘制。1848年12月15日，在自1847年以来首次召开的匈牙利科学院大会上，该诗集荣获大奖。从此，裴多菲被公认为“最受欢迎的诗人”。
在3月15日至17日集市期间举行的文学沙龙晚会上，几乎所有匈牙利县份均有自由派代表出席，裴多菲在晚会上受到了热烈的欢迎和高度的敬意。3月22日，应埃格赖希·加博尔之邀，裴多菲前往塞克什白堡，并以嘉宾身份逗留至29日。当日他返回佩斯，并在整个4月都停留于此。
根据1847年6月26日签订的合同，裴多菲将自己的《诗集全集》的全部版权以出售给了出版商埃米希，获得1500福林。同时，他们还约定：对于今后创作的每一本类似诗集，埃米希将支付2000福林的稿酬。同一时期，为了保障自己的经济前景，他还与接手《生活画报》的约卡伊·莫尔（1847年下半年起担任主编）以及《我们的祖国》主编科瓦奇·帕尔分别签订协议，约定自1848年1月1日起，每季度向两家报刊各提供六首诗作，每家按季度支付50福林稿酬。
1847年7月1日，裴多菲启程前往上匈牙利旅行。他先是在洛雄茨拜访了施特勒，之后前往艾派尔耶什，与好友通保·米哈伊会面，并一同游览了穆拉尼城堡。接着，他经过米什科尔茨和沙罗什保陶克，来到沙托劳尔尧乌伊海伊，在那里拜访了文学家考津齐·加博尔，并在塞普豪洛姆参观了匈牙利语言改革先驱考尔岑·费伦茨的故居与墓地。之后他继续前行，抵达翁格堡，并参观了蒙卡奇城堡。他此次旅程的路线也清晰地体现在他随后创作的大量诗歌的时间与题记中。7月13日，他抵达萨特马尔，再次投宿于老朋友帕普·安德烈家中。
起初，裴多菲遵守了尤利娅父亲的禁令，在萨特马尔以写作为主，期间创作了叙事诗《塞奇·玛丽亚》（Széchy Mária）。但自7月底起，他多次前往埃尔德德探访尤利娅，尽管尤利娅对他态度冷淡。最终，1847年8月5日，两人正式订婚，并于9月8日在埃尔德德城堡的小教堂举行了婚礼。尤利娅的婚礼上，仅有她的母亲和妹妹出席；而她的父亲不仅拒绝出席婚礼，也没有给予任何祝福或经济上的支持。

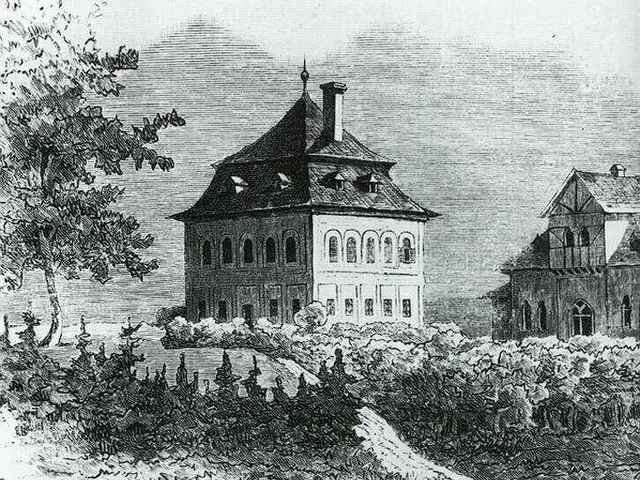
泰莱基在科尔托的城堡

这对新婚夫妇由经历丰富、性格浪漫的泰莱基·山多尔伯爵亲自派出的四匹马马车接送，前往科尔托，前往他那座庄园度蜜月。这座庄园是裴多菲唯一的贵族朋友——泰莱基伯爵——无偿提供给他们使用的。他们在那里度过了六周幸福而隐居的时光。10月20日，他们启程，先前往克卢日，受到当地民众热情欢迎。随后又前往萨隆塔拜访奥洛尼一家，在那里停留了一周，之后返回佩斯。
他们在佩斯租住的三居室公寓是由诗人好友埃格赖希·加博尔为他们找到的，位于多哈尼街希勒楼的一楼。裴多菲与妻子于1847年10月4日正式搬入。两人居住其中两间房，第三间则出租给了好友约卡伊·莫尔。他们的生活十分简朴，但从小在富裕环境中长大的尤利娅欣然接受了这种新的生活方式，用心照顾丈夫，也为自己被社会所认可、受到人们敬重而感到欣慰和快乐。裴多菲成为一个幸福的丈夫，婚后仍以尤利娅为其爱情抒情诗的唯一主题。通过他独特的表达方式，他也首次在匈牙利诗歌中塑造并颂扬了婚姻中的爱情，使之成为一个永不枯竭的诗歌主题。这一时期，他创作了《因为……灌木在颤抖》（Reszket a bokor, mert…）和《九月末》（Szeptember végén）等著名诗篇。
尤利娅是否真心爱过裴多菲，还是仅仅出于野心嫁给他，这后来在文学界和公众舆论中都引发了许多疑问。她的父亲曾以断绝关系相威胁，但她还是选择了这位诗人；不过在她的日记中，可以看到她对裴多菲的疑虑和感情。她写信给好友泰赖伊·玛丽说：“如果作为山多尔的妻子我会不幸福——这一切都取决于他——我将有力量忍受天所降予我的一切，争取将来的幸福；但如果被迫离开他，甚至连见他一面都不可能，那对我来说一切都将失去！人们总是用时间来安慰我，说时间会带来上天为我安排的命运，但半年多两个月已经够了，我不能再双手合十等待时间的恩赐。不！不能再这样了！我的亲爱的玛丽，帮帮我吧，不要让我像别人那样迷失。” 也许促使她做出这个决定的一个现实因素是：裴多菲几乎已经放弃了希望，向著名的德布勒森女演员普里埃莱·科内利奥求婚了。
与此同时，裴多菲的诗歌事业迅速腾飞，他全身心投入创作和规划，也享受着家庭的幸福。1847年，他为《生活画报》供稿，作品获得了一枚半金币的报酬；他还为科瓦奇·帕尔在杰尔出版的《我们的祖国》杂志写作，报酬条件相似。但最重要的是，他在这一年出版了自己收集整理的诗集。该诗集收录了之前发表的作品和另外105首新作。埃米希以500福林的价格买下出版权，诗集于1847年3月15日以《裴多菲全集》的名义出版。裴多菲将这本诗集献给了弗洛斯马提，以表达他的感激和敬意。该诗集受到了热烈欢迎，3000册在几个月内售罄。六月时，埃米希以1500福林的价格永久买断了版权；这成为诗人直到1848年春的主要收入来源。1846年11月15日举行了初步的党派成立会议，随后在1847年3月15日于佩斯召开的全国反对派会议上，正式宣布成立反对党 (匈牙利)。该党选举了在筹建过程中付出巨大努力的包贾尼·拉约什为党主席。在成立大会上，科苏特·拉约什提出了该党主要由他制定的正式纲领，会议结束时，裴多菲·山多尔朗诵了他的诗作《以人民的名义》。
1848年1月1日，裴多菲将他的第二部诗集也卖给了埃米希，价格为2000福林，埃米希承诺从当年五月开始，每月支付100福林分期付款。这样，他们的生活至少在1849年10月之前都有了保障。该诗集的出版，也成为两篇重要评论发表的契机。普尔斯基·费伦茨在《美文评论》上，厄特沃什·约瑟夫在《佩斯日报》上热情地评价了裴多菲的诗歌；厄特沃什指出，裴多菲的诗并非民间诗歌，而是真正的匈牙利民族诗歌。这些评论可被视为对那些自1846年底以来（尤其是在《家国之光》上）再次掀起的伪评论家和嫉妒者攻击的有力回应。这一时期，裴多菲的政治信念逐渐坚定。在当时，无论是西欧还是匈牙利国内，民主思潮都越来越明显，而这种时代精神正好契合了他的情感与出身；他是民众的儿子，从民间奋斗而来，渴望赋予人民自由和幸福，铲除一切特权，打倒一切暴政。他的爱国主义与匈牙利政治生活中另一个重要方向——摆脱奥地利统治、实现民族独立——不谋而合。这种思想在他阅读法国大革命历史和受雪莱影响的过程中逐步成熟，使他在与匈牙利文学旧有传统的对抗中，成为一种新诗歌潮流的旗手，并尝试建立起一个联盟，推动匈牙利诗歌向民族化和民主化的方向转型。
他曾设想过一个“诗人三头同盟”的构想，成员除了他自己，还包括奥洛尼和通保。他希望从1848年初起，三人能汇聚于由约卡伊主办的《生活画报》周围。奥洛尼与通保一开始都表示同意，但他与通保之间的关系后来发生了变化，因此这个联盟最终在形式上没有实现，但三位诗人即便没有正式结盟，也彼此支持、相互声援。他还与弗洛斯马提和奥洛尼结成文学盟友，共同着手将莎士比亚的作品译成匈牙利语。裴多菲翻译了《科利奥兰纳斯》，并开始着手翻译《罗密欧与朱丽叶》。在婚姻的最初几个月里，他创作了《县官》（A táblabíró）、《勒赫尔》（Lehel）残篇、《傻子伊什托克》（Bolond Istók）以及大量短诗。婚后生活期间，他的创作愈发高产；与此同时，他也密切关注政治局势的发展，这最终引领他走向了生命中最重要、也是最后的阶段。

### 与奥洛尼·亚诺什的友谊
1847年2月，裴多菲与奥洛尼·亚诺什结下了终生的友谊，两人一直保持通信往来，直到1849年为止。裴多菲曾两次亲自拜访奥洛尼。他写给奥洛尼的第一封信是在阅读了《托尔迪》之后写下的，并以一首诗向这位诗人致意：
| TOLDI írójához elküldöm lelkemet Meleg kézfogásra, forró ölelésre!… Olvastam, költőtárs, olvastam művedet, S nagy az én szívemnek ő gyönyörűsége”. (Arany Jánosnak, részlet) A válasz nem késett sokat: Most, mintha üstökös csapna szűk lakomba, Éget és világít lelkemben leveled: Ó mondd meg nevemmel, ha fölkeres Tompa, Mily igen szeretlek Téged s őt is veled. | 我把心灵献给《托尔迪》的作者， 让我们紧紧地握手，热烈地拥抱！ 朋友，我读了，我读了你的作品， 我的心里充满着无限的喜悦。（节选自《致奥洛尼·亚诺什》） 奥洛尼的回信也很快到来： 就像一颗彗星闯入我狭小的屋宇， 你的来信燃烧着，照亮了我的心灵。 哦，若通保来访，请代我转达， 我对你——以及他——是多么深深地热爱。 |

裴多菲于1847年春天出版了自己的《诗全集》，首版即印行了3000册，由于广受欢迎，又再版三次。在诗集的扉页上，裴多菲题写了六行诗作为全书的箴言：“自由，爱情！/我要的就是这两样。/为了爱情，/我牺牲我的生命；/为了自由，/我又将爱情牺牲。”

### 1848年革命及自由战争
1848年1月，欧洲的革命浪潮开始爆发，最初在意大利，随后在2月蔓延到巴黎，事件接连不断地迅速展开。在佩斯青年人所发起的运动中——这一运动在普雷斯堡议会的辩论、法国二月革命和维也纳革命的影响下日益壮大——裴多菲发挥了领导作用。自由、平等、博爱的思想也对他的诗歌产生了影响，他本身也是一个因性格而具革命气质的人。3月13日，他写下了《民族之歌》，3月14日，他们拟定了《十二条纲领》。就在这天晚上，维也纳革命的消息传到了佩斯。
1848年3月15日，是佩斯革命的日子，同时也是裴多菲日。约卡伊曾这样回忆道：“让这一天被匈牙利人民称为裴多菲日吧；因为是他让这一天停驻在天空之中，使整个民族能够在这一天之下与自由的敌人展开漫长的斗争。” 原定于3月19日召开的国民大会，因为维也纳革命的消息传来，被提前至3月15日举行。
作为“三月青年”的领袖之一，裴多菲成为这场事件的主要人物之一，革命正是从他家中出发的：约卡伊、布约夫斯基·久洛、沃什瓦里·帕尔和裴多菲一同步行前往皮尔沃克斯咖啡店。在《十二条纲领》之外，《民族之歌》是表达民意最重要的象征，也是自由出版的第一份成果。裴多菲先后在皮尔沃克斯咖啡馆和医学院的院子里朗诵了这首诗，掀起了革命的浪潮。在兰德雷尔印刷厂门前，民众已在高呼要求这首诗的印刷版。下午，在国家博物馆前的群众集会、市政厅的事件，以及坦契奇·米哈伊的获释，成为革命中广为人知的事件。当晚，在剧院中，埃格赖希·加博尔也朗诵了《民族之歌》。
那一天发生的事件，裴多菲在当夜和次日便以散文和诗歌的形式加以记录。他自豪地写道：“在这英勇的青年中，我是那伟大行动的领袖。”又写道：“我们的祖父与父辈，/纵使一个世纪已逝，/所为之事，亦不及我们/在二十四小时内所成。”以此来表达他的骄傲与自信。正如费凯特所评价的那样：“裴多菲是唯一亲自领导了一场民族革命的诗人。”
佩斯，1848年3月21日，裴多菲致奥洛尼·亚诺什的信（节选）：“革命爆发了，我的朋友，你可以想象，我是多么如鱼得水啊！……许多人试图剥夺我们运动‘革命’的称号，为什么？因为没有流血。这恰恰是这场革命的光荣之处，但并不改变它的本质。我认为一切以强力达成的变革都可称为革命；而我们正是以强力争取到了出版自由，并促成了坦契奇的释放。没有遭遇抵抗，只能说明敌人要么彻底看清了自己无能而软弱的现实，要么就是懦弱得不敢出手反抗。”

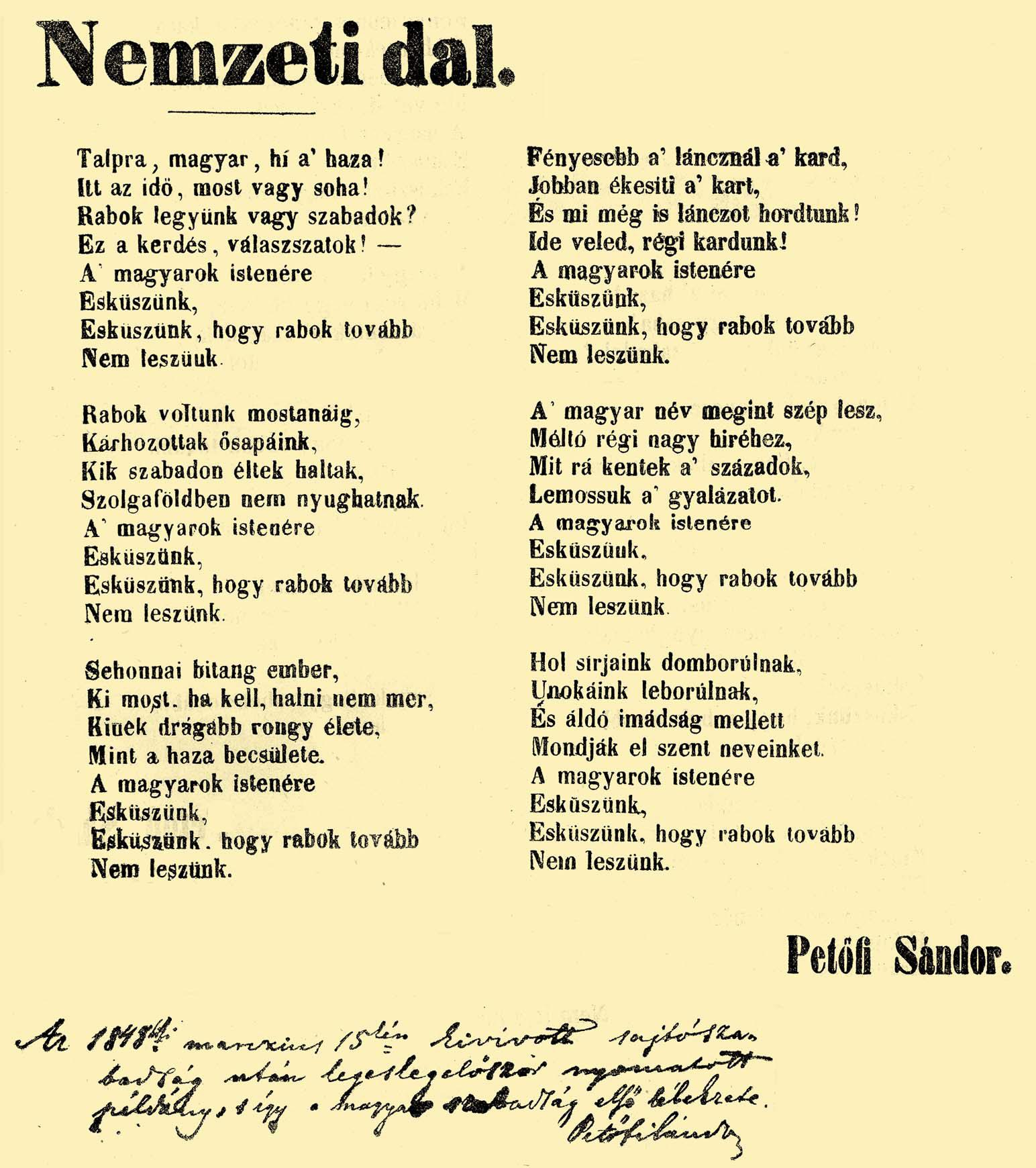
《民族之歌》的印刷样本

在佩斯革命爆发仅五天后，裴多菲就在日记中写下了如下内容：“在首都至今无一例外地占主导的团结局面，已经开始瓦解。” 尽管“三月青年”人数不多，却产生了显著影响，但他们对掌握实权的自由派贵族政治集团，仅能发挥间接作用。3月15日那天，他们拥有舆论和全国民众的支持，然而他们的激进立场很快使他们陷入孤立。对于四月的革命进程，裴多菲如此写道：
我们又在空谈，只是空谈，
舌头在动，双手却歇；
他们想让匈牙利
宁可当个小贩，而非英雄。——裴多菲·山多尔，《我们又在空谈，只是空谈……》诗节选，1848年4月

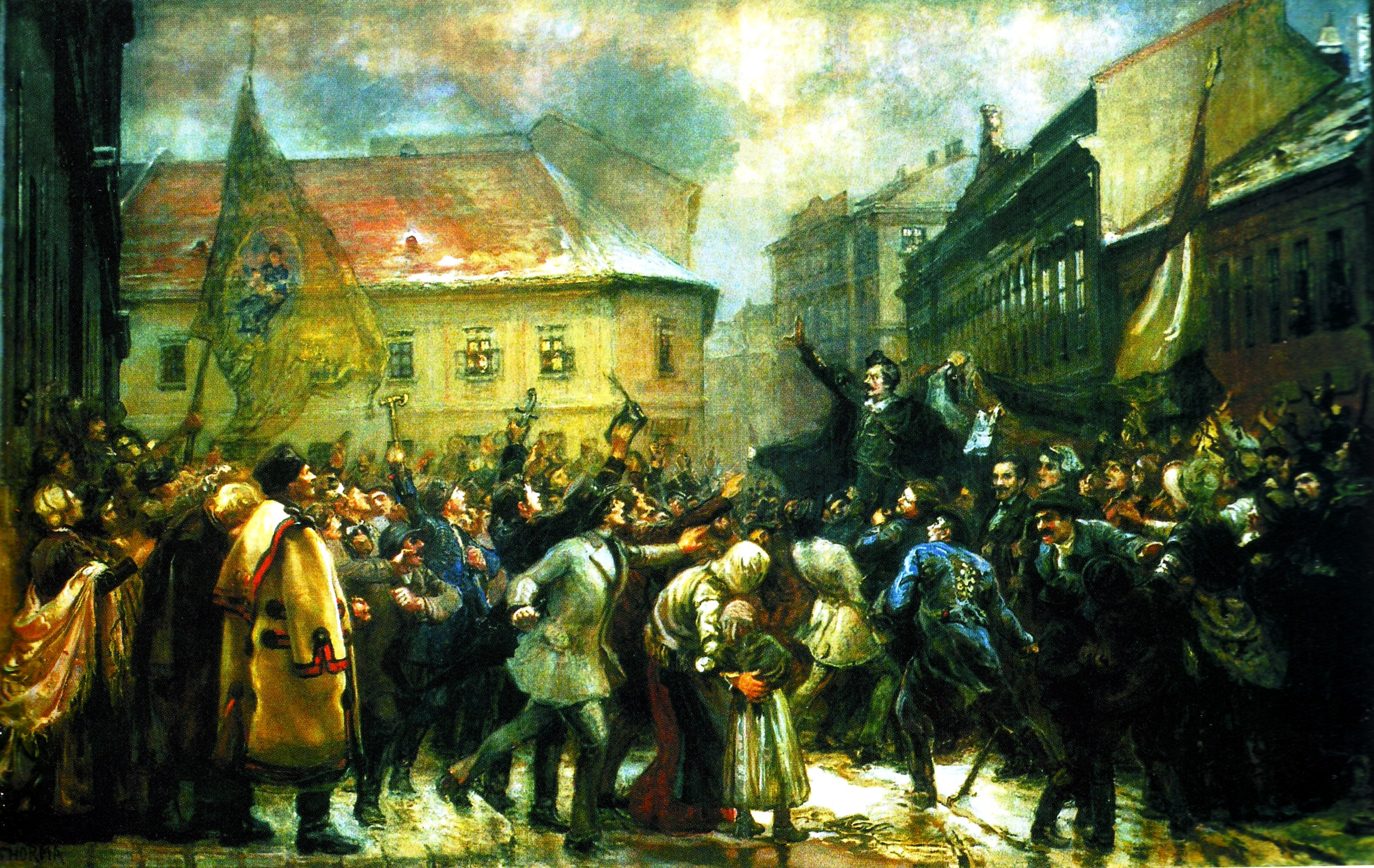
托尔毛·亚诺什的油画作品《裴多菲·山多尔》

裴多菲的作用及其诗作的影响在3月16日再次得到印证，《民族之歌》几乎成了匈牙利的《马赛曲》，在短时间内便为数十万人所熟知。这首诗被三次译为德语，又译为法语，并在短时间内谱写出了六种旋律，裴多菲的声望也因此达到了巅峰，甚至在普雷斯堡议会中也引起了不小的震动。整个三月，他都被革命事件所吸引，积极参与市民的集会；但当责任内阁成立后，青年群体被逐渐边缘化。受法国理论影响，裴多菲热情拥护共和制，坚决反对君主政体，并于四月初出版并在人民集会上朗诵了《致诸王》一诗。这一立场一度使他的声望受损，但他凭着天真的乐观，依旧坚定地走自己的道路。他对匈牙利政界也感到不满，要求采取更激进、更果断的行动，甚至公开抨击新成立的内阁。
3月16日，为纪念前一日，双城（布达与佩斯）灯火辉煌；几天后，为克劳扎尔、尼亚里等人举行了火炬音乐会……随后又为韦塞莱尼、厄特沃什·约瑟夫等人举行火炬音乐会……再后来，包贾尼、科苏特、塞切尼抵达时，双城再次灯火通明……昨天又为总督举办了照明与种种仪式。短短一个月里，多少庆典！小心啊，别让这些辉煌的夜晚之后紧跟着黑暗的白昼。
说到底，这些人物确实都值得尊敬；但即便他们不配，我们恐怕也照样会如此庆贺，而这才是真正令人悲哀的地方。我们是一个可怕的“星期日民族”，总要有节日庆典，如果哪天实在没有人物可供颂扬，我们恐怕会给月光来一场火炬音乐会，再点上一城灯光。也许我们之所以如此破烂，是因为我们总想活在光辉中。——裴多菲·山多尔日记节选，1848年4月19日，佩斯
一场针对这位诗人的秘密与公开的政治攻势展开了。裴多菲的声望急剧下滑，舆论也开始转而反对他。他有一个坚定的愿望：在国会中代表人民发声。1848年，他在自己的家乡基什昆沙格参选议员。他的政纲本来是受欢迎的，但敌人散布对他的诽谤，煽动民众与他对立，甚至阻挠选民投票。他的率真坦诚也在一定程度上削弱了他的选举机会。最终在6月的议会选举中失败。裴多菲对基什昆沙格人说过这样一番话：“但你们也别指望我会赞美你们，因为那样我就得无耻地说谎了。以我的人格担保，你们并不是什么优秀人物，至少到目前为止不是。直到3月15日之前，整个匈牙利都是一个奴性深重、卑躬屈膝的国家，而你们在这种‘美德’中，比起末尾的人更接近开头的人。”最终，他被迫离开，甚至由国民自卫军护送出索包德萨拉什。他带着深深的失望离去，并在这段经历的影响下，写下了长诗《使徒》。
“他认为，政府的软弱将导致已取得成果的丧失，国家唯有通过另一场革命才能逃脱民族灭亡的危险。”裴多菲始终保持警觉与批判的态度密切关注国民议会的运作，并在诗歌和文章中不断抨击新政府的所作所为。他强烈要求将派往意大利战线的匈牙利士兵撤回国内。
和当时的舆论一样，裴多菲也未能理解第一届负责任的匈牙利政府行动空间的极度有限。这一点从伦凯伊·亚诺什骑兵连的事件中可见一斑。1848年夏，伦凯伊的骑兵连从加利西亚驻地逃脱，意图加入新组建的国民军。奥地利战争部长特奥多尔·巴耶·德拉图尔要求严惩该连，但与此同时，匈牙利全国舆论纷纷站出来声援这支逃跑的骑兵。尽管战争部长梅萨罗什·拉扎尔耐心解释，仍然很少人理解他不能忽视奥地利方面的要求，而该连的逃跑正值匈牙利正与奥地利谈判召回军团的关键时刻，时机极为不利。正是在这种背景下，裴多菲创作了《伦凯伊的骑兵连》一诗：
我用栎树叶编成花冠，
晶莹露珠闪烁其上，
那是我喜悦的泪水……
我会将它赠予谁？
我还能赠予谁？
当然是那英勇的伦凯伊
和他的骑兵连！
……
在这片祖国的土地上，
你们的心把你们带回，
我们张开炽热的怀抱
来迎接你们，
英勇的好兄弟们，
我们千百次地欢迎你们……
至于战争部长说什么——
随他去吧！
裴多菲激进的立场曾使他与弗洛斯马提发生冲突。在一首感情激烈但毫不犹豫的诗中，裴多菲深感痛心地抨击了这位诗人，原因是弗洛斯马提在国民议会中投票支持按照旧指挥体系重建国民军。尽管这一批评在事实上并不完全公正，裴多菲甚至还波及了这位曾写下《誓词》的诗人的艺术创作：
这个民族已厌倦了
那肮脏不堪的道路，
奋力挣脱其桎梏，
并在高处设立了新目标，
而你们却将它又拖回
那早已脱离的泥沼。
——我不会亲手扯下你额上的桂冠，
是你自己把它扯了下来。——裴多菲·山多尔，《致弗洛斯马提》（节选）
裴多菲在这一行为中虽然确有偏颇之处，但却是出于坚定的信念。因此，在短暂的言语交锋之后，他与弗洛斯马提之间仍保持了原有的良好关系。然而，他与约卡伊的关系却在此时彻底决裂，并再未和解。事情的起因是：裴多菲在约卡伊外出期间，作为《生活画报》的代理编辑，擅自发表了那首批评弗洛斯马提的诗作。对此，约卡伊随后在报纸上发表了声明。作为回应，裴多菲的答复于9月10日刊出，两人至此断绝友谊。实际上，两人之间的疏远早已开始。1848年圣灵降临节期间，裴多菲和约卡伊发生了争吵。裴多菲强烈反对约卡伊与洛博尔福尔维·罗扎的婚事，不仅将自己的理由写信告诉了约卡伊的母亲，还为阻止这场婚姻，揭发了洛博尔福尔维混乱的过去，以及她有一名非婚生女。
1848年5月，裴多菲邀请奥洛尼·亚诺什来到佩斯，并在自己位于多哈尼街的住所款待他，目的是与他商讨担任《人民之友》（A Nép Barátja）报纸编辑的事宜。
裴多菲的父母一直住在瓦茨，直到1848年春。此后，裴多菲在自己位于多哈尼街的住处腾出一间独立的房间，将父母接来同住。从那时起，他们开始共同生活。稍后，他们又迁入了位于射手街391号的新住所——这是1848年8月1日裴多菲与妻子及父母一起搬入的。原因是裴多菲不得不放弃原本租住的昂贵的多哈尼街住房，该房年租金高达550福林。约卡伊搬出后，整个租金需由裴多菲一人承担，对他来说已变得难以负担。
在1848年夏天，裴多菲写下了他生命中最重要的作品之一——长诗《使徒》（Az apostol），在其中表达了他对历史的理解与理想。九月所发生的事件也验证了他的忧虑：9月11日，克罗地亚总督约西普·耶拉契奇率军越过德拉瓦河，入侵匈牙利。9月16日，裴多菲起草了平等协会（Egyenlőségi Társulat）的动员檄文：“站起来吧，青年们！若你们现在不起身，就要永远沉沦于尘土！ ……起来吧，公民们， 为生死决战而奋起！”之后，他主动报名参军，前往特兰西瓦尼亚组织民众起义。他将怀有身孕的妻子送至埃尔德德的岳父母家中安顿，然后原计划前往塞凯伊人居住地鼓动起义，但由于罗马尼亚农民起义导致局势混乱，他未能越过瑙吉巴尼奥。早期一些传记文献曾称，1848年10月裴多菲曾造访随军跟踪耶拉契奇至边境的匈牙利主力部队在潘多尔福尔沃的营地，并在那里发表反对入侵奥地利的演说。但最新研究对此未予证实，且没有任何同时代的资料能证明裴多菲曾到访莱塔河边的该军营。1848年10月15日，裴多菲正式获任为国民军第28营的上尉。他将父母托付给好友欧尔洛伊照料。10月17日，他再次返回埃尔德德，几日后前往德布勒森，在自己的部队中开展训练任务，直到11月16日。之后，他请了假，去陪伴家人。11月30日，因罗马尼亚方面的军事威胁，他将家人从埃尔德德转移至德布勒森避难。
几天后，奥洛尼一家前往德布勒森探望了他们。不久后的12月15日，裴多菲与妻子迎来了儿子的降生——裴多菲·佐尔坦。为此，诗人不得不再次申请休假。当日，裴多菲从德布勒森写信给奥洛尼·亚诺什，信中简短却洋溢着喜悦：“亲爱的朋友，我只写两句话：我当爸爸了，其余的你就从这张白纸上读吧；你读出来的一定和我写下的一样真切。今天中午，我的儿子出生了，明天或后天将举行洗礼。教父与教母将是奥洛尼·亚诺什及其夫人。孩子的名字叫佐尔坦。我们向你们致以热烈的拥抱！你亲爱的朋友……”

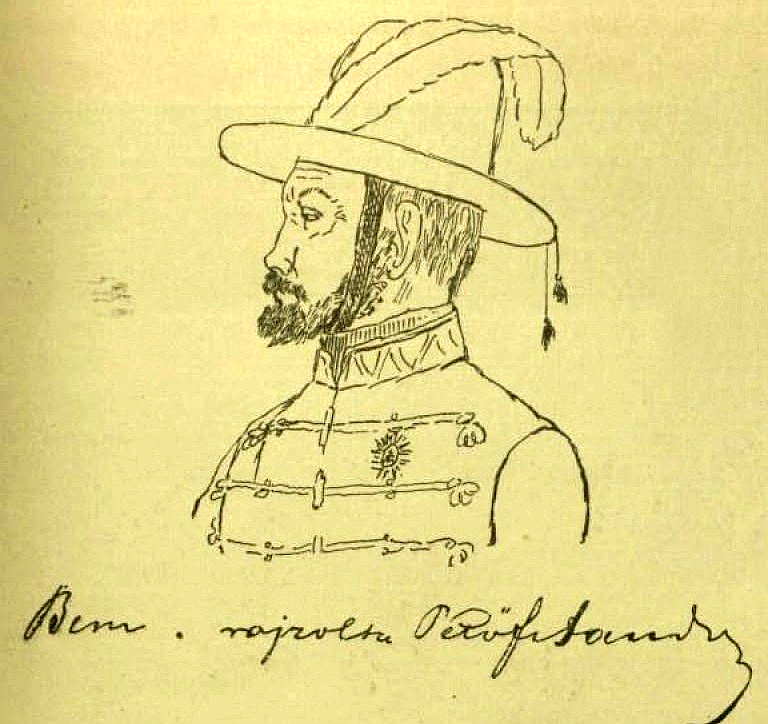
贝姆老爹，这位诗人心中的理想人物（裴多菲亲笔素描）。

他的敌人将他未上战场视为懦弱，并对他进行越来越激烈的嘲讽。最终，他请求调往约瑟夫·贝姆所率领的特兰西瓦尼亚军团，于一月中旬将妻儿托付给奥洛伊一家后，动身前往特兰西瓦尼亚投奔贝姆的部队。贝姆于19日抵达塞林代克，随后部署兵力准备攻占大塞本。裴多菲于1月20日在塞林代克找到了贝姆的部队，年长的将军、国防军军官和士兵们都热情地欢迎了他。他首次参加战斗是在1月30日，之后又参与了在维佐克瑙和代沃之间的战斗。
这位革命诗人在贝姆身上找到了理想的将领与英雄典范。他们之间建立了一种亲密的、几乎如父子般的关系。每当有机会时，贝姆总想保护他免受战争的危险，尽量不让他参战，但诗人还是多次卷入战斗之中。在皮什基战役前，贝姆出于关切体贴，将他作为信使派往德布勒森前往政府。他在那里在《三月十五日报》上发表了热情洋溢的文章和诗歌，颂扬贝姆的英勇精神。
在他的军旅生涯中，裴多菲曾两次辞去军衔。第一次是在1849年2月，当时他在德布勒森执行信使任务，并与战争部长梅萨罗什·拉扎尔发生争执。实际上，自从伦凯伊·亚诺什事件以来，他们的关系就一直很紧张。引发冲突的直接原因是裴多菲穿着不整——未戴手套和领带——出现在以严谨著称的战争部长面前。对此，裴多菲写了一首带有讽刺意味的诗《领带》作为“回应”，并在一封措辞强烈的信中递交辞呈，梅萨罗什于2月21日接受了他的辞职。根据裴多菲的请求，他的妻子和儿子由奥洛伊夫人从德布勒森送至萨隆塔，并在那里停留至五月；而裴多菲本人则于2月23日身着便服动身返回特兰西瓦尼亚，前往贝姆的部队，并于梅德杰什重新与部队会合。
三月初，裴多菲因患上疟疾，贝姆便派他带着军事任务前往克卢日，让他在那里休养。他途经毛罗什瓦沙尔海伊和代什，病情逐渐好转。探望了在萨隆塔的家人之后，他于4月1日再次以普通士兵的身份在大塞本向贝姆报到。这一次，贝姆再次提升他为上尉，并任命为自己的副官，还赠送给他一匹心爱的战马。贝姆视这位诗人如己出，裴多菲也同样对这位将军怀有深厚敬意。裴多菲参与了向萨斯谢拜什的推进，在那里贝姆于4月10日授予他功勋勋章；他还参加了贝姆在巴纳特地区的军事行动。为此，贝姆于5月3日在泰迈什瓦尔下方的索鲍德富卢任命他为少校。然而，此任命需要政府的批准，而由于他2月的辞职，此事并不容易获得通过。

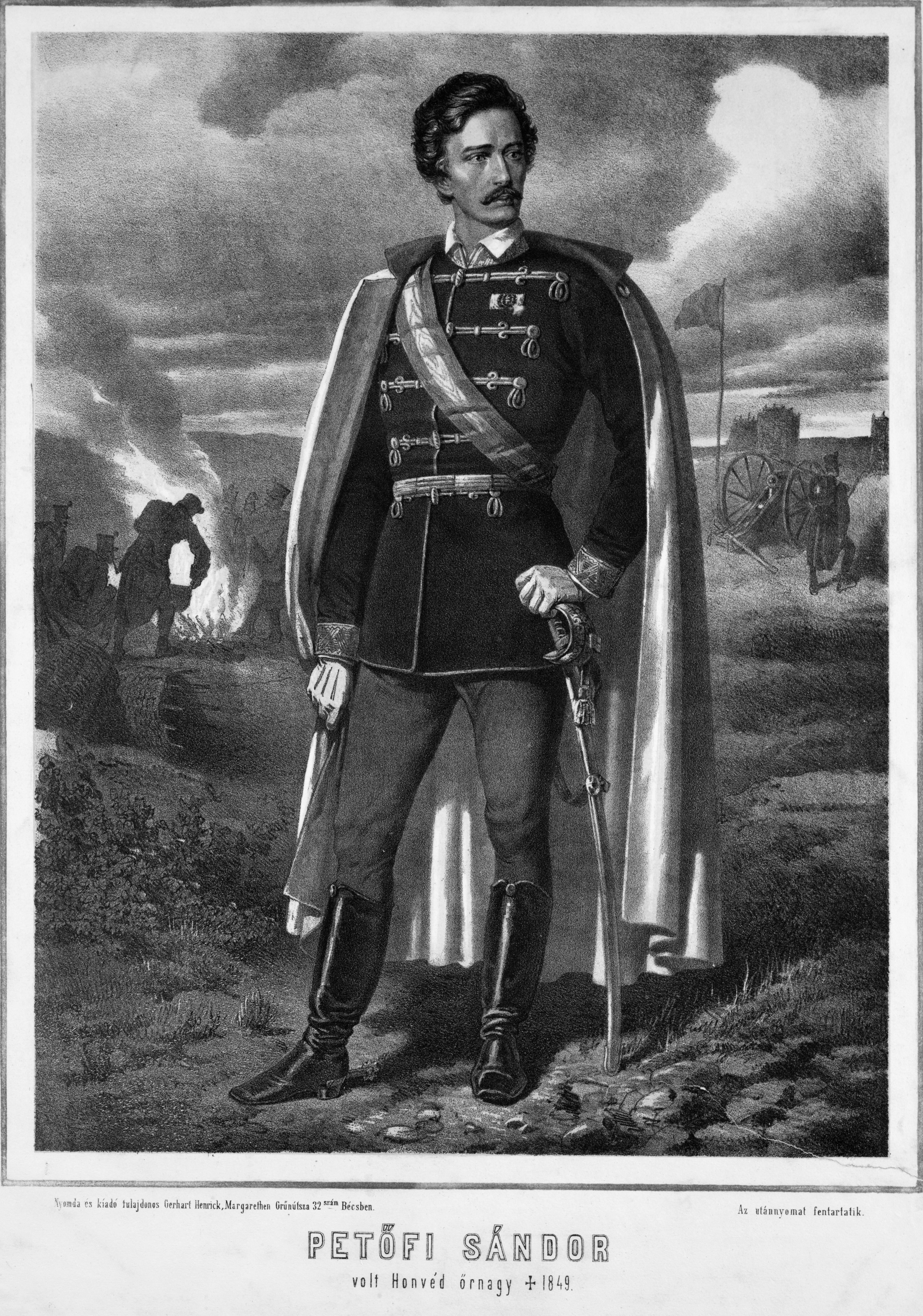
身着国防军少校制服的裴多菲·山多尔

为了避开即将到来的血战，贝姆再次将裴多菲派往德布勒森，带着一些提议前往面见科苏特与克洛普卡·久尔吉。裴多菲经由萨隆塔前往，他将儿子托付给奥洛伊一家后，和妻子一起继续前往德布勒森，并向科苏特报到，随后又去见代理战争部长克洛普卡。然而克洛普卡对他颇有微词，因为此前裴多菲将贝姆与韦切伊之间的一封信刊登在《国防军》报上，给政府带来了许多麻烦。克洛普卡严厉斥责了裴多菲，并将这位已再次辞去军衔的诗人软禁了起来，直到根据格尔盖伊·阿图尔的指示才被释放。事实上，贝姆曾请他翻译一份针对韦切伊·卡罗伊的调查申请书，但军方和政府从文风判断出是裴多菲起草的，便误认为那封信出自他之手。裴多菲因此立即辞职。在这件事之后，他似乎下定决心彻底告别军旅生活，甚至将贝姆赠予他的战马也卖掉了。
5月7日，裴多菲写下了充满愤怒的诗作《致一位粗暴的将军》献给克洛普卡后，急忙赶往佩斯。他于5月9日抵达，随后与妻子及儿子佐尔坦一起搬入了毛尔齐巴尼之家，这座房屋位于凯赖派希大街（今拉科齐路）与希普街、烟草街的交汇处。这是裴多菲在佩斯的最后一处住所，今拉科齐路12号的位置即是当年毛尔齐巴尼之家的旧址。
此前，裴多菲曾从索尔诺克致信克洛普卡，信中语气激烈、情感强烈。
裴多菲抵达首都时，正值布达围城战。在格尔盖伊的总部——斯瓦布山的“钟楼别墅”，裴多菲与克洛普卡会面，双方发生了口角，最终克洛普卡将裴多菲关进了别墅的一间房里。后来，按照格尔盖伊的命令，两名军官代表裴多菲向克洛普卡道歉，裴多菲才被释放。此后，裴多菲于5月27日再次递交辞呈，并请求以书面形式办理离职手续。

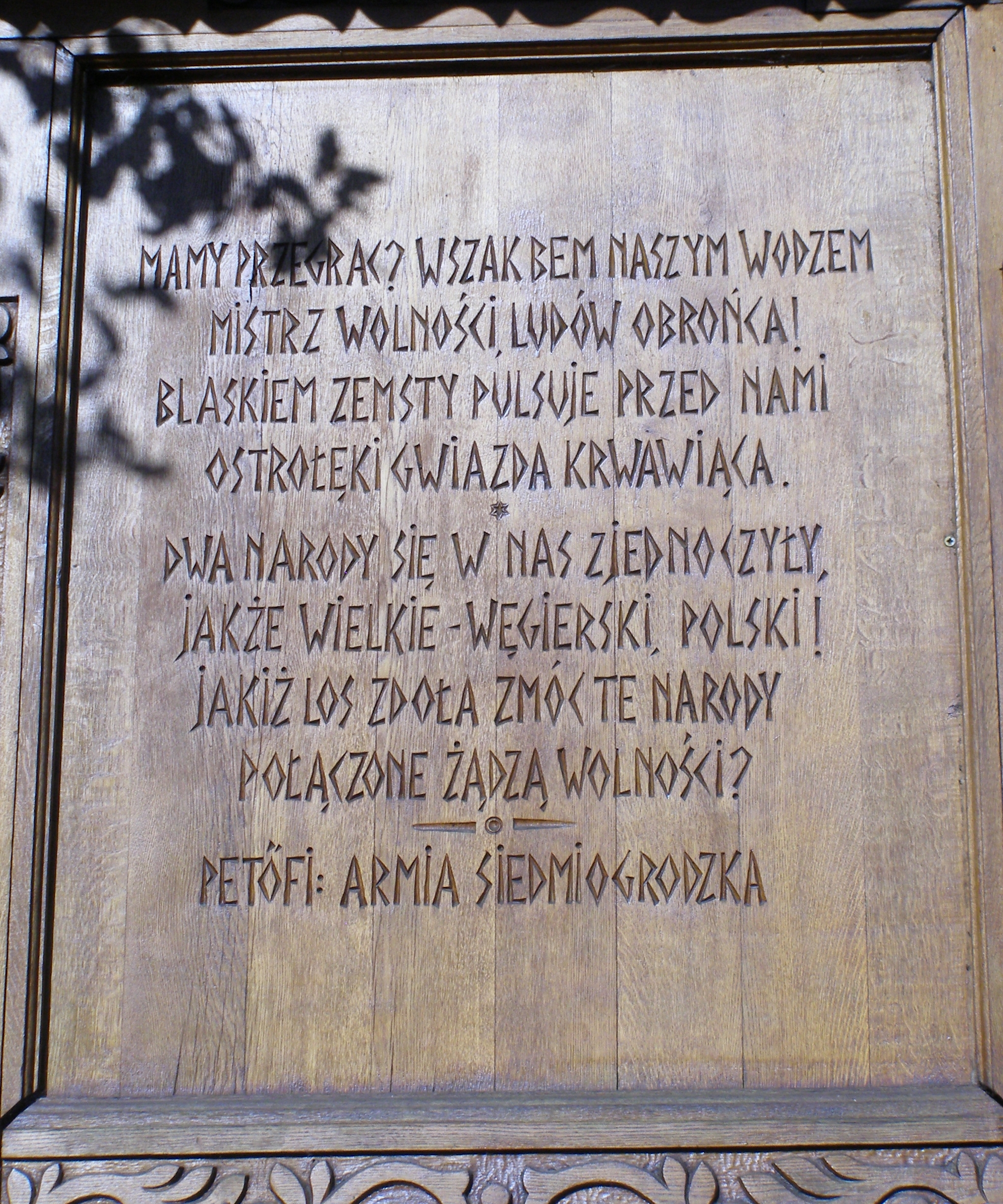
“我们怎会不胜？因为我们的统帅是贝姆，/他是自由的久经沙场的战士！”裴多菲的诗《特兰西瓦尼亚军队》的前两句被刻在了一座位于波兰塔尔努夫的塞凯伊门上，用的是波兰语翻译版本。

裴多菲抵达布达仅几天后，5月17日，他的母亲也去世了。父母的相继离世使他深受打击，因为他对他们怀有深厚的感情。从1846年起，裴多菲便持续资助双亲，起初是经济支持，后来更亲自照料他们的生活。1847年年初，他将父母安置在瓦茨，1848年春又接到佩斯，为他们租了房间，并与他们同桌吃饭。裴多菲的父母为儿子感到骄傲，而裴多菲也在《老旗手》一诗中自豪地歌颂了自己的父亲——他曾在自由战争中参与对抗耶拉契奇，在舒科罗战役中上阵，后来还驻扎在潘多尔福尔沃。1849年，老裴多菲携带印刷的革命宣言前往德布勒森拜见科苏特，后者得知他是裴多菲的父亲后，立即为他拨款300福林。他还在德布勒森见到了孙子。然而不久之后，老裴多菲于3月21日在佩斯病逝，死因是伤寒。裴多菲在母亲葬礼后，将儿子从萨隆塔带回佩斯。此时他已失去军官的工资，陷入经济困境。幸好在琴盖里的斡旋下，总理塞迈雷·贝尔陶兰为表彰他所作的诗《国防军战士》（A honvéd），决定在军中广泛使用，并订购了2.5万份印刷品，支付了500福林稿酬。这笔款项大大缓解了他一家的困境。在这段时间里，裴多菲试图整理个人事务，并请求了休假，因此暂时未再服役。
1849年6月，裴多菲再次被召唤出山，正是科苏特·拉约什亲自请求他协助动员佩斯的民众。得知俄国即将干涉匈牙利革命后，他重新加入了贝姆的军队。当政府撤离佩斯时，他也于7月3日携家人前往迈泽拜雷尼，投靠奥尔莱一家。在那里他隐居了几周，并创作了他最后一首已知的诗作——《恐怖的时代》（Szörnyü idő）。
7月18日，当俄军已逼近迈泽拜雷尼时，裴多菲将自己的手稿、纪念物托付给欧尔洛伊，随后带着家人启程前往特兰西瓦尼亚，去投奔贝姆。他经由瓦劳德、克卢日和托尔道，途中将妻子和儿子安置下来，继续独自前行。他最终在拜赖茨克找到了贝姆，当时贝姆正从摩尔达维亚远征归来。7月29日，两人一同抵达毛罗什瓦沙尔海伊，次日（7月30日）清晨，裴多菲正式随军加入了贝姆的部队。

### 裴多菲之死

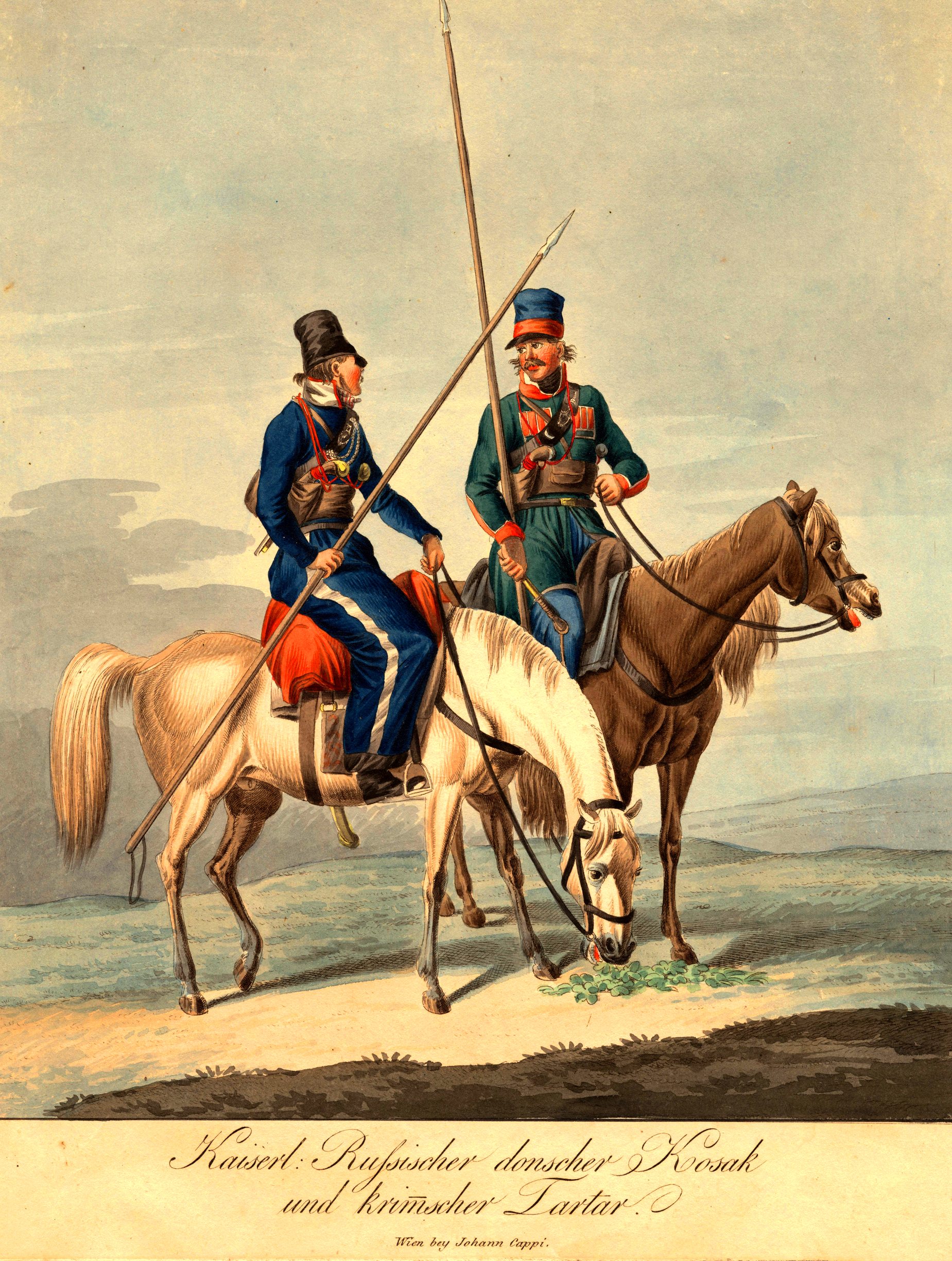
当时的哥萨克骑兵使用长矛作战。曾任俄军将领亚历山大·尼古拉耶维奇·利杰尔斯将军的奥地利方面联络官的奥古斯特·冯·海特少校于1854年所撰写的一份官方报告称：裴多菲死于通往海尧什福尔沃道路旁，当时他遇到两名哥萨克骑兵的袭击，很可能被他们用刺矛刺穿胸部致死。他的死亡时间大约在傍晚6时左右。

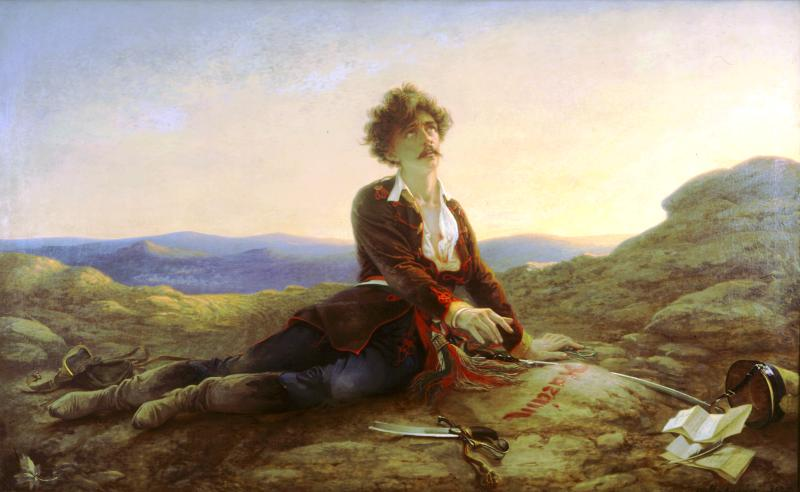
毛道拉斯·维克托：《裴多菲之死》，1875年

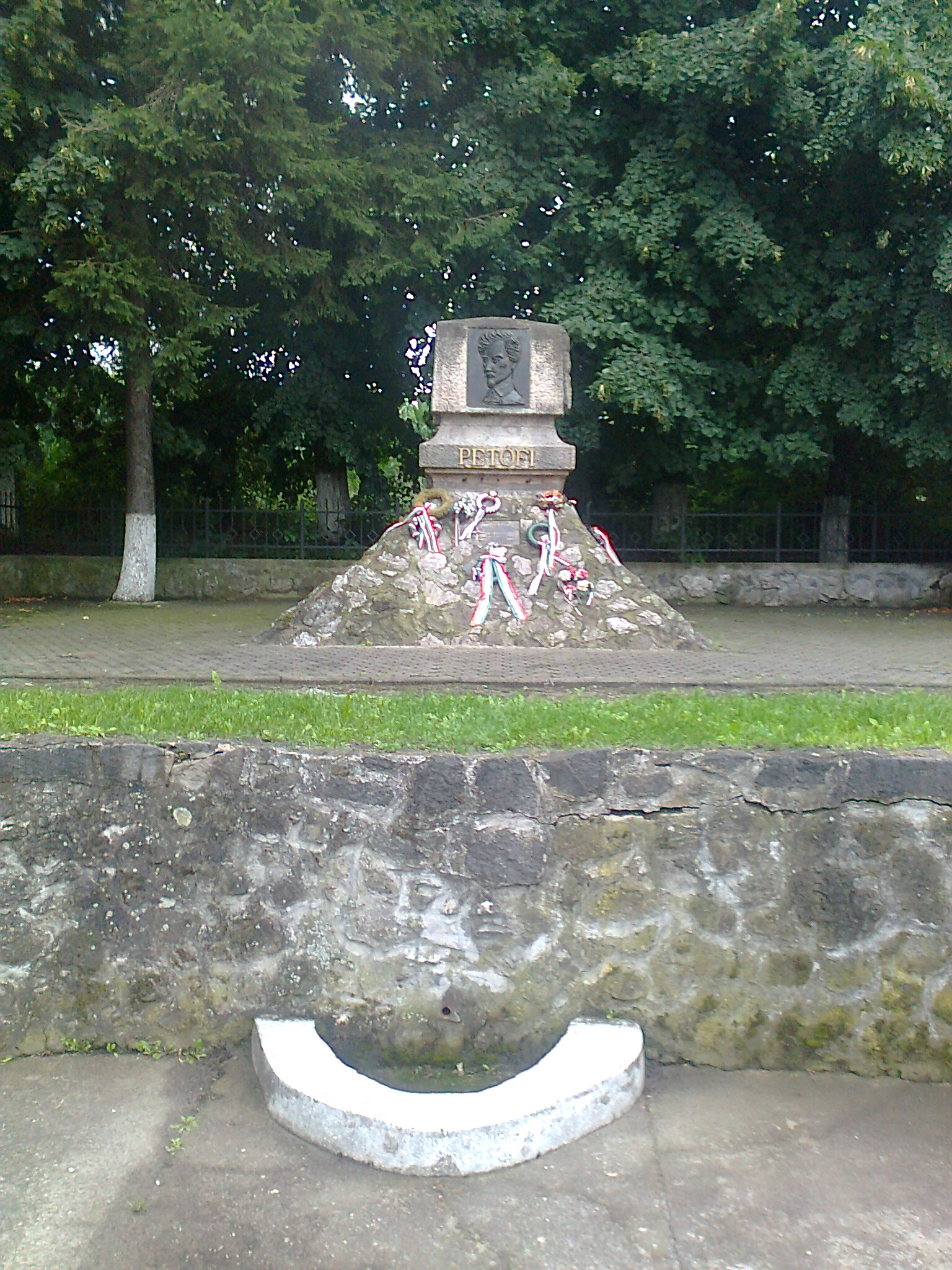
位于伊什潘库特的裴多菲纪念碑，据称裴多菲就死于此地附近，该地位于海尧什福尔沃和白教堂 (罗马尼亚)之间

1849年7月31日，贝姆将军所率的6000人大军在白教堂与谢盖堡之间的山谷中，与人数达1.2万的俄军部队交战。这场战斗持续了一整天，最终以匈牙利军队的失败告终。战斗开始时，裴多菲仍留在贝姆身边，当时他既没有马匹，也没有武器。指挥官在下午一点左右下令他撤离战场。然而，裴多菲并未离开。据焦洛考伊·拉约什和米特·费伦茨上尉回忆，那天他身穿由帆布制成的衬衣、背心和裤子，披着一件灰色外套，头戴一顶普通军官帽，肩上挎着一只用皮带挂着的黄色皮质挎包。:267—269
在谢盖堡战役中，我并未参与与俄军的对抗。然而，在日博投降后，我在美索锡地区遇到了一些曾参与该战役的国防军士兵。我们长时间讨论了过去几场战斗的事件，其中也提到了裴多菲。一名国防军的轻骑兵声称，他在谢盖堡战斗期间见过裴多菲。他回忆道，当贝姆用三磅炮弹击毙了俄国的斯卡尔亚京将军后，俄军发起了猛攻，整个匈牙利阵营被压制，裴多菲此时说了句：“这不过是小事。”这句话深深地铭刻在我记忆中，因为——老实说——当时我并不理解“potomság”（小事）一词的含义，我还特意询问了这句话的意思，因为在特兰西瓦尼亚很少使用这个词。
对于裴多菲如何、在哪里，在哪一地点战死的问题，那名士兵也未能提供任何具体的回答。由于俄军的猛烈冲击，匈牙利军队陷入了混乱并被迫撤退。愤怒的俄军没有手下留情。这也算是命运的奇妙安排。贝姆击毙斯卡尔亚京的同一炮击，也最终导致了裴多菲的死亡。如果这一事件没有发生，这场战斗可能以损失和撤退告终，但裴多菲或许还能活下来。——伊姆雷·山多尔，《回忆1848—1849年匈牙利自由战争中的特兰西瓦尼亚》
“敌军溃退，长矛兵和哥萨克骑兵追击他们，切断了退路，绕过两翼，将他们逼回了远离大路和费黑赖吉哈扎的方向——而后者本可能为他们提供一些掩护。这时，在村庄上方的山丘上，对溃军展开了骇人听闻的大屠杀。”——这是俄国上校德米特里·伊万诺维奇·达拉甘在其战后报告《1849年特兰西瓦尼亚战争笔记》（Записки о войне в Трансильвании в 1849 году）中对屠杀的描述。奥地利人多尔斯内对此屠杀作出评论称：“勇猛的拿骚长矛兵为他们所敬爱的斯卡尔亚京将军之死进行了血腥的报复。”这支参与追击的俄军部队，原为第3哥萨克骑兵团，其成员多来自基辅和卡缅涅茨-波多利斯基一带。1817年，这支部队加入了布格河地区哥萨克兵，重组成第2布格长矛骑兵团，1830年后进一步演变为敖德萨长矛骑兵团。自1843年起，该部队的名义所有者为拿骚的阿道夫亲王。
后来，有人在不同地点看到裴多菲，他一边观察战况，一边做着笔记。根据来自塞凯伊凯赖斯图尔的军医伦杰尔·约瑟夫的报告，大约在四点钟左右，诗人站在白教堂的桥头堡处，注视着战斗，甚至在一颗炮弹落在离他不过三十步远的地方、扬起尘土将他覆盖时，他也没有逃跑。:280
律师兼国民军上尉焦洛考伊·拉约什，是最后见到他的几人之一。（裴多菲是与他同乘一辆马车从毛罗什瓦沙尔海伊前往谢盖堡的，在战斗中也一直站在将领身边。）但当那支被优势敌军包围的小部队（总共2800人）被击溃时，裴多菲转向白教堂方向逃去，而焦洛考伊则成功脱身。战斗中，匈牙利军被击退，其中一部分在下午五六点左右遭到包围。五点时，人们还在萨尔河上的桥头看见了这位诗人，那里两百名塞凯伊人士兵正与八百名哥萨克作战。哥萨克人获胜后，开始追击撤退的匈牙利人。伦杰尔·约瑟夫骑在马上，还曾对他高喊要他快跑，他见将军本姆和指挥部也在逃命，便开始徒步逃跑——因为他已无坐骑。伦杰尔对此事的记述如下：“很快整个战线崩溃。我指了指左翼，那边将军也在逃跑。裴多菲望了一眼，什么也没说，便转身开始奔跑。我也迅速回到原位，牵起马缰，骑上马，飞驰而去。”:283
根据焦洛考伊的回忆：“在那场身不由己的逃命赛跑中，我大概只跑出了一小段距离，就看见裴多菲光着头，手里拿着帽子，从我前方几步远处横穿马路奔跑。我朝他喊了一声，他用一副阴沉的目光看着我，默默地停下了脚步。——‘跟我走，’我一边说着一边抓住他的手，‘我把马车停在不远的地方，我们可以乘车逃走。徒步的话，要么被拦截，要么被抓住。’——他回答：‘你以为，还有哪个傻子敢在这个地狱里坚守原地？你的车夫早就像其他人一样逃跑了。你看——’他指着向我们逼近的一队骑兵，‘这里逃不出去的，别再想着你的马车了，走小路那边，也许还有活路。’看到我犹豫，他又说道：‘现在不是思考的时候，我走了，上帝保佑！’说罢，他挣脱了我的手，从半米高的路堤上一跃而下，奔跑而去。”这个半米高的路堤位于萨尔保陶克桥的对面，沿驿道南侧延伸。裴多菲则继续沿驿道向东，奔向白教堂。:285

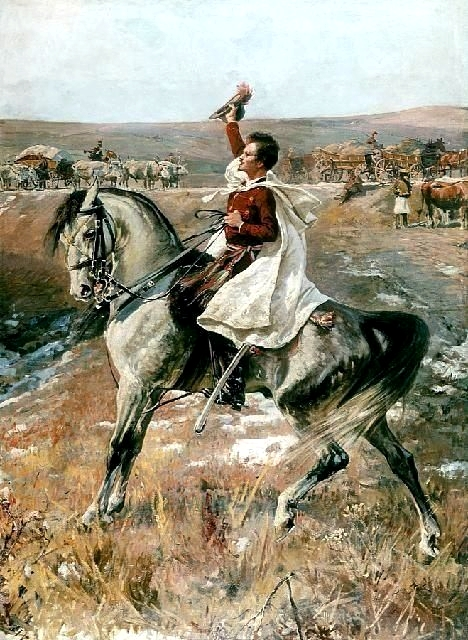
裴多菲在《特兰西瓦尼亚全景》这部环景画中一处被发现的碎片里出现。

当时年仅23岁的帕普·拉约什中校在战斗末尾担任左翼指挥官，他在战场上看见诗人时，曾想把他拉上马背，但就在下一刻，一队持矛骑兵从他们之间冲了过去。裴多菲的死并无人亲眼目睹。
贝姆的另一位助手洛林茨被找到了。他说在混乱的时刻，看见身穿布衣的桑多尔徒步穿过公路，朝玉米地方向奔去。也许他确实成功逃脱了，目前很可能在托尔达，与家人团聚。毕竟每天都有那些被认为失踪的人出现。——埃格赖希·加博尔，《土耳其日记》，1849年8月10日，萨斯塞贝什

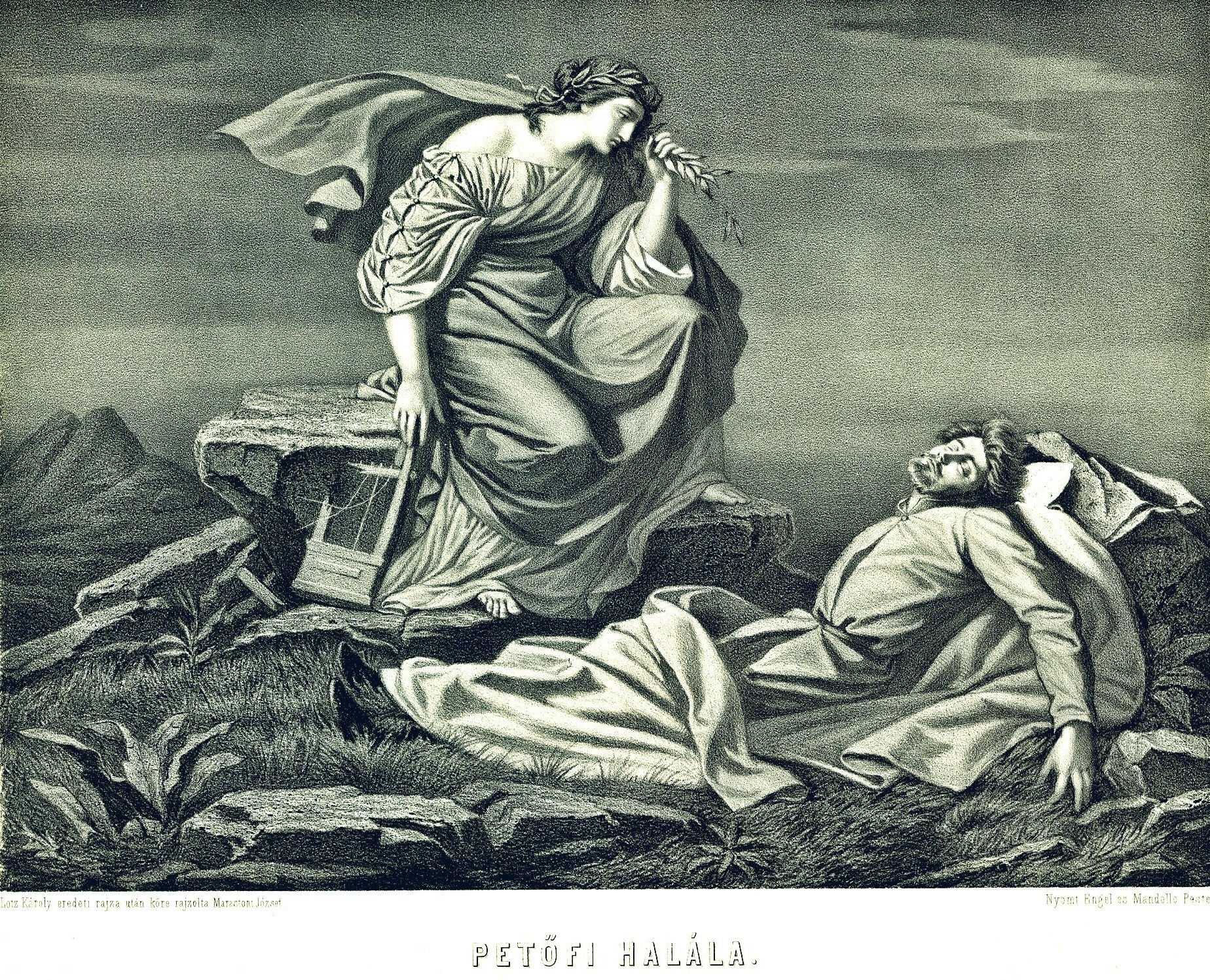
洛茨·卡罗伊：《裴多菲之死》，马拉斯托尼·约瑟夫的石版画作品

贝姆的侦察官弗朗茨·菲德勒在他的日记中写到了裴多菲的命运。据记载，两名哥萨克骑兵追上了徒步逃亡的裴多菲，对他造成了重伤。菲德勒通过望远镜目睹了这一切，随后派遣两个乔装成罗马尼亚农民的手下，将失去意识且缺失三根手指的裴多菲护送到安全地带。他们为他包扎伤口，并趁着席卷乡村的暴风雨和黑暗，将他带到了谢盖堡。在一户匈牙利人家中暂时安置并护理他，后来这家人讲述说，穿便服的伤员后来被俄国人带走了。这个故事成为后来怀疑一个名叫彼得罗维奇的匈牙利人（于1856年5月在巴尔古津村去世，其遗骸于1989年7月17日被发掘）可能就是裴多菲·山多尔的依据。
逃向被炮火轰炸的村庄和山丘上方开始的森林，或者向旁边通往白教堂的路，这些地方本可给逃亡带来一丝希望，但无论是这条路还是那条路，都只能供骑兵通行；哥萨克人的包围圈迅速收紧。随后爆发了一场疯狂的屠杀……诗人在马蹄已近脚跟时，转身面对追兵。他是从前方中弹负伤的。——伊雷什·久洛，《裴多菲·山多尔》
然而，根据《Pallas大百科全书》的记载，裴多菲留在了被俄军包围的匈牙利军队中，并在那里阵亡。现有的目击者对事件的描述各不相同。其中最被认为可靠的是伦杰尔·约瑟夫的说法，他提到：“留在包围圈内的人，除了大约60到70名受伤者，几乎全部阵亡。我的马帮助我逃出了包围圈。裴多菲是徒步的，因此留在了包围圈里。当我到达一座山丘（布尼坡道，驿道弯道处）时，我回头望去，觉得认出了裴多菲。”:288
应教会之请求，为免我方面承担任何不实之责，我在此声明：经我最为细致的调查与确凿证据，我已完全确信裴多菲·山多尔在特兰西瓦尼亚的战斗中阵亡。我亲自走访过各处战场，并综合来自国外的多种报告，由此形成此一确信；若有必要，我可本着良知对此宣誓。这一说法的真实性，还可由若干目击者的证词予以佐证，若需，我随时愿请他们出面作证。
其中一位，便是住在乌德沃尔海伊塞克的药剂师——虽然我并不知其姓名，但在必要时我愿亲自请其出面作证——此人在战事期间曾在特兰西瓦尼亚主力部队中服役。根据我向他所做的询问，他答复说：他最后一次看到裴多菲·山多尔，正是在他被哥萨克人包围、与溃逃的军队分离之际。此后便再未有人见过他，种种迹象皆表明他极可能当场殒命；这一点，又得到乌德沃尔海伊塞克军事指挥官 B·海特的证词进一步印证：他在战斗结束后前往战场，曾在尸体中发现一具遗体，根据其衣着与体貌特征，他可以确信这就是我的丈夫裴多菲·山多尔的遗体。
佩斯，1850年7月21日
森德赖伊·尤利娅
[红色蜡封，印有“P.J.”字样]
霍瓦特·久洛
[红色蜡印]——森德赖伊·尤利娅关于裴多菲·山多尔之死的声明
据迪耶奈什·安德拉什所述，哈勒尔·费伦茨及其弟哈勒尔·约瑟夫的观点颇具意义。哈勒尔·费伦茨是白教堂的庄园主、州级长官，曾任谢盖堡地区军事指挥官，他通过合法律师拉扎尔·阿达姆与副州长阿帕蒂·彼得将其证词立入笔录，称裴多菲是在他自己的庄园上阵亡的。为此，“裴多菲纪念碑协会”常设委员会在修道院园林以东处立起了一座纪念碑，那里埋葬着的约四百名匈牙利国防军士兵。然而，历史学者达维德·久洛与米科·伊姆雷认为，裴多菲并不在其中。哈勒尔·约瑟夫则声称，裴多菲是在布尼桥上被骑枪刺死，随后尸体被投进屈屈勒河，之后又被埋葬于“乔恩塔花园”。他在该地立了一座四米高的木十字架，并配以两座炮模型以作标示，但其兄费伦茨命人将标记推倒，并将之运回了白教堂的市政厅。:273
森德赖伊·尤利娅起初曾设法寻找裴多菲，但在未满一年丧期的1850年7月便嫁给了历史学家霍瓦特·阿尔帕德，此举在公众舆论中引发了强烈的反感。即便是一向忠诚的奥洛尼·亚诺什也对她表示谴责，并在其叙事诗《国防军遗孀》中表达了批评。森德赖伊·尤利娅于1868年去世，安葬于布达佩斯克雷佩希公墓。
裴多菲在其诗作《一个念头在烦恼着我》中的给出的一些预感最终应验了：
为什么我必须死在床榻上？
这样的念头在烦恼着我。
……
假如我必得死亡的话，
我就在战场上阵亡，
我的血从我的心中流出，
……
一匹匹战马在火线上奔跑，
从我的尸体上面驰过，
战士们带来了胜利的捷报。——裴多菲·山多尔，《一个念头在烦恼着我》

### 失踪之谜
裴多菲失踪的经过在19世纪末出版的多部传记中已有详尽记载。到了那时，人们普遍接受这样的观点：流传于当时的、来自其同时代人的种种浪漫主义传说——例如诗人成功逃脱、被俄军俘虏并被押往西伯利亚等情节——皆无法以确凿史实加以佐证。尽管贝姆将军与尤利娅曾不懈努力，试图寻找诗人的遗体，但始终无果。人们推测，裴多菲应安葬于白教堂英烈的集体墓中，作为这场自由战争最著名的殉难者之一倒在战场上。奥地利方面的战报也印证了这一推测。
根据1856年出版的费伦齐所编的《匈牙利作家传记集》的记载，裴多菲是“无影无踪地失踪了”，书中还补充道：“许多人认为他已经死了；也有人坚称他逃亡到了美洲。”

#### 伊什潘库特发现的起义军军官遗骸说
研究很难推进到超出以下已知事实的程度：在战斗的最后时刻以及撤退时，焦洛考伊和伦杰尔医生在白教堂西侧、萨尔保陶克桥附近看到过这位诗人；他当时正沿着驿道穿过村庄逃亡。后来，在白教堂与海尧什福尔沃之间，追击的乌兰骑兵在伊什潘库特一带将他刺杀。而傍晚时分，海特看见的正是他的尸体。——科瓦奇·拉斯洛，《论西伯利亚的假裴多菲和白教堂的真裴多菲》
维也纳皇家秘密档案馆中保存着关于战斗结束后确切军事行动的记载，其描述如下：“起义军的残部在7月31日谢盖堡附近的战斗中遭遇骑兵冲锋后开始向海尧什福尔沃撤退，哥萨克骑兵部队便立即越过了白教堂及其上方的屈屈勒河，从而切断了大量逃兵的退路；这些人随即就被残忍屠杀。”
关于裴多菲之死，奥地利少校（后晋升为上校）海特作了证词。他当时是俄军利杰尔斯将军的奥地利联络官。根据他所述，被俘的匈牙利军官们凭借对外貌的描述，将那位“身材矮小、体型瘦弱、肤色发黄、有胡须”的、胸口被刺穿的起义军士兵确认是裴多菲。此外，在这具尸体旁还发现了一份重要文件：那是凯梅尼·福尔考什致贝姆将军的一份关于部队部署状况的报告。
根据当今学术界的主流观点，裴多菲在谢盖堡战役中阵亡。然而，也有人对此提出异议，认为他当时是作为战俘被押送到西伯利亚，在那里要么被处决，要么死于自然原因。这一理论的支持者还认为，很可能他在那里结了婚，成了家，并用俄语创作了大量诗歌。

#### 蒂姆福尔沃公墓中的墓碑
在塞凯伊凯赖斯图尔的墓地里，有一块箭头形状的指示牌，指向传说中的“裴多菲之墓”，上面写着：“裴多菲 1849年7月31日—1902年10月25日”。前者是这位诗人失踪的日期，后者是“被埋葬”的日子。这一传说是在世纪之交时由拉扎尔·马顿讲述的，他是哈勒尔家族以前的厨师，后来开了一家小客栈。传说中，在谢什堡战役的那个夜晚，两名骠骑兵和一名受伤的自由军军官在他的马厩里寻求庇护，而他的盲仆人坚称，那位军官正是裴多菲·山多尔。两名骠骑兵继续上路，而那名军官在天亮前去世。拉扎尔·马顿在仆人的帮助下，把“裴多菲”埋在了马厩后面。拉扎尔在世时就把这个故事讲给了邮政局长格默里·费伦茨听，后者在客栈老板去世后，将这段传说刊登在塞格德的报纸上。不久后，当地的木匠兼殡葬业者巴林特·达尼埃尔带人挖掘了那个坟墓，陪同的老人希波什·山多尔（年轻时曾从诺瓦克商店护送裴多菲前往毛茨卡什庄园）认定，墓中骸骨只可能是裴多菲的遗骸。之后，这些遗骸在蒂姆福尔沃墓地以隆重仪式安葬。尽管来自布达佩斯的法医专家认定，从拉扎尔园中挖掘出的头骨属于一位老年人，与另一具在鲍拉日村保存的“裴多菲头骨”一样，但人们还是年复一年地在万灵节那天到墓前点燃蜡烛悼念。:298-299

#### 巴尔古津墓地说
巴尔古津之墓的传说起源于一篇发表于1936年的文章，作者是艾希格拉本的作家H·F·伯尼施。后来，这一传说又被俄国少校伊万诺维奇·斯克里杰尔斯基的说法进一步强化。他声称自己曾在雅库特服役，期间翻阅了1875年流放者的官方名单时，注意到其中有一名囚犯名叫“亚历山大·斯捷潘诺维奇·彼得罗维奇”(Александр Степанович Петрович)，于1857年5月18日死于伊卡托沃村。他由此推断，这个名字其实是“裴多菲·山多尔”的斯拉夫化版本。
……有一段时间，人们在布里亚特寻找裴多菲的墓地。导致这一切发生的人是我自己。布里亚特位于蒙古和苏联的边界，我在那里的一家科研机构工作了一年。期间，一位民俗学教授来找我，说他收集了一大批传说，讲述了一位名叫亚历山大·彼得罗维奇·裴多菲的匈牙利诗人，他被流放到了西伯利亚。教授还提到了三个墓地，说根据传说裴多菲的墓就在其中之一。半年后我回国时，向科学院负责民族学研究的副主席奥尔图泰·久拉提起了这个关于裴多菲的传说。后来，这件事登上了报纸，接下来的报道直接说我带回了“裴多菲墓地被找到”的消息。之后无论我走到哪里辩解都没有用。于是组织了一次考察队，最终他们声称在一个叫巴尔古津的地方找到了裴多菲的坟墓，而其中一个传说正好就说他葬在那里……——《我们经常去乌兰巴托郊外打猎》——摘自对作家洛林茨·L·拉约什的采访，来源：origo.hu

#### Megamorv探险队
1989年夏天，在企业家莫尔瓦伊·费伦茨的倡议下，由“Megamorv裴多菲委员会”组织了一次前往西伯利亚的匈牙利考察行动，目的是寻找裴多菲的墓地。此次发掘工作的学术负责人是人类学家基塞伊·伊什特万。1989年7月16日，莫尔瓦伊宣布，由他资助的考察队在布里亚特巴尔古津村的公墓发现了裴多菲的遗骸。基塞伊表示，根据当时的文献资料，专家在骸骨上确认了25个裴多菲体貌特征（例如女性化骨盆、突出犬齿、膝盖骨问题）。考古学家沃尔戈·贝洛根据法医鉴定中认定的五项特征吻合，宣布确认身份。
1990年，经过学术界的鉴定，人类学教授福尔考什·久洛、医学教授伦杰尔·伊姆雷、人类学教授瓦列里·帕夫洛维奇·阿列克谢耶夫，以及亚历山大·彼得罗维奇·格罗莫夫和维克托·尼古拉耶维奇·格罗莫夫两位法医学教授共同认定，该具骸骨属于一名女性。该委员会的报告被匈牙利科学院主席团以第25/1990号决议正式通过，至今仍被视为官方权威结论。
……进行鉴定的研究人员没有找到任何证据表明裴多菲·山多尔的安葬地点应在西伯利亚的巴尔古津。同时，依据历史资料、计量-形态学分析、考古学论证、绝对年代测定以及基因分析，确认巴尔古津的那具骸骨是女性的遗骸。——匈牙利科学院总结报告（节选）
1994年，美国武装部队病理学研究所和宾夕法尼亚大学对匈牙利科学院所藏骨骼样本进行了DNA检测，结果同样确认该骨骼属于一名女性。
然而，“Megamorv裴多菲委员会”并未接受匈牙利科学院的官方立场，他们提议开棺检验裴多菲父母在阜姆路墓地的坟墓，在取样后进行DNA检测。2001年，他们确实获得了掘墓许可，但时任内政部长平特·山多尔以“出于对逝者的敬重”为由撤销了许可。随后，这些骨骼遗骸被藏入行李箱，先被秘密运往美国克利夫兰的一家诊所，之后又被转移至西欧某国的一座修道院，因为他们担心当局会查封并销毁这些遗骸。
根据2015年3月公布的结果，中国专家所做的DNA检测显示，埋葬在巴尔古津村的是裴多菲·山多尔。他们依据来自诗人现存亲属的血样与巴尔古津7号骸骨提取的样本进行对比分析，宣称两者DNA相似度达99.2%至99.9%。然而，匈牙利科学院人文科学研究中心考古研究所古基因实验室的研究人员指出，中国方面得出的结论存在明显缺陷：样本采集是在不受监管的条件下进行的，所使用的方法无法证明亲属关系成立，只能用于排除亲属关系。而且，从巴尔古津村骸骨中提取的DNA模式与一个包含数万条数据的德国数据库相比，出现了上千例相似匹配，说明中国检测中所依据的遗传特征在欧洲人群中相当普遍。

### 重新安葬
国家纪念与悼念事务委员会（NEKB）于2015年多次就此议题进行讨论，并此前已一致决定坚持其既有立场和第29/2015号决议，继续采信匈牙利科学院的专业意见，因此不承认Megamorv裴多菲委员会协会的主张，也不支持其相关倡议。——布达佩斯，2015年7月15日（官方公报）——国家遗产研究院（NÖRI）就Megamorv裴多菲委员会协会“裴多菲纪念日”相关事宜发布公告。
莫尔瓦伊·费伦茨宣布，裴多菲·山多尔的遗骸将于2015年7月17日在布达佩斯的阜姆路公墓安葬。
Megamorv裴多菲委员会在这一天举行了“裴多菲纪念日”活动，在公墓内的安葬石棺上安放了一块纪念碑，碑文如下：
| Petőfi Sándor költő, forradalmár Született Magyarországon 1823-ban Meghalt Szibériában, 1856-ban Eltemette 2015. július 17-én a Megamorv-Petőfi Bizottság Egyesület | 裴多菲·山多尔 诗人，革命者 1823年生于匈牙利 1856年卒于西伯利亚 2015年7月17日由Megamorv裴多菲委员会协会安葬 |

## 裴多菲的贡献
今天我们甚至已经察觉不到，是他把民众的语言引入了文学之中。——伊雷什·久洛

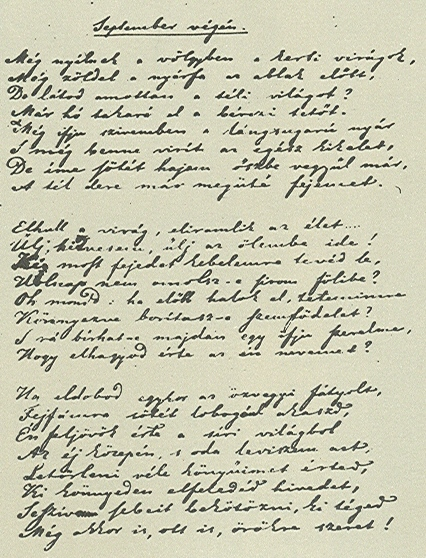
裴多菲诗作《九月的尽头》的手稿

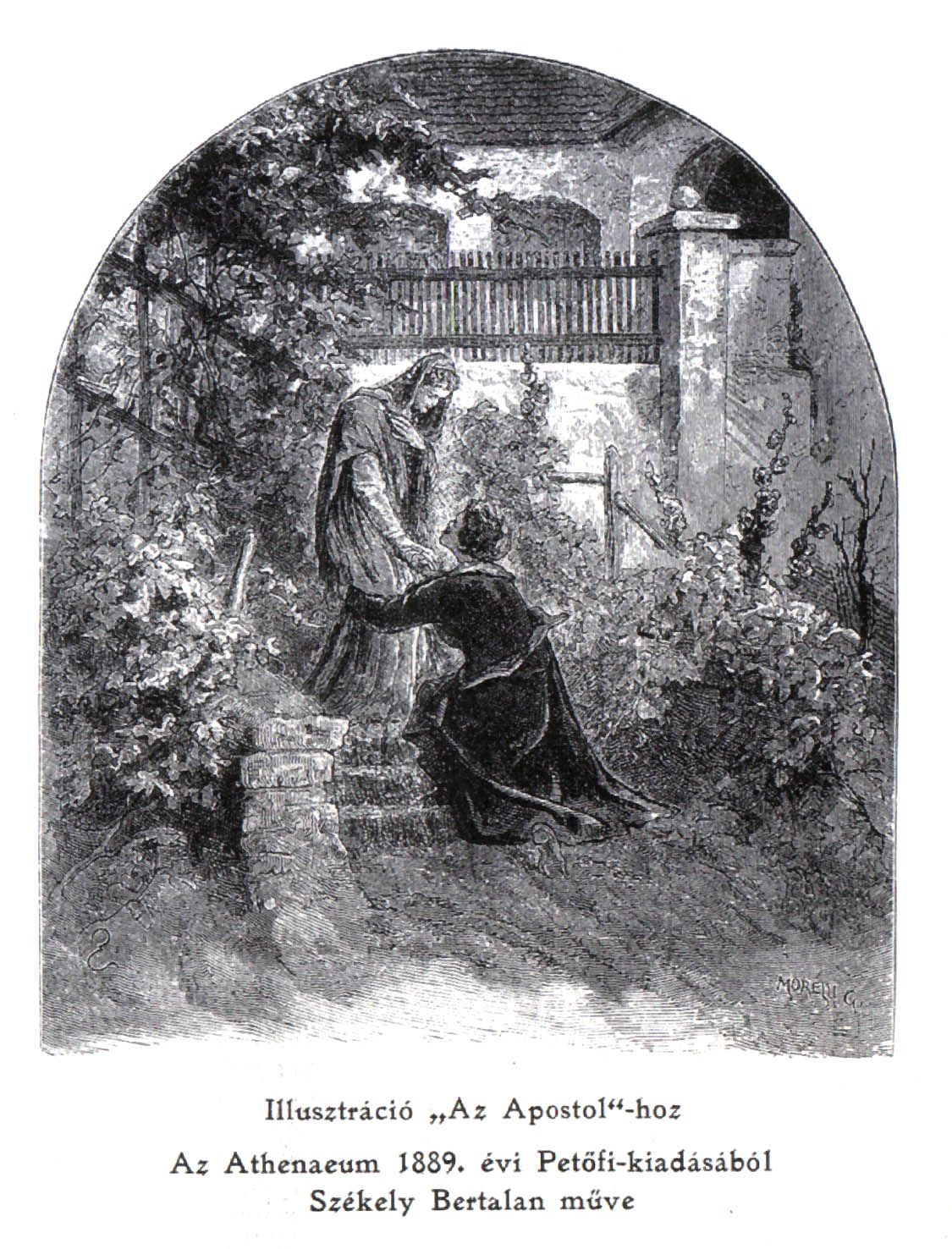
塞凯伊·拜尔陶隆：《使徒》，1889年

裴多菲留给后世的诗作超过850首。按年份分布如下：1838年2首，1839年7首，1840年7首，1841年22首，1842年28首，1843年36首，1844年137首，1845年166首，1846年136首，1847年160首，1848年101首，1849年20首。这些诗作创作于68个地方（城市和乡村），其中有22首未标明具体地名；最多是在佩斯创作（370首），其次是索尔克圣马尔通（109首）、德布勒森（41首）、科尔托（29首）等。自1842年起，《雅典娜》杂志发表了他的20首诗，《佩斯时尚报》发表了129首，《生活画报》刊登了27首；1847年至1849年，《祖国》刊登了22首，《三月十五日》4首，《公报》5首，《人民之友》6首，《美文杂志》2首。在他的诗歌创作生涯的第一个阶段（1842—1846年），共有198首诗发表于各类杂志和袖珍诗集；在第二阶段（1847—1849年），有125首诗作发表。
裴多菲一次次地将自己的生活转化为诗歌。他在全国各地的游历轨迹，都能从他诗作的日期中看出端倪；按时间顺序排列的诗歌本身就构成了一部他的传记，而他的生活经历也同样解释了他的诗歌。他的情绪常常变化无常，这也影响了他的观察视角，使他能在普通事物中看到诗意的一面。他的诗歌的一大特点便是直接、真诚、自然。同时，他的作品也以独特的原创性和丰富的情感著称。他的公开创作生涯历时七年（1842—1849年），但真正系统地创作只有从1844年起的五年时间，在这短短的几年里，他的诗艺也在不断发展与升华。
裴多菲是19世纪最重要历史时期的诗人之一，他表达了爱国情怀、民主理想和对自由的热爱，对整个马扎尔民族产生了前所未有的深远影响。在他的诗歌中，匈牙利浪漫主义达到了顶峰，但他又超越了浪漫主义，成为抒情现实主义的开创者。他的诗歌比前人更加真实，更加具有民族特色，为匈牙利抒情诗注入了新的情感源泉，开辟了新的视野。在他的诗篇中，我们既能看到儿子对父母的孝爱，也能感受到对妻子的炽烈激情，亦有对匈牙利大平原的颂扬。
他不仅选取了全新的题材，还创造了全新的表达风格，这种风格既独特个性鲜明，又通俗易懂。他是第一个最成功地将民族性与艺术性完美结合为民族艺术的诗人，后来奥洛尼·亚诺什和通保·米哈伊也追随其后。他在抒情诗的诸多体裁中皆有卓越成就，无论是挽歌、颂歌（包括爱情颂歌和爱国颂歌）、讽刺诗还是沉思诗，但正如久洛伊·帕尔所言，他尤其创造了具有鲜明民族特色的“匈牙利之歌”。这并非民歌，而是借鉴民间诗歌的外在形式、内在精神，对其升华提炼，创造出的文学意义上的匈牙利歌曲。他的诗歌以情感转折迅捷而著称，但这并不破坏其抒情的整体和谐。他的抒情才华同样体现在风俗画式的小诗和描写性诗歌中。
正如其个性一样，裴多菲的诗歌也存在阴暗面。在某些地方显得平淡、粗糙、甚至放纵无羁；他的艺术感受力也并非始终可靠，想象力有时会走向肆意泛滥。不过，他的创作生涯呈现出逐步发展的轨迹。在早期的诗作中，还可以看出弗洛斯马提和鲍伊佐的痕迹，后来也受过一些外国诗人的影响，比如贝朗瑞、海涅、拜伦、雪莱等，但这些影响在他身上很快被内化吸收，从未沦为任何诗人的模仿者。
他的最大长处在于其道德理想主义，这种精神贯穿于他的爱国诗歌和爱情诗歌之中，从未被违背。他的语言生动、流畅，充满民族风格；他的诗歌将民众的口语真正融入了匈牙利文学。他还将匈牙利的民族韵律引入抒情诗，同时广泛运用西欧的诗歌形式，使抒情诗既具有匈牙利特色，又呈现出现代国际风格。相比之下，他的叙事诗和小说则并不十分成功，因为他难以做到真正的客观冷静。
他的最佳叙事作品包括《勇者约翰》、《野性皮什陶》（Szilaj Pista）和《傻瓜伊什托克》（Bolond Istók）。
他的于1847年出版的诗集在1857年获得了科学院的奖励，该奖项由他的儿子佐尔坦代表领取。在他生前，他的作品就已经开始被翻译成多种外语。

### 对匈牙利叙事诗的创新
他在匈牙利诗歌中引入了此前鲜为人知的题材：他是家庭抒情诗的开创者，在他的乡村诗歌中，草地——匈牙利大平原得到了应有的生动描绘。
在他的早期诗作及第一本诗集中，裴多菲遵循了当时相对新颖的民间风格。1842年，埃尔代伊·亚诺什的研究首次探讨了民间诗歌所蕴含的潜力，强调了民众艺术的发现及其力量。裴多菲沿袭这一风格，开创了许多此前匈牙利诗坛未曾出现过的诗歌体裁。
裴多菲的诗歌带来了新的声音，他的语言摆脱了考津齐·费伦茨所倡导的“高雅风格”的束缚，放飞自我。他摒弃了神话元素和矫揉造作的委婉表达，以通俗易懂、简洁明了的语言面向大众，将民众的口语引入文学之中，同时兼具当时受过教育的知识分子的词汇风格。他的作品中首次出现了“世界自由”（világszabadság）这一词汇。相比诗歌的外在形式，他更注重思想的表达，内容的意义远比形式的完美更为重要。

### 影响
他在匈牙利文学史上的地位独一无二。他的出现终结了那种陌生感和矫揉造作，开启了他与奥洛尼·亚诺什共同引领的现实主义和民族主义潮流。他的重要性不仅在于他的民众性或革命性，更体现在他对同时代人的影响上——他的朋友奥洛尼、通保·米哈伊、毛达奇·伊姆雷和沃伊道·亚诺什等诗人的创作都深受其启发。
直到19世纪末，后续的诗人世代都试图模仿裴多菲表面上的轻松与简洁，其中一些人在他生前就开始尝试，尤其是在1850年代，但普遍未取得太大成功。在他去世后的半个多世纪里，直到“西方派”第一代诗人（奥第·安德烈、鲍比契·米哈伊、科斯托拉尼·德热）出现之前，裴多菲的影响在匈牙利文学中一直占据主导地位。他对后来的诗人也产生了重要影响，例如尤若夫·阿蒂拉、纳吉·拉斯洛、卡尼亚迪·山多尔等人的诗歌中，都能感受到他的影响。
裴多菲的作品之所以独特，还在于它们不仅属于匈牙利文学，更是世界文学的瑰宝。他的多首诗作在全世界广为流传，得益于大量译本，他的诗歌已成为全人类的共同财富。他的诗歌影响力之大，以至于有些外国作家专门为了裴多菲而学习匈牙利语。

## 性格与身体特征
他的老师们评价裴多菲小时候是一个聪明伶俐、理解力敏捷的孩子，但也发现他有些特立独行。索包德萨拉什的老师乌伊洛基·伊什特万这样描述七岁的裴多菲：“这个孩子举止温和，但有些倔强固执，不爱惹是生非，但也很孤僻，不喜欢和同学们来往。课间大家玩耍时，他总是一个人靠在学校的石柱旁，毫无兴趣地看着伙伴们玩乐，我叫他说：‘山多尔，去玩吧！’他却回答：‘我不喜欢。’” 在家里他也是如此，躲着邻居和街上的孩子。虽然学习成绩算不上拔尖，但从未因品行问题受到严厉训斥。（这段回忆发表于1881年《佩斯日报》）。:68-69

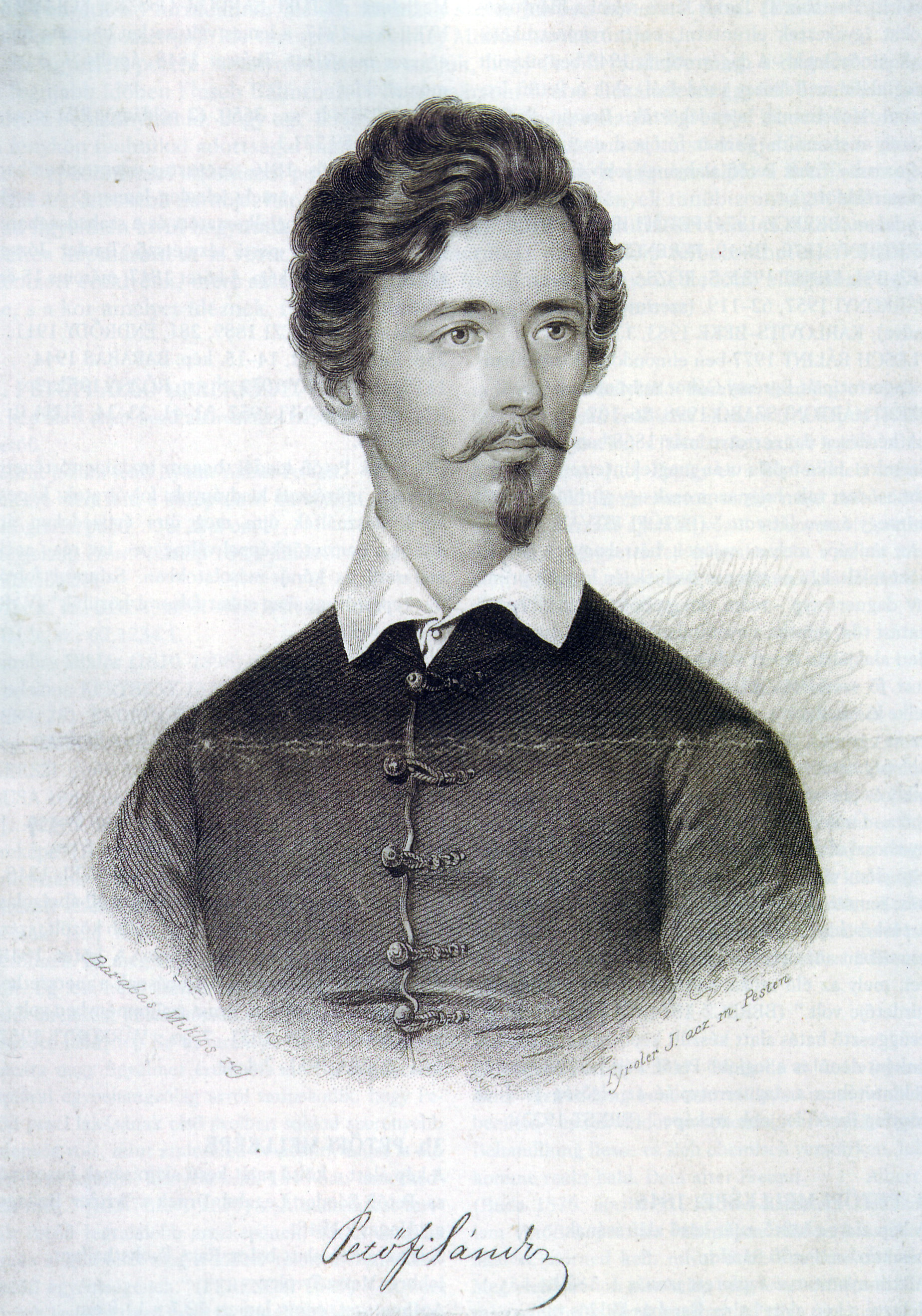
裴多菲的“眉毛呈萨堤尔般的弧线”这一描述，出自文献学家辛涅伊·约瑟夫的记载。

他的弟弟裴多菲·伊什特万也描述他是个性格严肃的孩子：“山多尔哥哥是个安静、温和、喜欢独处的孩子；每当亲戚来访时，我的父母常常训斥他，因为他总是避开他们，把自己关在房间里，从书本中寻找乐趣。”:69
他的亲戚兼好友欧尔洛伊·彼得里奇·索毛在1839年这样描绘了17岁的裴多菲：“身高中等，体态瘦削，脸色如肉桂色，头发硬而棕褐，乌黑的眼睛闪烁着光芒，眼白中布满了血丝；他嘴唇肿胀，表情倔强，胡须刚刚开始长出；他脖子修长，从下垂的肩膀间裸露出来，穿着与裤子同色的灰色细绳短夹克，紧紧包裹着身躯。”
匈牙利文学史学家辛涅伊·约瑟夫总结道：“裴多菲对女性充满激情，性格急躁易怒，但并不擅长追求爱情；他的体格也不适合做一个成功的求爱者。他的外貌有趣，却不算英俊。身高中等，身形瘦削，肩膀异常宽阔；脸色偏黄褐，面容消瘦且苍白，双眼细小而黑亮，眉毛呈萨堤尔般的弧线；鼻子呈罗马鼻型但稍尖，鼻根处在额头处有一凹陷，眉毛间有两条深皱纹；额头开阔但不高，上方覆盖着浓密几乎蓬乱的黑发，他说话或朗诵时常用右手向后拨弄头发。下唇比常人厚，嘴巴小巧且漂亮，但当他笑时，由于一颗突出的大门牙，整张脸显得带有嘲弄乃至几乎魔鬼般的表情。上唇仅被稀疏的细胡须覆盖；下巴有类似的络腮胡，但两侧剃光。他的主要性格特征是真诚，但他也渴望引人注目，他不仅希望通过诗歌产生影响，也注重外表。在当时穿着燕尾服和高顶礼帽的社会中，他另辟蹊径，追随一套独特的时尚：戴着帽子，穿着让人想起乔科奈的披风（后来演变成阿提拉式军装）、饰有绳结纽扣的紧身裤、流苏短靴和带有旋转鹤羽毛的帽子。他常手持冰镐，在车道上疾步前行，确保无人阻挡他的快速步伐。按照当时的习惯，他脖子上围着长领带，但自1845年起，他改为不系领带，敞开衬衫领子。”
根据文学史学家鲍劳巴什·阿拜尔的说法：“这个尚未成熟的年轻人如果吸引到了他人的目光，他不会试图回避，反而会努力去强化这种引人注目的效果。……他到处谈论自己。……他不是走在人行道上，而是在街道中央行走。他总是随身携带一把长矛。这并非他的天性，而是他那个时代所教会他的——那个时代不仅期待诗人写出好诗，还期待他们有些怪癖。裴多菲确实满足了这种期待。关于他，有许多奇怪的故事流传。有一次，他和帕尔菲·奥尔贝特散步，走到街角时看见一辆空的手推车。诗人问：‘你愿意多少钱推这辆手推车穿过瓦茨街？’帕尔菲回答：‘如果你坐上去，我免费推。’诗人于是坐了上去，交叉抱臂，说：‘那你就推吧。’”:198-199
裴多菲两手同利，既能用右手写字，又能用左手写字。

## 纪念

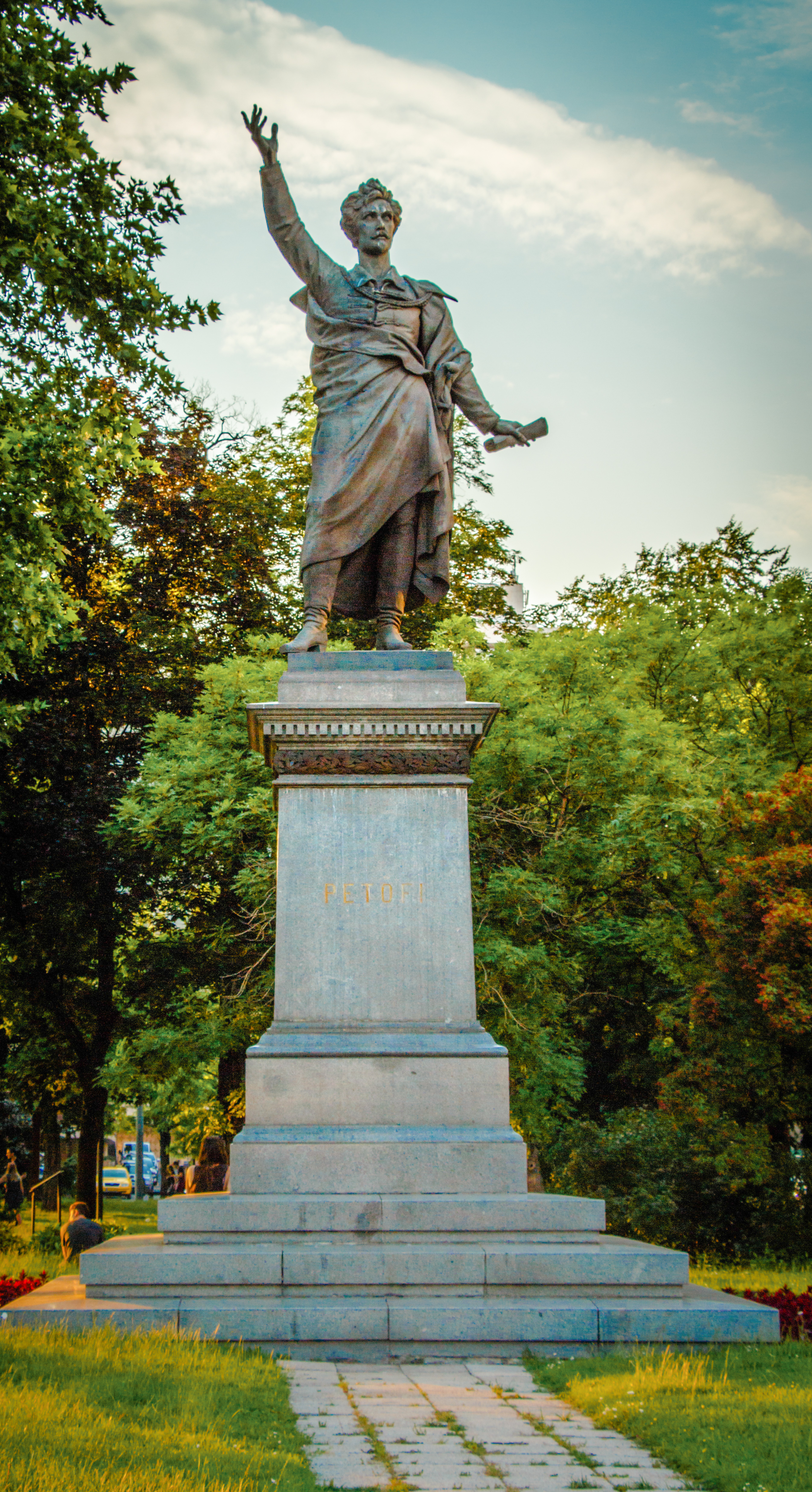
位于布达佩斯的裴多菲像

他的纪念在匈牙利民族中受到深切的敬仰。裴多菲故居与纪念馆于1880年被匈牙利作家与艺术家协会购得并加以标示。1882年10月15日，坐落于佩斯多瑙河畔的青铜雕像揭幕，该雕像由胡萨尔·阿道夫创作，其经费大部分由赖梅尼·埃德通过小提琴演奏筹得。揭幕仪式上，约卡伊·莫尔发表了演讲，恩德勒迪·山多尔朗诵了一首颂诗，就连以卡门·席尔瓦为笔名写诗的罗马尼亚王后也送来了花环。自然地，奥洛尼·亚诺什也出席了佩托菲雕像的揭幕典礼。正是在这次典礼上他着了凉，随后罹患肺炎，并于10月22日去世，追随他的挚友一同进入不朽之列。
截至2023年，共有51所小学、7所中学、3所幼儿园、5所宿舍楼、21座文化馆和图书馆、19座博物馆与纪念馆，以及5家电影院以佩托菲的名字命名。
在布达佩斯多瑙河上茜茜公主桥东北侧，有裴多菲塑像。1956年匈牙利革命，这里是聚会地点之一。期间组建的裴多菲俱乐部对匈牙利革命有重要影响。
2003年8月27日，北京鲁迅博物馆揭幕了一座裴多菲半身铜像。2007年9月5日，上海鲁迅公园同样落成一座裴多菲半身塑像。2025年5月23日，宁波象山落成了一座殷夫-裴多菲组合像。

### 邮票
马扎尔邮政曾多次发行邮票，以缅怀这位诗人。发行裴多菲题材邮票的年份包括：1919年、1923年、1947年、1948年、1949年、1950年、1952年、1971年、1972年和1998年。首枚裴多菲邮票发行于1919年，为苏维埃共和国时期“肖像”系列中的一枚，面值45菲勒，该系列其他邮票上分别印有马克思、恩格斯、多饶·捷尔吉和马丁诺维奇·伊格纳茨的肖像。在1923年，为纪念裴多菲诞辰100周年，匈牙利王家邮政发行了一套由五枚组成的邮票系列：面值10克朗的邮票上是布达佩斯的裴多菲雕像；15克朗的展示的是《勇者约翰》中与龙蛇怪的战斗；25克朗的是裴多菲的肖像；40克朗的描绘了裴多菲之死；50克朗的则展现他朗诵诗歌的场景。
1947年，匈牙利邮政在“我们的自由英雄”系列中发行了一枚面值一福林的邮票；1948年，在“诗人与作家”系列中发行了一枚面值10菲勒的航空邮票。随后在1949年，又发行了一套由三枚不同颜色组成、印有裴多菲肖像的邮票系列，面值分别为40菲勒、60菲勒和1福林。1952年，邮政又推出了“1848年自由战士”系列，共六枚，其中一枚面值30菲勒的普通邮票同样是向裴多菲致敬。

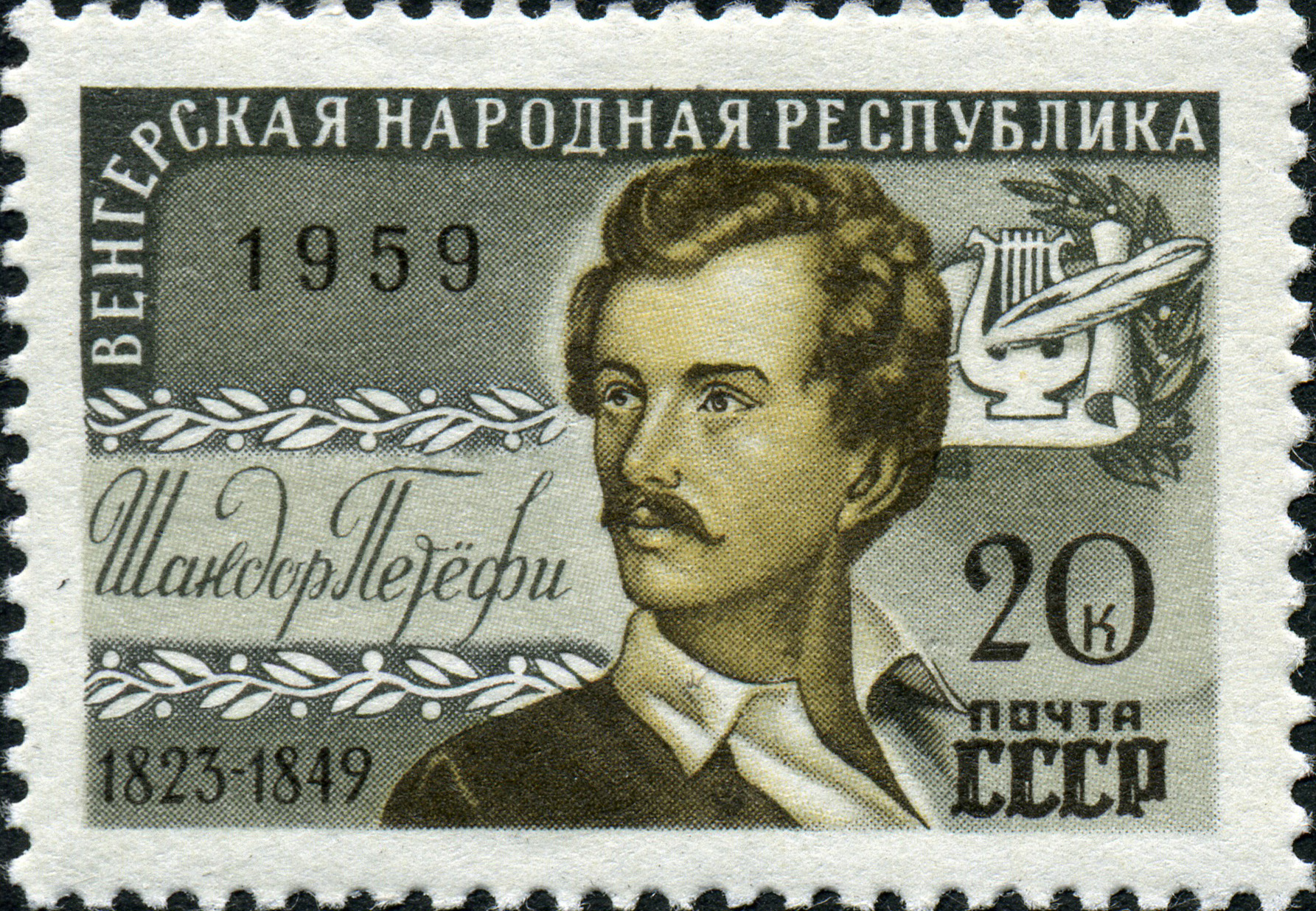
佩托菲出现在一枚面值20戈比的苏联邮票上：邮票——山多尔·佩托菲（Шандор Петёфи）（1959）。

1959年，苏联邮政在裴多菲逝世110周年之际发行了一枚面值20戈比的邮票，票面为这位诗人的肖像。1972年，匈牙利邮政为纪念裴多菲诞辰150周年，发行了一套三枚邮票的系列：面值1福林的邮票描绘的是裴多菲在皮尔沃克斯咖啡店的场景，面值2福林的是他的肖像，面值3福林的则描绘他在战场上的英姿。1998年，为纪念1848年革命和自由战争150周年，匈牙利邮政发行了一套由三枚组成的系列邮票，统一面值为23福林，分别印有裴多菲、坦契奇·米哈伊和科苏特的肖像。

## 家谱
| 裴多菲·伊什特万 (1791–1849) | 裴多菲·伊什特万 (1791–1849) | 裴多菲·伊什特万 (1791–1849) | 裴多菲·伊什特万 (1791–1849) | 裴多菲·伊什特万 (1791–1849) | 裴多菲·伊什特万 (1791–1849) |  |  | 赫鲁兹·玛丽亚 (1791–1849) | 赫鲁兹·玛丽亚 (1791–1849) | 赫鲁兹·玛丽亚 (1791–1849) | 赫鲁兹·玛丽亚 (1791–1849) | 赫鲁兹·玛丽亚 (1791–1849) | 赫鲁兹·玛丽亚 (1791–1849) |                           |                           |                             |                             |                             |                             | 霍瓦特·伊什特万 (1784–1846) | 霍瓦特·伊什特万 (1784–1846) | 霍瓦特·伊什特万 (1784–1846) | 霍瓦特·伊什特万 (1784–1846) | 霍瓦特·伊什特万 (1784–1846)   | 霍瓦特·伊什特万 (1784–1846)   |                               |                               | 塞派希·卡罗利娜               | 塞派希·卡罗利娜               | 塞派希·卡罗利娜               | 塞派希·卡罗利娜               | 塞派希·卡罗利娜               | 塞派希·卡罗利娜               |                           |                           | 森德赖伊·伊格纳茨 (1800–1895) | 森德赖伊·伊格纳茨 (1800–1895) | 森德赖伊·伊格纳茨 (1800–1895) | 森德赖伊·伊格纳茨 (1800–1895) | 森德赖伊·伊格纳茨 (1800–1895) | 森德赖伊·伊格纳茨 (1800–1895) |                           |                           | 加洛维奇·安娜 (1805–1849)   | 加洛维奇·安娜 (1805–1849)   | 加洛维奇·安娜 (1805–1849)   | 加洛维奇·安娜 (1805–1849)   | 加洛维奇·安娜 (1805–1849)   | 加洛维奇·安娜 (1805–1849)   |                             |                             |                             |                             |                         |                         |                         |                         |  |  |  |  |  |  |  |  |  |  |  |  |  |  |  |  |  |  |  |  |  |  |  |  |  |  |  |  |
| 裴多菲·伊什特万 (1791–1849) | 裴多菲·伊什特万 (1791–1849) | 裴多菲·伊什特万 (1791–1849) | 裴多菲·伊什特万 (1791–1849) | 裴多菲·伊什特万 (1791–1849) | 裴多菲·伊什特万 (1791–1849) |  |  | 赫鲁兹·玛丽亚 (1791–1849) | 赫鲁兹·玛丽亚 (1791–1849) | 赫鲁兹·玛丽亚 (1791–1849) | 赫鲁兹·玛丽亚 (1791–1849) | 赫鲁兹·玛丽亚 (1791–1849) | 赫鲁兹·玛丽亚 (1791–1849) |                           |                           |                             |                             |                             |                             | 霍瓦特·伊什特万 (1784–1846) | 霍瓦特·伊什特万 (1784–1846) | 霍瓦特·伊什特万 (1784–1846) | 霍瓦特·伊什特万 (1784–1846) | 霍瓦特·伊什特万 (1784–1846)   | 霍瓦特·伊什特万 (1784–1846)   |                               |                               | 塞派希·卡罗利娜               | 塞派希·卡罗利娜               | 塞派希·卡罗利娜               | 塞派希·卡罗利娜               | 塞派希·卡罗利娜               | 塞派希·卡罗利娜               |                           |                           | 森德赖伊·伊格纳茨 (1800–1895) | 森德赖伊·伊格纳茨 (1800–1895) | 森德赖伊·伊格纳茨 (1800–1895) | 森德赖伊·伊格纳茨 (1800–1895) | 森德赖伊·伊格纳茨 (1800–1895) | 森德赖伊·伊格纳茨 (1800–1895) |                           |                           | 加洛维奇·安娜 (1805–1849)   | 加洛维奇·安娜 (1805–1849)   | 加洛维奇·安娜 (1805–1849)   | 加洛维奇·安娜 (1805–1849)   | 加洛维奇·安娜 (1805–1849)   | 加洛维奇·安娜 (1805–1849)   |                             |                             |                             |                             |                         |                         |                         |                         |  |  |  |  |  |  |  |  |  |  |  |  |  |  |  |  |  |  |  |  |  |  |  |  |  |  |  |  |
|                             |                             |                             |                             |                             |                             |  |  |                           |                           |                           |                           |                           |                           |                           |                           |                             |                             |                             |                             |                             |                             |                             |                             |                               |                               |                               |                               |                               |                               |                               |                               |                               |                               |                           |                           |                               |                               |                               |                               |                               |                               |                           |                           |                             |                             |                             |                             |                             |                             |                             |                             |                             |                             |                         |                         |                         |                         |  |  |  |  |  |  |  |  |  |  |  |  |  |  |  |  |  |  |  |  |  |  |  |  |  |  |  |  |
|                             |                             |                             |                             |                             |                             |  |  |                           |                           |                           |                           |                           |                           |                           |                           |                             |                             |                             |                             |                             |                             |                             |                             |                               |                               |                               |                               |                               |                               |                               |                               |                               |                               |                           |                           |                               |                               |                               |                               |                               |                               |                           |                           |                             |                             |                             |                             |                             |                             |                             |                             |                             |                             |                         |                         |                         |                         |  |  |  |  |  |  |  |  |  |  |  |  |  |  |  |  |  |  |  |  |  |  |  |  |  |  |  |  |
|                             |                             |                             |                             |                             |                             |  |  |                           |                           |                           |                           |                           |                           |                           |                           |                             |                             |                             |                             |                             |                             |                             |                             |                               |                               |                               |                               |                               |                               |                               |                               |                               |                               |                           |                           |                               |                               |                               |                               |                               |                               |                           |                           |                             |                             |                             |                             |                             |                             |                             |                             |                             |                             |                         |                         |                         |                         |  |  |  |  |  |  |  |  |  |  |  |  |  |  |  |  |  |  |  |  |  |  |  |  |  |  |  |  |
| 裴多菲·伊什特万 (1825–1880) | 裴多菲·伊什特万 (1825–1880) | 裴多菲·伊什特万 (1825–1880) | 裴多菲·伊什特万 (1825–1880) | 裴多菲·伊什特万 (1825–1880) | 裴多菲·伊什特万 (1825–1880) |  |  | 裴多菲·山多尔 (1823–1849) | 裴多菲·山多尔 (1823–1849) | 裴多菲·山多尔 (1823–1849) | 裴多菲·山多尔 (1823–1849) | 裴多菲·山多尔 (1823–1849) | 裴多菲·山多尔 (1823–1849) |                           |                           | 森德赖伊·尤利娅 (1828–1868) | 森德赖伊·尤利娅 (1828–1868) | 森德赖伊·尤利娅 (1828–1868) | 森德赖伊·尤利娅 (1828–1868) | 森德赖伊·尤利娅 (1828–1868) | 森德赖伊·尤利娅 (1828–1868) |                             |                             | 老霍瓦特·阿尔帕德 (1820–1894) | 老霍瓦特·阿尔帕德 (1820–1894) | 老霍瓦特·阿尔帕德 (1820–1894) | 老霍瓦特·阿尔帕德 (1820–1894) | 老霍瓦特·阿尔帕德 (1820–1894) | 老霍瓦特·阿尔帕德 (1820–1894) |                               |                               | 森德赖伊·久洛 (?–1850)        | 森德赖伊·久洛 (?–1850)        | 森德赖伊·久洛 (?–1850)    | 森德赖伊·久洛 (?–1850)    | 森德赖伊·久洛 (?–1850)        | 森德赖伊·久洛 (?–1850)        |                               |                               |                               |                               |                           |                           | 森德赖伊·玛丽亚 (1838–1866) | 森德赖伊·玛丽亚 (1838–1866) | 森德赖伊·玛丽亚 (1838–1866) | 森德赖伊·玛丽亚 (1838–1866) | 森德赖伊·玛丽亚 (1838–1866) | 森德赖伊·玛丽亚 (1838–1866) |                             |                             | 久洛伊·帕尔 (1826–1909)     | 久洛伊·帕尔 (1826–1909)     | 久洛伊·帕尔 (1826–1909) | 久洛伊·帕尔 (1826–1909) | 久洛伊·帕尔 (1826–1909) | 久洛伊·帕尔 (1826–1909) |  |  |  |  |  |  |  |  |  |  |  |  |  |  |  |  |  |  |  |  |  |  |  |  |  |  |  |  |
| 裴多菲·伊什特万 (1825–1880) | 裴多菲·伊什特万 (1825–1880) | 裴多菲·伊什特万 (1825–1880) | 裴多菲·伊什特万 (1825–1880) | 裴多菲·伊什特万 (1825–1880) | 裴多菲·伊什特万 (1825–1880) |  |  | 裴多菲·山多尔 (1823–1849) | 裴多菲·山多尔 (1823–1849) | 裴多菲·山多尔 (1823–1849) | 裴多菲·山多尔 (1823–1849) | 裴多菲·山多尔 (1823–1849) | 裴多菲·山多尔 (1823–1849) |                           |                           | 森德赖伊·尤利娅 (1828–1868) | 森德赖伊·尤利娅 (1828–1868) | 森德赖伊·尤利娅 (1828–1868) | 森德赖伊·尤利娅 (1828–1868) | 森德赖伊·尤利娅 (1828–1868) | 森德赖伊·尤利娅 (1828–1868) |                             |                             | 老霍瓦特·阿尔帕德 (1820–1894) | 老霍瓦特·阿尔帕德 (1820–1894) | 老霍瓦特·阿尔帕德 (1820–1894) | 老霍瓦特·阿尔帕德 (1820–1894) | 老霍瓦特·阿尔帕德 (1820–1894) | 老霍瓦特·阿尔帕德 (1820–1894) |                               |                               | 森德赖伊·久洛 (?–1850)        | 森德赖伊·久洛 (?–1850)        | 森德赖伊·久洛 (?–1850)    | 森德赖伊·久洛 (?–1850)    | 森德赖伊·久洛 (?–1850)        | 森德赖伊·久洛 (?–1850)        |                               |                               |                               |                               |                           |                           | 森德赖伊·玛丽亚 (1838–1866) | 森德赖伊·玛丽亚 (1838–1866) | 森德赖伊·玛丽亚 (1838–1866) | 森德赖伊·玛丽亚 (1838–1866) | 森德赖伊·玛丽亚 (1838–1866) | 森德赖伊·玛丽亚 (1838–1866) |                             |                             | 久洛伊·帕尔 (1826–1909)     | 久洛伊·帕尔 (1826–1909)     | 久洛伊·帕尔 (1826–1909) | 久洛伊·帕尔 (1826–1909) | 久洛伊·帕尔 (1826–1909) | 久洛伊·帕尔 (1826–1909) |  |  |  |  |  |  |  |  |  |  |  |  |  |  |  |  |  |  |  |  |  |  |  |  |  |  |  |  |
|                             |                             |                             |                             |                             |                             |  |  |                           |                           |                           |                           |                           |                           |                           |                           |                             |                             |                             |                             |                             |                             |                             |                             |                               |                               |                               |                               |                               |                               |                               |                               |                               |                               |                           |                           |                               |                               |                               |                               |                               |                               |                           |                           |                             |                             |                             |                             |                             |                             |                             |                             |                             |                             |                         |                         |                         |                         |  |  |  |  |  |  |  |  |  |  |  |  |  |  |  |  |  |  |  |  |  |  |  |  |  |  |  |  |
|                             |                             |                             |                             |                             |                             |  |  |                           |                           |                           |                           |                           |                           |                           |                           |                             |                             |                             |                             |                             |                             |                             |                             |                               |                               |                               |                               |                               |                               |                               |                               |                               |                               |                           |                           |                               |                               |                               |                               |                               |                               |                           |                           |                             |                             |                             |                             |                             |                             |                             |                             |                             |                             |                         |                         |                         |                         |  |  |  |  |  |  |  |  |  |  |  |  |  |  |  |  |  |  |  |  |  |  |  |  |  |  |  |  |
|                             |                             |                             |                             |                             |                             |  |  |                           |                           |                           |                           | 裴多菲·佐尔坦 (1848–1870) | 裴多菲·佐尔坦 (1848–1870) | 裴多菲·佐尔坦 (1848–1870) | 裴多菲·佐尔坦 (1848–1870) | 裴多菲·佐尔坦 (1848–1870)   | 裴多菲·佐尔坦 (1848–1870)   |                             |                             | 霍瓦特·阿蒂拉 (1851–1873)   | 霍瓦特·阿蒂拉 (1851–1873)   | 霍瓦特·阿蒂拉 (1851–1873)   | 霍瓦特·阿蒂拉 (1851–1873)   | 霍瓦特·阿蒂拉 (1851–1873)     | 霍瓦特·阿蒂拉 (1851–1873)     |                               |                               | 小霍瓦特·阿尔帕德 (1855–1887) | 小霍瓦特·阿尔帕德 (1855–1887) | 小霍瓦特·阿尔帕德 (1855–1887) | 小霍瓦特·阿尔帕德 (1855–1887) | 小霍瓦特·阿尔帕德 (1855–1887) | 小霍瓦特·阿尔帕德 (1855–1887) |                           |                           | 霍瓦特·维奥拉 (1857)          | 霍瓦特·维奥拉 (1857)          | 霍瓦特·维奥拉 (1857)          | 霍瓦特·维奥拉 (1857)          | 霍瓦特·维奥拉 (1857)          | 霍瓦特·维奥拉 (1857)          |                           |                           | 霍瓦特·伊洛娜 (1859–1945)   | 霍瓦特·伊洛娜 (1859–1945)   | 霍瓦特·伊洛娜 (1859–1945)   | 霍瓦特·伊洛娜 (1859–1945)   | 霍瓦特·伊洛娜 (1859–1945)   | 霍瓦特·伊洛娜 (1859–1945)   |                             |                             |                             |                             |                         |                         |                         |                         |  |  |  |  |  |  |  |  |  |  |  |  |  |  |  |  |  |  |  |  |  |  |  |  |  |  |  |  |
|                             |                             |                             |                             |                             |                             |  |  |                           |                           |                           |                           | 裴多菲·佐尔坦 (1848–1870) | 裴多菲·佐尔坦 (1848–1870) | 裴多菲·佐尔坦 (1848–1870) | 裴多菲·佐尔坦 (1848–1870) | 裴多菲·佐尔坦 (1848–1870)   | 裴多菲·佐尔坦 (1848–1870)   |                             |                             | 霍瓦特·阿蒂拉 (1851–1873)   | 霍瓦特·阿蒂拉 (1851–1873)   | 霍瓦特·阿蒂拉 (1851–1873)   | 霍瓦特·阿蒂拉 (1851–1873)   | 霍瓦特·阿蒂拉 (1851–1873)     | 霍瓦特·阿蒂拉 (1851–1873)     |                               |                               | 小霍瓦特·阿尔帕德 (1855–1887) | 小霍瓦特·阿尔帕德 (1855–1887) | 小霍瓦特·阿尔帕德 (1855–1887) | 小霍瓦特·阿尔帕德 (1855–1887) | 小霍瓦特·阿尔帕德 (1855–1887) | 小霍瓦特·阿尔帕德 (1855–1887) |                           |                           | 霍瓦特·维奥拉 (1857)          | 霍瓦特·维奥拉 (1857)          | 霍瓦特·维奥拉 (1857)          | 霍瓦特·维奥拉 (1857)          | 霍瓦特·维奥拉 (1857)          | 霍瓦特·维奥拉 (1857)          |                           |                           | 霍瓦特·伊洛娜 (1859–1945)   | 霍瓦特·伊洛娜 (1859–1945)   | 霍瓦特·伊洛娜 (1859–1945)   | 霍瓦特·伊洛娜 (1859–1945)   | 霍瓦特·伊洛娜 (1859–1945)   | 霍瓦特·伊洛娜 (1859–1945)   |                             |                             |                             |                             |                         |                         |                         |                         |  |  |  |  |  |  |  |  |  |  |  |  |  |  |  |  |  |  |  |  |  |  |  |  |  |  |  |  |
|                             |                             |                             |                             |                             |                             |  |  |                           |                           |                           |                           |                           |                           |                           |                           |                             |                             |                             |                             |                             |                             |                             |                             |                               |                               |                               |                               |                               |                               |                               |                               |                               |                               |                           |                           |                               |                               |                               |                               |                               |                               |                           |                           |                             |                             |                             |                             |                             |                             |                             |                             |                             |                             |                         |                         |                         |                         |  |  |  |  |  |  |  |  |  |  |  |  |  |  |  |  |  |  |  |  |  |  |  |  |  |  |  |  |
|                             |                             |                             |                             |                             |                             |  |  |                           |                           |                           |                           |                           |                           |                           |                           |                             |                             |                             |                             |                             |                             |                             |                             |                               |                               |                               |                               |                               |                               |                               |                               | 久洛伊·阿兰卡 (1859–1915)     | 久洛伊·阿兰卡 (1859–1915)     | 久洛伊·阿兰卡 (1859–1915) | 久洛伊·阿兰卡 (1859–1915) | 久洛伊·阿兰卡 (1859–1915)     | 久洛伊·阿兰卡 (1859–1915)     |                               |                               | 久洛伊·卡尔曼 (1861–1897)     | 久洛伊·卡尔曼 (1861–1897)     | 久洛伊·卡尔曼 (1861–1897) | 久洛伊·卡尔曼 (1861–1897) | 久洛伊·卡尔曼 (1861–1897)   | 久洛伊·卡尔曼 (1861–1897)   |                             |                             | 久洛伊·毛尔吉特 (1862–1885) | 久洛伊·毛尔吉特 (1862–1885) | 久洛伊·毛尔吉特 (1862–1885) | 久洛伊·毛尔吉特 (1862–1885) | 久洛伊·毛尔吉特 (1862–1885) | 久洛伊·毛尔吉特 (1862–1885) |                         |                         |                         |                         |  |  |  |  |  |  |  |  |  |  |  |  |  |  |  |  |  |  |  |  |  |  |  |  |  |  |  |  |

## 引用
1. 1 2  Magyar Életrajzi Lexikon 1000–1990 （页面存档备份，存于）. Mek.oszk.hu. Retrieved 17 October 2011.
2. 1 2  LUCINDA MALLOWS. . Bradt Travel Guides. 2008: 7. ISBN 9781841622293.
3. ↑  Sándor Petőfi; George Szirtes. . Hesperus Press. 2004: 1. ISBN 9781843910848.
4. ↑  Petőfi Sándor. . Magyar Elektronikus Könyvtár.   [2015-04-02]. （原始内容存档于2025-04-25） （匈牙利语）.
5. ↑  Németh, G. Béla. . Budapest: Kossuth Kiadó. 1982: 170.
6. ↑  A Pest-Deák téri német evangélikus egyházközség halotti anyakönyve 68/1849.
7. ↑  Kerényi Ferenc. . Budapest: Unikornis Kiadó. 1998: 8. ISBN 9634272827.
8. ↑  Szegő Iván Miklós. . National Geographic. 2005-09-02  [2014-09-17]. （原始内容存档于2014-11-05） （匈牙利语）.
9. ↑  .   [2025-07-31]. （原始内容存档于2025-03-06）.
10. 1 2 3  Szinnyei József: Magyar írók élete és munkái, Budapest, Hornyánszky, 1909 Online hozzáférés （页面存档备份，存于）
11. ↑  Teleki Sándor: Petőfi Sándor Koltón. Petőfi-album. Budapest 1898. 71-72. l.; idézi Teleki: Emlékezzünk. 84. l.  （页面存档备份，存于）
12. ↑  Jakus Lajos.  (PDF). Irodalomtörténeti Közlemények. 1971, 75 (5): 601–611. o.  [2025-07-31]. （原始内容存档 (PDF)于2024-06-29）.
13. ↑  .   [2025-07-31]. （原始内容存档于2024-12-11）.
14. ↑  Czeizel Endre. . Liget.org.   [2016-12-20].
15. 1 2 3  Illyés, Gyula. . Budapest: Móra Kiadó. 1977  [2025-07-31]. ISBN 963 11 1022 2. （原始内容存档于2015-04-02）.
16. 1 2  Molnár 2012，第120頁.
17. 1 2 3  MTI. . Születése, halála rejtély. 2008-04-05  [2025-06-29] （匈牙利语）.
18. ↑  Molnár 2012，第132頁.
19. 1 2 3  Molnár 2012，第123頁.
20. 1 2  Molnár 2012，第127頁.
21. ↑  Molnár 2012，第124頁.
22. ↑  Molnár 2012，第126頁.
23. ↑  Molnár 2012，第136頁.
24. ↑  Molnár 2012，第144頁.
25. ↑  Molnár 2012，第128頁.
26. ↑  . Huszadik Század. 1935-01  [2016-12-19]. （原始内容存档于2025-03-06）.
27. 1 2 3 4 5 6 7 8 9 10 11 12 13 14 15 16 17 18 19 20 21 22 23  Szinnyei, József,  [Life and Works of Hungarian Writers], Budapest: Arcanum, 2000  [2025-07-31], ISBN 978-9638602992, （原始内容存档于2009-10-27） （匈牙利语）
28. ↑  . www.kincsestolnamegye.hu.   [2020-04-22]. （原始内容存档于2020-11-27）.
29. 1 2  Tímár Andor (szerkesztette). . Budapest. 1970: 57–58. o.
30. 1 2 3 4 5  Szerk. Bokor József (编). .  [Pallas大百科全书]. Budapest: Arcanum – FolioNET. 1998  [2025-07-31]. ISBN 963 85923 2 X. （原始内容存档于2024-12-01） （匈牙利语）.
31. ↑  . Petőfi emlékoldal. 2009-03-15  [2015-03-16]. （原始内容存档于2013-03-05）.
32. 1 2  . dia.pool.pim.hu.   [2015-03-16]. （原始内容存档于2016-03-04）.
33. 1 2 3 4 5 6  Fekete 2011.
34. 1 2 3 4  [31][28][34]
35. ↑  Kaef 1932: Kolmár és Petőfi. Bratislava; ujszo.com 2003 （页面存档备份，存于）
36. ↑  Kerényi 2000，第75頁.
37. ↑  Kovalovszky 1944，第59頁.
38. ↑  Kerényi 2000，第74頁.
39. ↑  . mek.oszk.hu.   [2015-03-16]. （原始内容存档于2024-07-15）.
40. ↑  Kenyeres 1967–1994.
41. 1 2 3  [28][34]
42. ↑  Orlay Petrich Soma. . Emelkedő híre mellett azonban sorsa most is csak a régi maradt, s Kecskeméten is nyomorban élt. Egyedüli vigaszt az akkor már itt tanuló Jókai és Ács Károly (de nem a már-említett pápai) barátságában talált. Ács Károly az Atlienaeum-ban megjelent számos költeményeivel már akkor költői hírt vívott ki magának, miért is Jókai Petőfit mint rokon szelleműnek bemutatta.
43. ↑   (PDF).   [2025-07-31]. （原始内容存档 (PDF)于2024-06-29）.
44. ↑  Dezsényi Béla.  (pdf). epa.oszk.hu: 163–204.   [2025-07-31]. （原始内容存档 (PDF)于2024-06-29）.
45. ↑  Színházi Élet – 1919/20. szám, 34. o.
46. ↑  Molnár Péterné: Hol született Petőfi Sándor?, irodalomismeret.h
47. ↑  Sőtér, István; Pándi Pál. . Budapest: Akadémiai Kiadó. 1965  [2025-07-31]. ISBN 963 05 1639 X. （原始内容存档于2024-12-11）.
48. 1 2 3 4  . irodalom.elte.hu.   [2015-03-17]. （原始内容存档于2018-12-22） （匈牙利语）.
49. ↑  Arany, János. . Budapest: Neumann Kht. 2003: 8  [2025-07-31]. ISBN 9634272427 请检查|isbn=值 (帮助). （原始内容存档于2024-12-12）.
50. ↑  . magyar-irodalom.elte.hu.   [2025-07-09]. （原始内容存档于2021-06-17）.
51. ↑  Tímár Andor (szerkesztette). . Budapest. 1970: 58–59. o.
52. 1 2 3  Tímár Andor (szerkesztette). . Budapest. 1970: 59. o.
53. ↑  Németh György. . Magyar Országos Levéltár.   [2015-03-17]. （原始内容存档于2024-12-03）.
54. ↑  . 2015-8-3  [2018-12-29]. （原始内容存档于2024-12-11）.
55. ↑  . erzsebetvaros.hu.   [2015-03-18]. （原始内容存档于2017-11-13）.
56. ↑  . 2011-05-24  [2016-06-30]. （原始内容存档于2016-09-15）.
57. ↑  . szekelyhon.ro.   [2015-03-21]. （原始内容存档于2020-12-04）.
58. 1 2 3 4 5 6 7  Dávid Gyula（匈牙利语：Dávid Gyula (irodalomtörténész)）; Mikó Imre（匈牙利语：Mikó Imre (jogász)）. . Budapest: Kriterion Könyvkiadó. 1972 （匈牙利语）.
59. ↑  Imreh Sándor.  (pdf). Gondolat. 2003  [2025-07-31]. （原始内容存档 (PDF)于2024-06-29）.
60. ↑   (PDF). Moszkva: Книга по Требованию. 2011  [2015-07-13]. ISBN 978-5-4241-4603-9. （原始内容 (pdf)存档于2015-04-12） （orosz）.
61. ↑  Rosonczy Ildikó.  (PDF). militaria.hu (Hadtörténelmi Közlemények).   [2015-07-13]. （原始内容存档 (PDF)于2025-04-20）.
62. ↑  Szinnyei, József,  [Life and Works of Hungarian Writers], Budapest: Arcanum, 1903, ISBN 978-9638602992 （匈牙利语）
63. ↑  Tarján M. Tamás. . rubicon.hu. 2014-04-11  [2015-03-21].
64. ↑  Egressy, Gábor. . Budapest: Terebess Kiadó. 1997  [2025-07-31]. （原始内容存档于2024-05-18）.
65. ↑  Szijjártó Gabriella. . Magyarok Világszövetsége egipatrona.hu. 2014-04-11  [2015-03-21]. （原始内容存档于2015-04-02）.
66. ↑  . Vasárnapi Újság 1860. és 1861. Tört. Lapok 1874: 351–396. o.
67. ↑  Bónis, Johanna.  (PDF). Erdélyi Múzeum. 2000, 62 (1–2): 72–74. ISSN 1453-0961.
68. ↑  Magyar irók: Életrajz-gyüjtemény, gyűjtötték: Ferenczy Jakab és Danielik József, kiadja a Szent-István-társulat, Emich Gusztáv könyvnyomdája, Pest, 1856, 367. o.
69. ↑  Kovács László.  (PDF). ttk.nyme.hu.   [2015-03-23]. （原始内容 (PDF)存档于2015-04-04）.
70. ↑  Illyés Gyula: Petőfi Sándor
71. ↑  Kovács László. . Természet Világa, 132. évfolyam, 7. szám, 2001. július.   [2015-03-29]. （原始内容存档于2021-06-07）.
72. ↑  Dömötör Ági. . origo.hu. 2011-05-13  [2015-06-01]. （原始内容存档于2023-10-02）.
73. ↑  Fekete Sándor. . dia.jadox.pim.hu. 1989-12-31  [2015-03-23]. （原始内容存档于2018-09-17）.
74. ↑  Szijjártó Gabriella. . Szabad Föld. 2014-03-02  [2015-03-21]. （原始内容存档于2015-09-24）.
75. ↑  . Magyar Tudományos Akadémia.   [2016-06-30]. （原始内容存档于2016-08-19）.
76. 1 2 3  Elter Tamás. . origo.hu. 2015-03-15  [5-03-17]. （原始内容存档于2018-03-12）.
77. ↑  Tóth Anikó. . litera.hu. 2014-03-03  [2015-03-21].
78. ↑  . Magyar Tudományos Akadémia. 2015-04-03  [2014-04-07]. （原始内容存档于2019-05-29）.
79. ↑  . A Nemzeti Örökség Intézete. 2015-06-15  [2016-06-30].
80. ↑  Kerner Zsolt. . 24.hu. 2015-04-14  [2016-06-30]. （原始内容存档于2024-12-12）.
81. ↑  Szűcs Gábor. . Nyelv és Tudomány. 2015-06-20  [2016-06-30]. （原始内容存档于2025-03-19）.
82. ↑  Német Tamás és Stöckert Gábor. . Index.hu. 2015-07-17  [2016-06-30]. （原始内容存档于2025-02-12）.
83. ↑  Papp Attila. . eduline.hu. 2009  [2016-06-30]. （原始内容存档于2018-11-05）.
84. ↑  Horváth János: Petőfi Sándor (Budapest, Pallas, 1922)
85. ↑  . sulinet.hu.   [2016-06-30].
86. ↑  Veégh Sándor.  (pdf). Nyomtatott Vákár Könyvnyomda: 6–8. o. 1934  [2025-07-31]. （原始内容存档 (PDF)于2016-08-18）.
87. 1 2 3  Barabás 1907.
88. ↑  Petőfi bal keze （页面存档备份，存于） Új Szó, 2002. március 15.
89. ↑  Sas, Ede. . Budapest: Singer és Wolfne Irodalmi Inetézet R.T. 1928.
90. ↑  Veégh, Sándor. . Csíkszereda: Vákár Könyvnyomda. 1934.
91. ↑  . www.sanyamuseum.com.   [2025-07-23].
92. ↑  . news.cctv.com.   [2025-07-23].
93. ↑  . www.zjds.org.cn.   [2025-07-23].
94. ↑  . mult-kor.hu. 2009-03-20  [2017-02-28]. （原始内容存档于2024-12-11）.
95. ↑  . colnect.com.   [2017-03-20] （英语）.
96. ↑  . colnect.com.   [2017-02-28] （英语）.
97. ↑  . colnect.com.   [2017-02-28] （英语）.
98. ↑  . colnect.com.   [2017-02-28] （英语）.
99. ↑  . colnect.com.   [2017-02-28] （英语）.
100. ↑  . colnect.com.   [2017-02-28] （英语）.
101. ↑  . philatelia.hu.   [2017-02-28]. （原始内容存档于2023-10-02）.
102. ↑  . philatelia.hu.   [2017-02-28]. （原始内容存档于2025-03-06）.
103. ↑  . philatelia.hu.   [2017-02-28]. （原始内容存档于2024-12-11）.
104. ↑  . philatelia.hu.   [2017-02-28]. （原始内容存档于2024-12-11）.
105. ↑  . lori.ru.   [2017-02-28]. （原始内容存档于2024-12-12） （orosz）.
106. ↑  . philatelia.hu.   [2017-02-28]. （原始内容存档于2024-12-11）.
107. ↑  . philatelia.hu.   [2017-02-28].